# 2017
El 2017 fou un any normal començat en diumenge. En el calendari gregorià, és el 2017è any de l'era comuna o de l'era cristiana, el 17è any del tercer mil·lenni i el 8è any de la dècada del 2010.
Va ser proclamat per les Nacions Unides; Any Internacional del Turisme Sostenible per al Desenvolupament, Any per la Igualtat Lingüística per Escola Valenciana Any Blasco Ibáñez per la Generalitat Valenciana i Any Constantí Llombart per Òc-Valéncia. La ciutat de València és la Capital Mundial de l'Alimentació durant tot l'any.

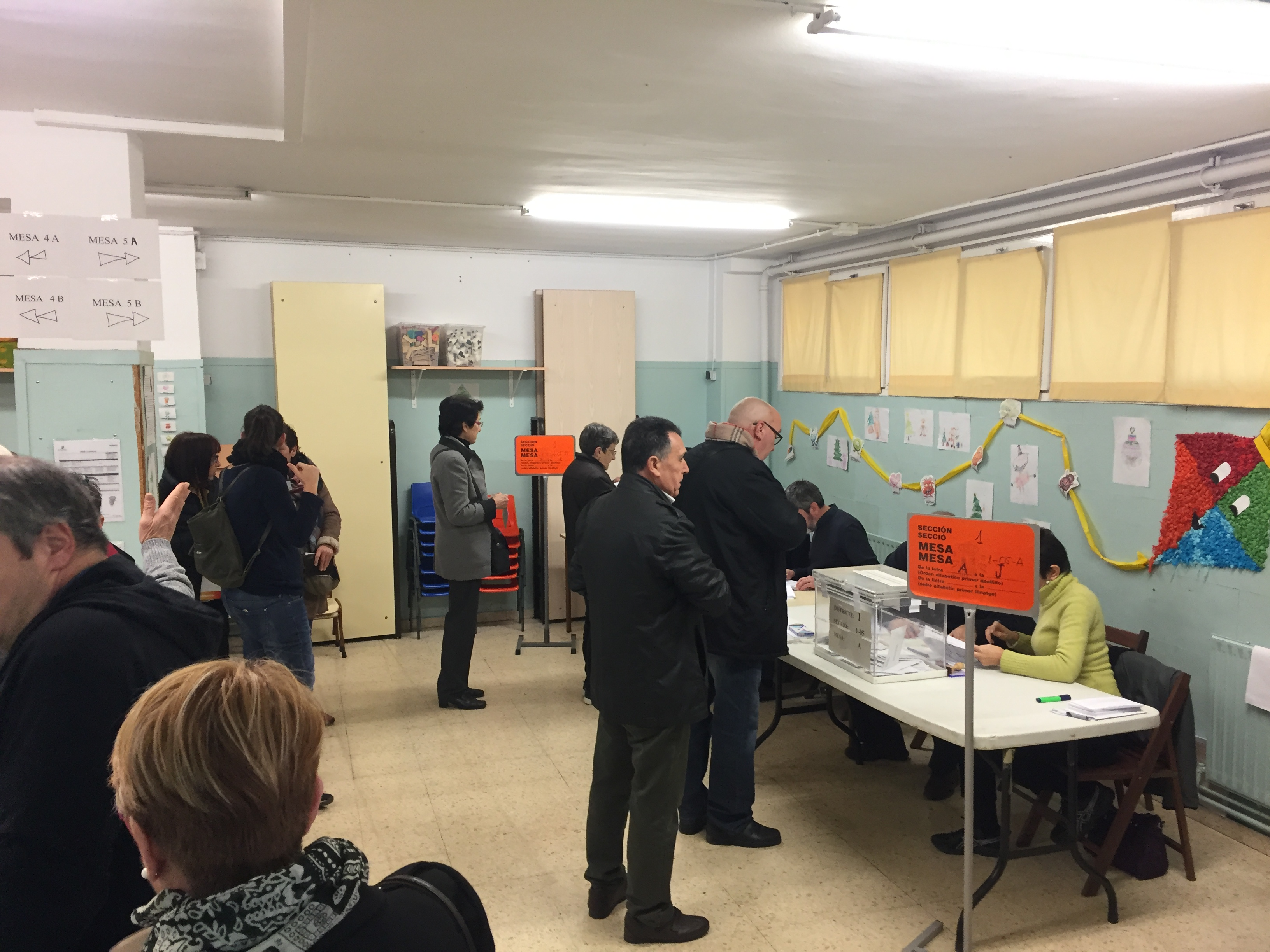
21 des: eleccions a Catalunya

## Efemèrides
El 2017 feu cinc anys del digital en occità Jornalet i de la modalitat més nova de pilota valenciana, el màdel, de la qual es disputà el I Circuit Intercomarcal; la Nova Muixeranga d'Algemesí celebrarà els vint anys de la fundació amb un seguit d'actes.
També en feu vint de la mort del cantant Jeff Buckley (29 de maig), vint-i-cinc de la mort de l'escriptor Joan Fuster (21 de juny), del cantaor Camarón de la Isla (2 de juliol) i dels Jocs Olímpics de Barcelona, quaranta de la matança d'Atocha i de l'assassinat de Miquel Grau i Gómez (16 d'octubre) —commemorat per primera volta al cementeri—
cinquanta de la inauguració de l'estació d'esquí de Masella i setanta-cinc de la mort de Miguel Hernández.
Quant a efemèrides centenàries, Artés commemorà durant tot l'any l'avalot dels Burots (2 de gener de 1917)
i se celebrà la del setmanari TBO, «la revista que donà nom als tebeos»;
en l'àmbit internacional, també feu cent anys dels naiximents de Will Eisner (6 de març), Ella Fitzgerald (25 d'abril),
de l'aparició de la Verge de Fàtima (13 de maig), d'Heribert Barrera (6 de juliol), Joan Capri (9 de juliol),
d'Andrew Wyeth (12 de juliol), de Gloria Fuertes (28 de juliol),
de Prat de la Riba (mort l'1 d'agost), de l'Estació del Nord de València (8 d'agost),
de Jack Kirby (28 d'agost), de Joan Valls
de la Revolució Russa (al febrer i a l'octubre)
i de la Declaració Balfour de 1917 (2017), origen de l'estat modern d'Israel.
El Canadà commemorà el seu 150é aniversari l'1 de juliol, i el 12 de juliol feu dos-cents anys del naiximent d'Henry David Thoreau.

## Cronologia

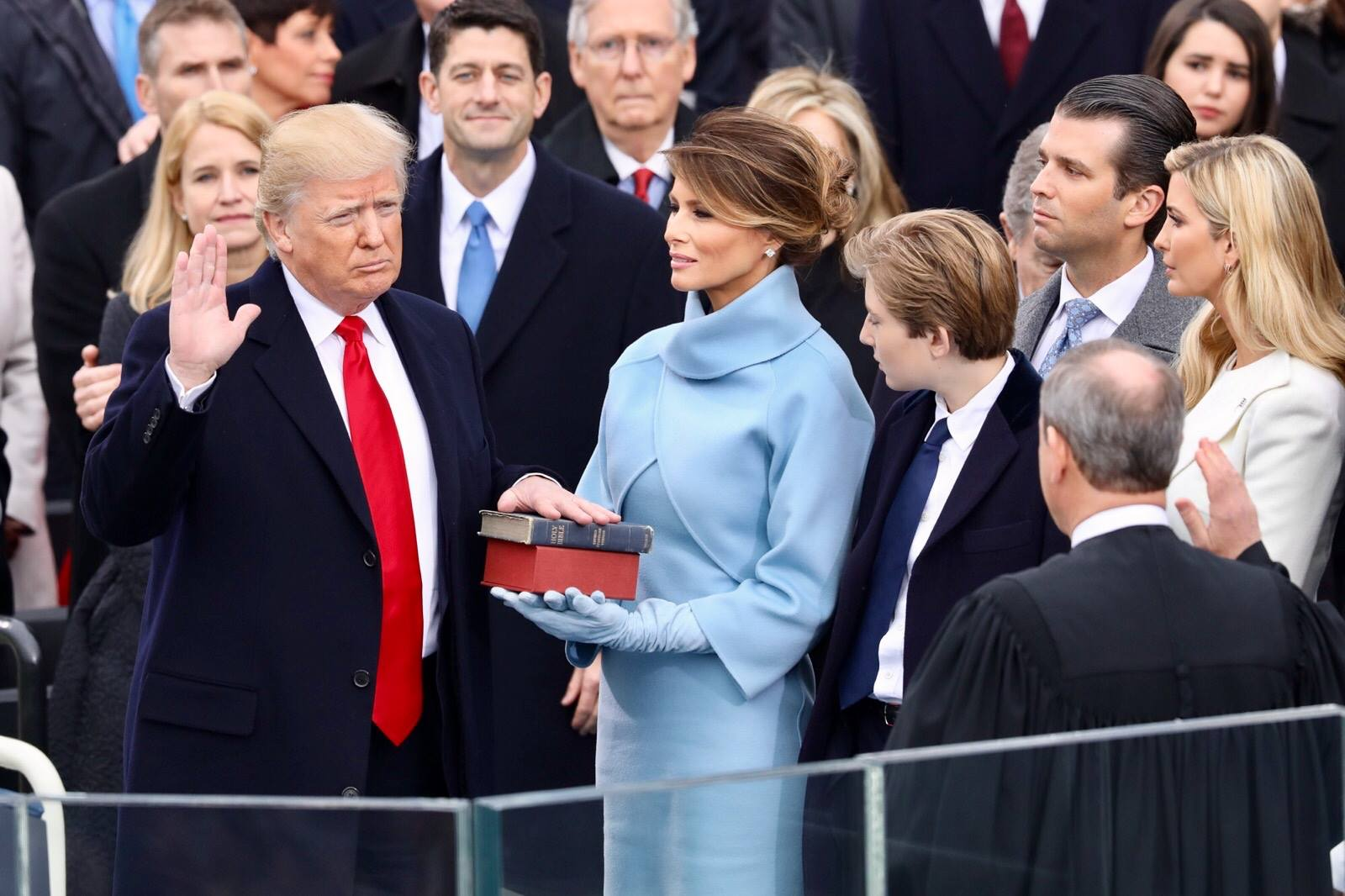
Gener: Trump jura el càrrec
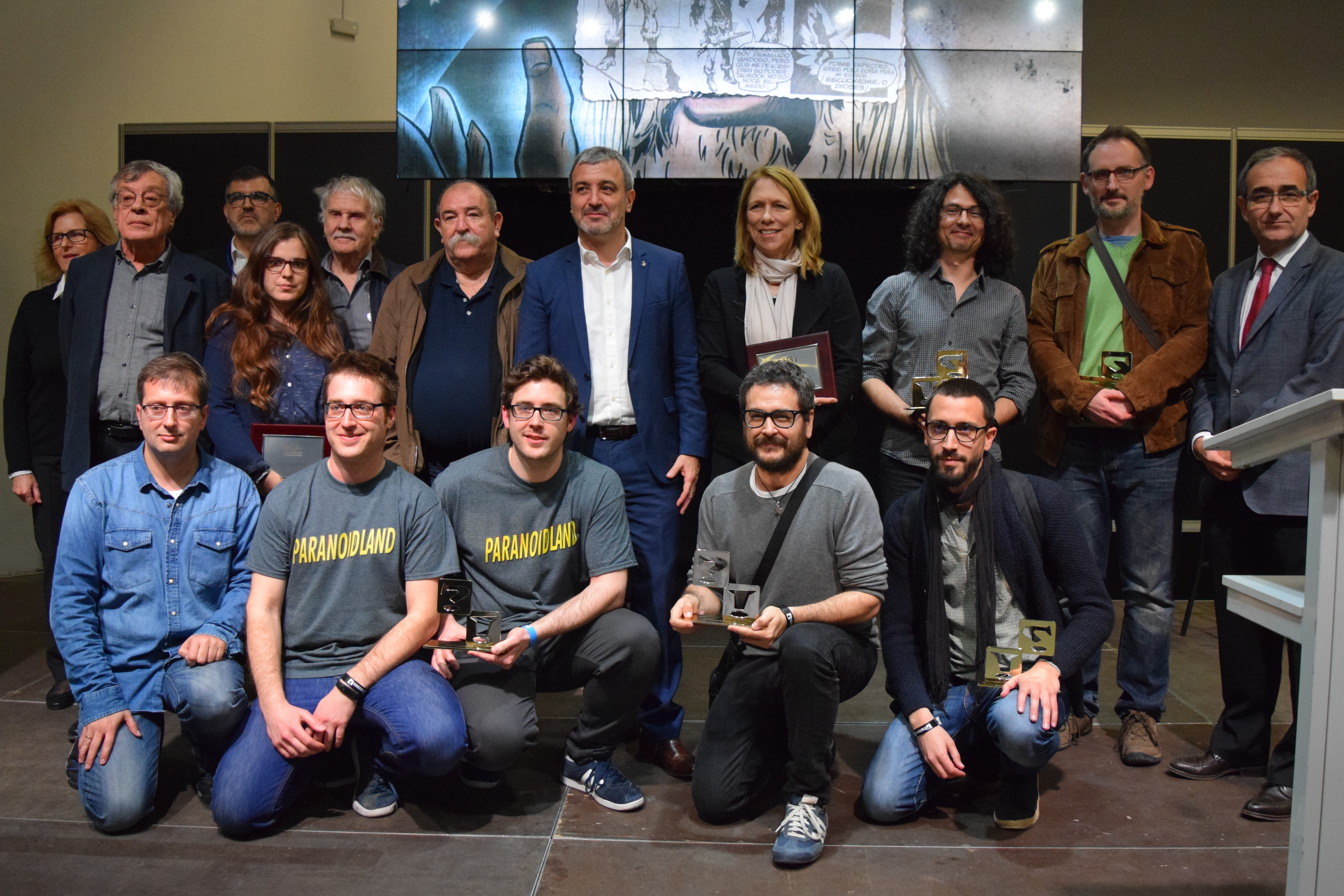
Abril: premiats del Saló del Còmic
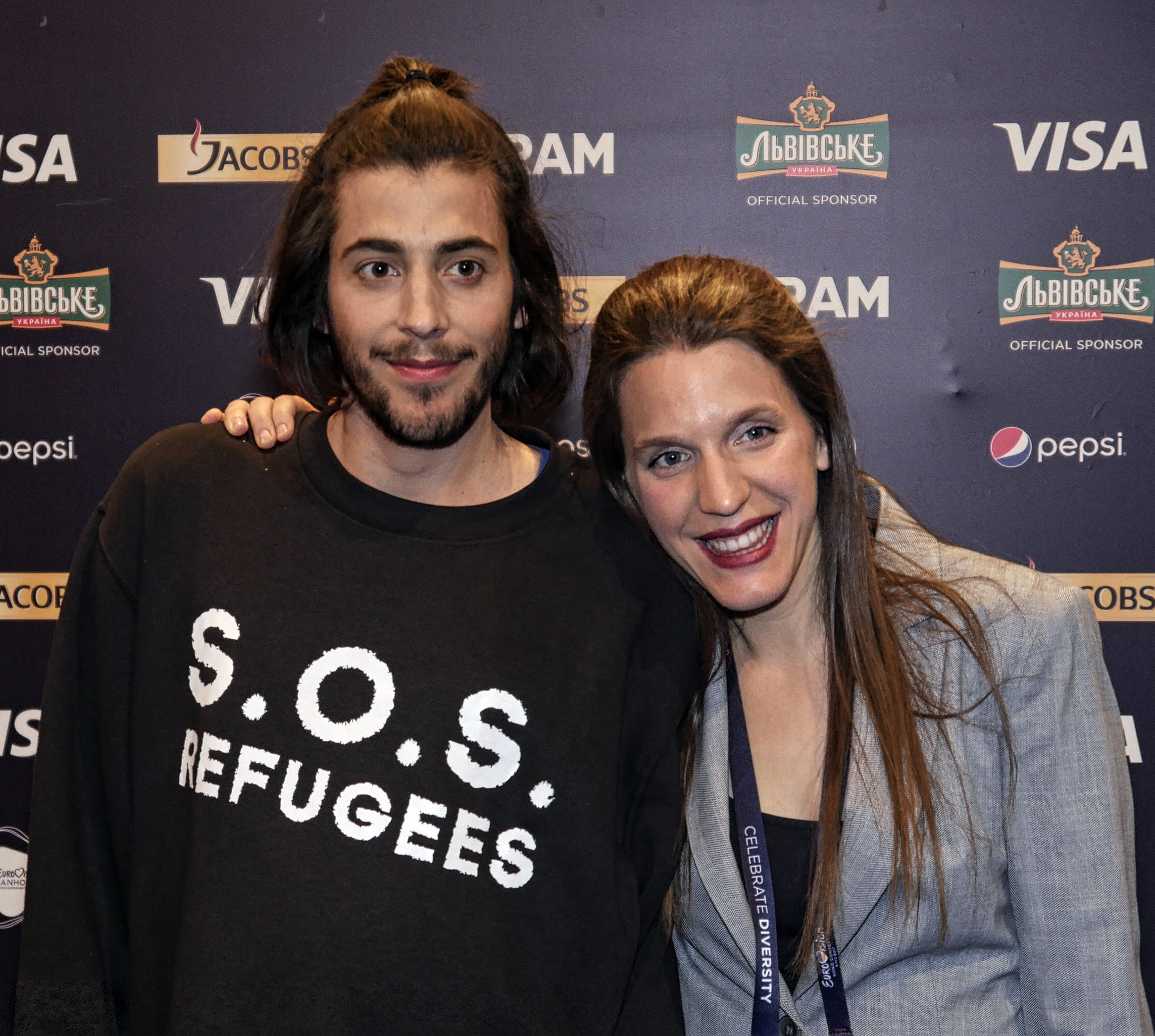
Maig:Portugal guanya Eurovision
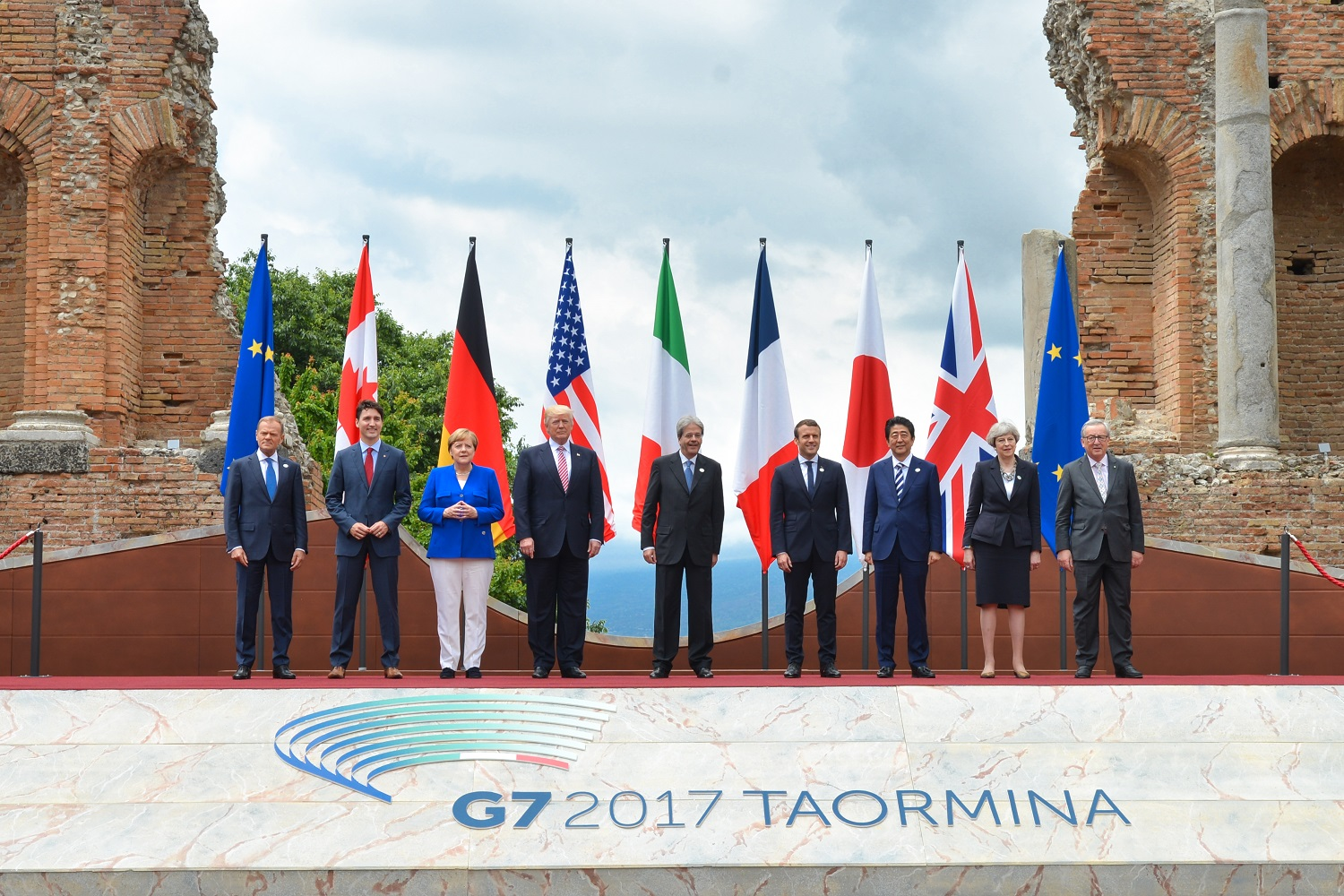
Maig: cimera del G7 a Sicília
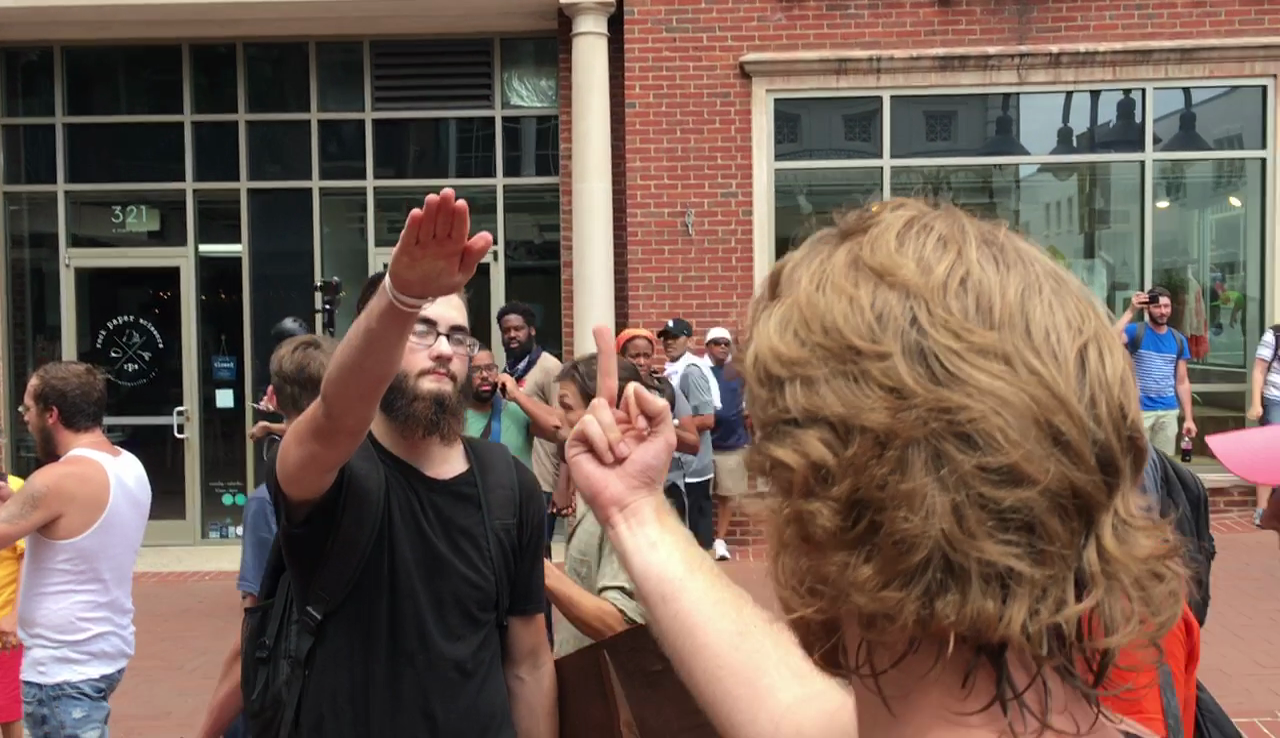
11 i 12 d'agost: Charlottesville
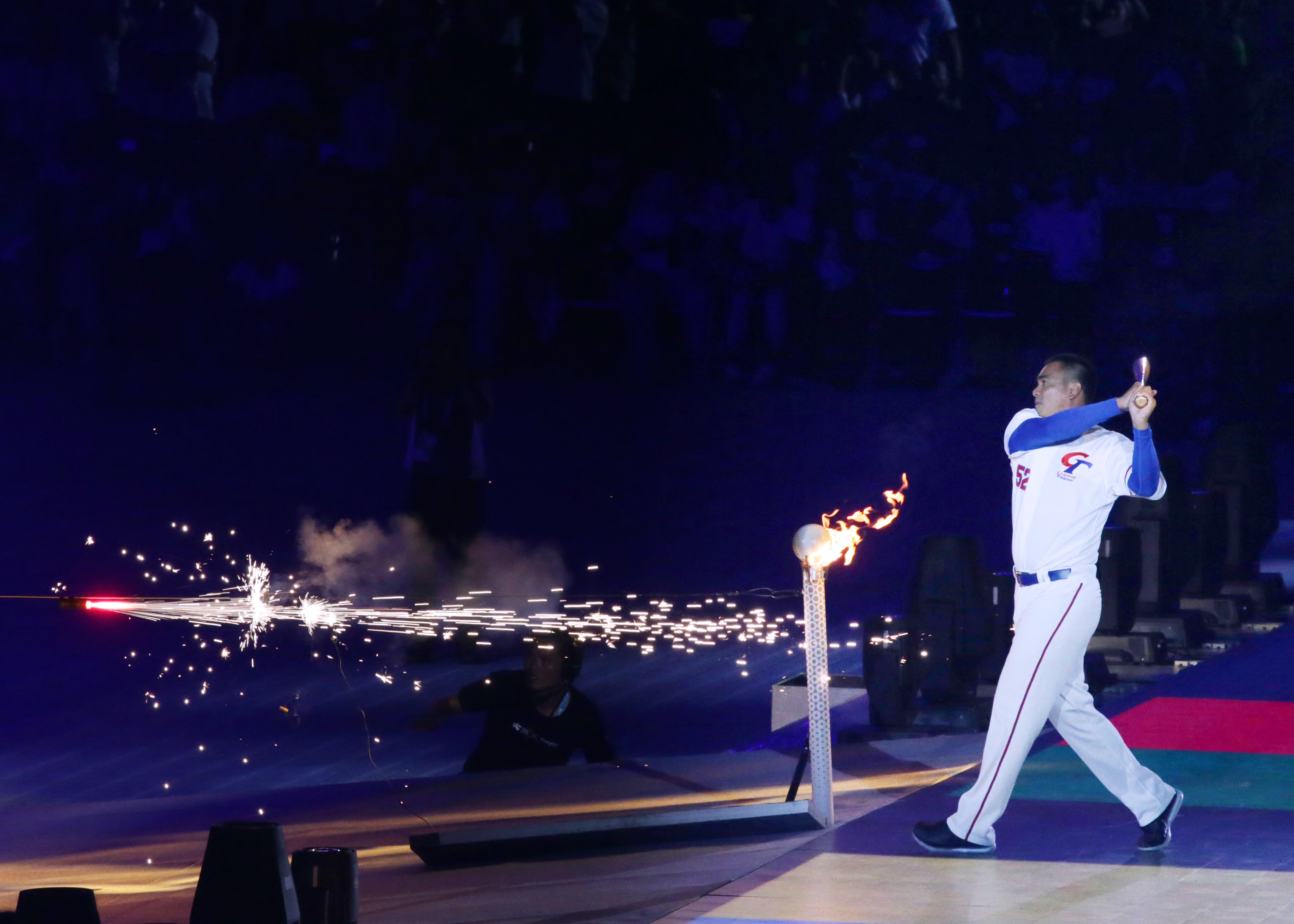
Agost: Universíades a Taipei
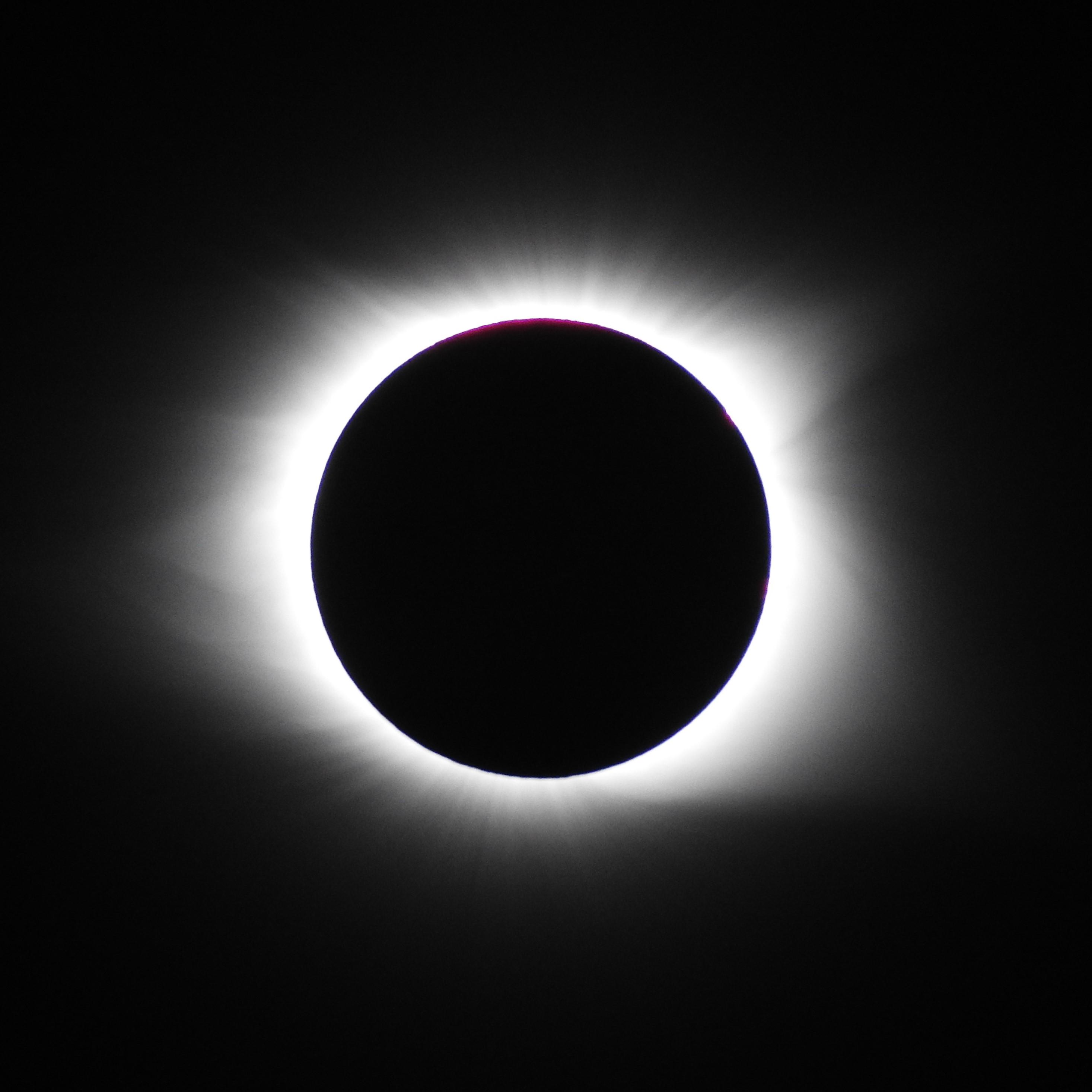
21 d'agost: eclipse total en EUA
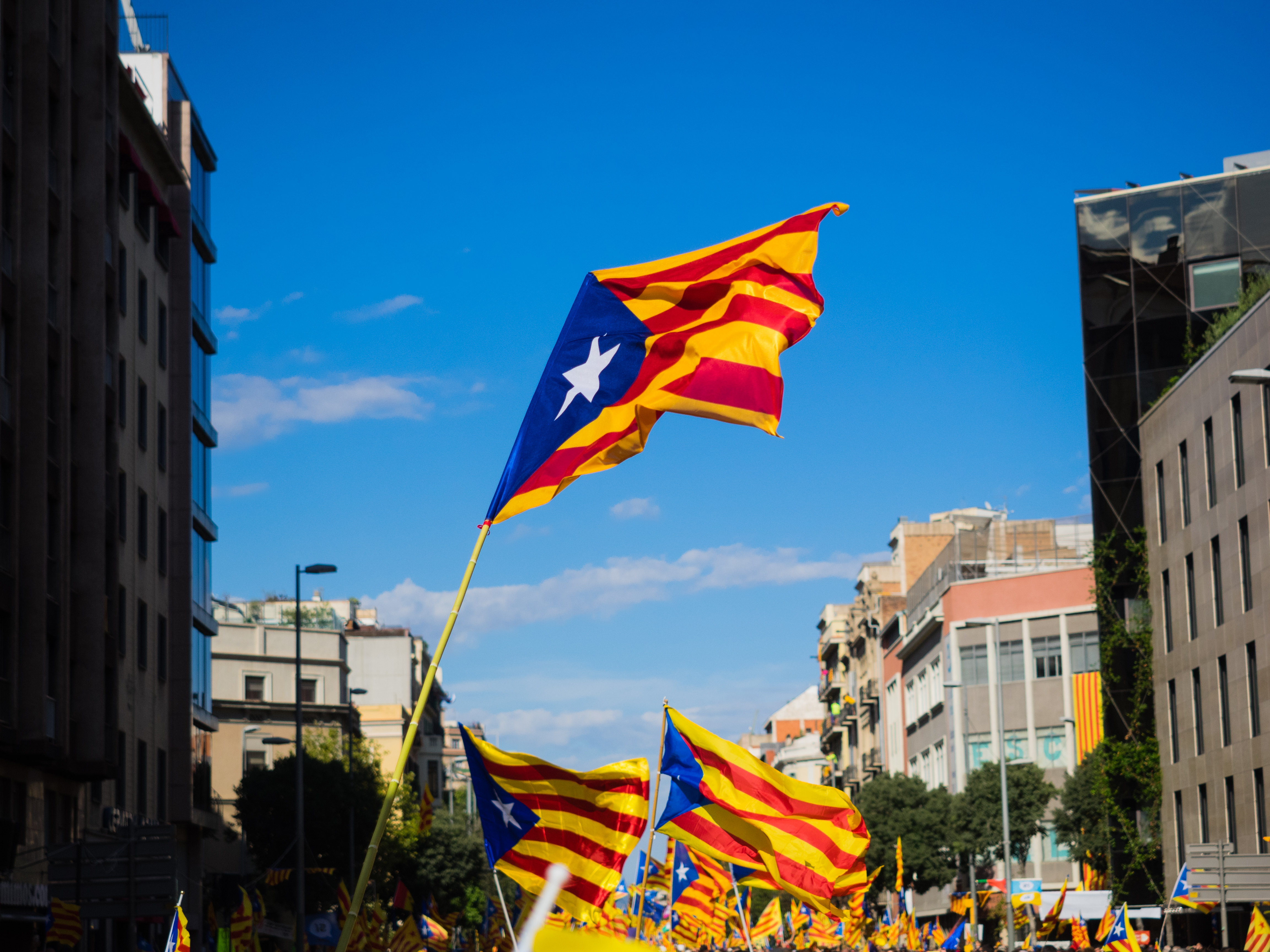
11 de setembre: Diada del Sí
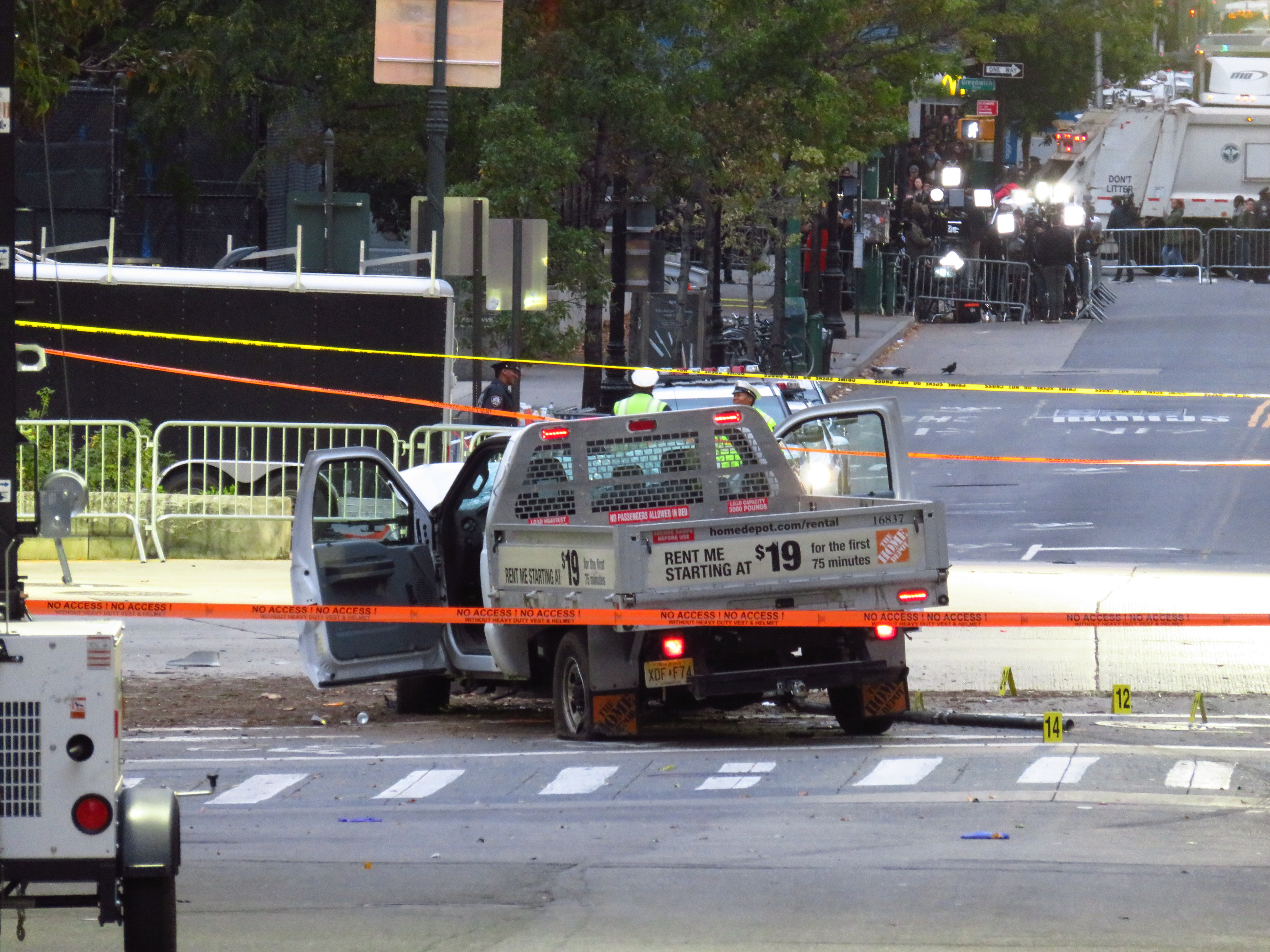
Octubre: atemptat a Manhattan
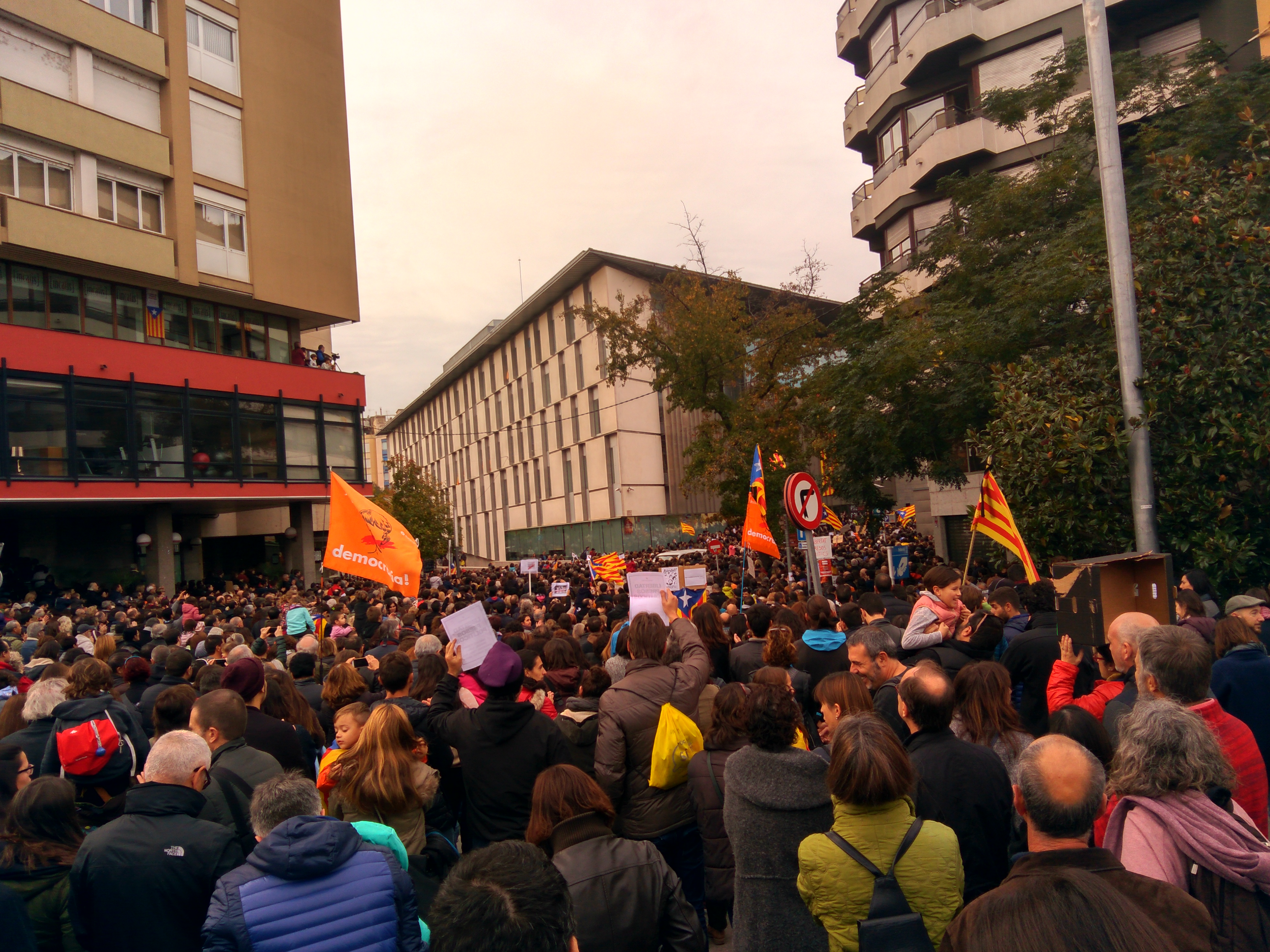
8 nov: aturada a Catalunya
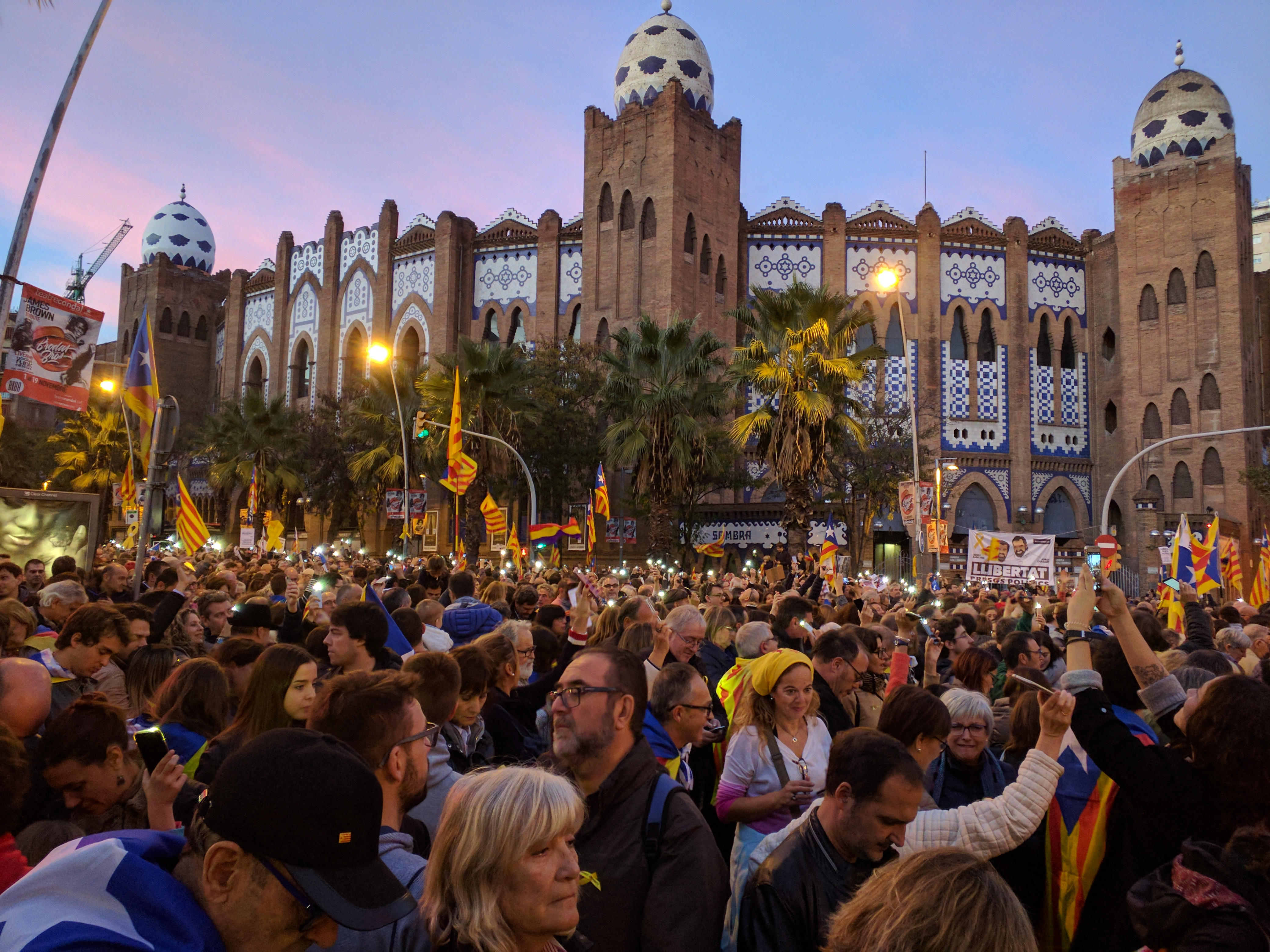
11 nov: manifestació a Barcelona
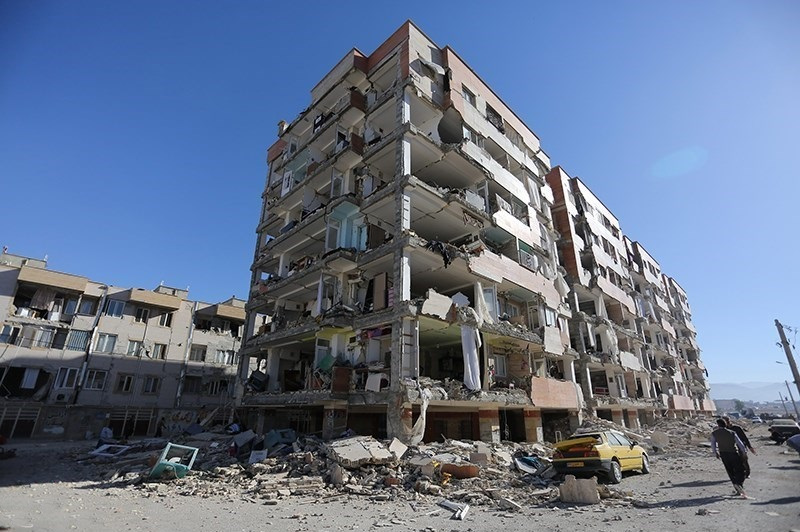
12 nov: terratrémol de l'Iran
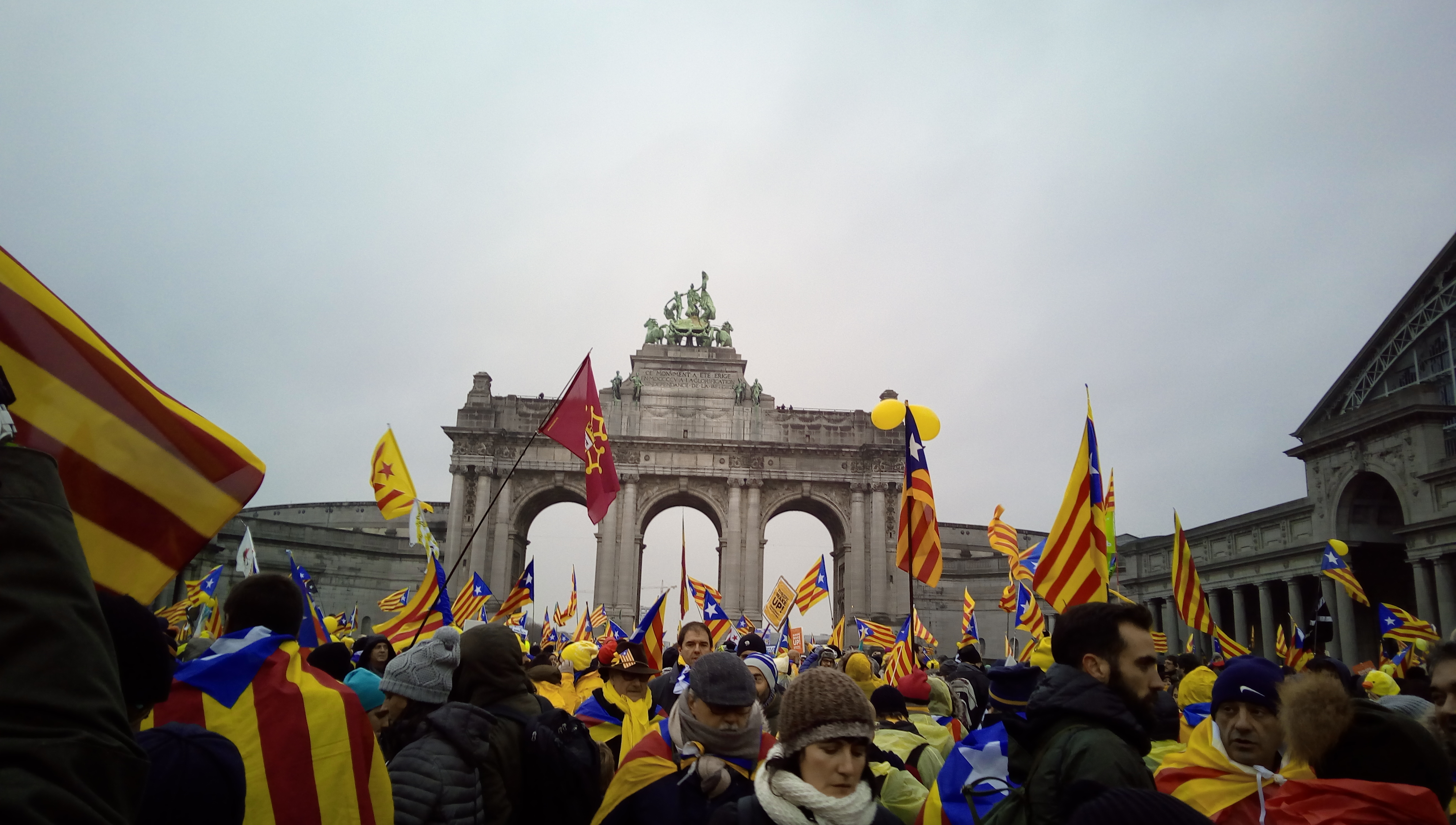
7 des: Omplim Brussel·les

| M/d   | Lloc              | Esdeveniment                                                                        | Àmbit       |
| ----- | ----------------- | ----------------------------------------------------------------------------------- | ----------- |
| 01/24 | País Valencià     | el periòdic La Verdad deixa de publicar-se en Alacant, Elx i Oriola                 | premsa      |
| 01/28 | Occitània         | 20a Dictada Occitana en Albocàsser i Barcelona                                      | cultura     |
| 02/06 | Barcelona         | comença el judici contra Mas, Ortega i Rigau pel 9-N                                | justícia    |
| 02/10 | Port de Sagunt    | 4t Splash Sagunt                                                                    | còmic       |
| 02/14 | València          | la forma valenciana del topònim municipal esdevé l'única oficial                    | política    |
| 02/18 | Barcelona         | la manifestació «Volem acollir» congrega centenars de milers de persones            | accions     |
| 02/27 | Barcelona         | comença el Mobile World Congress amb el lema The Next Element                       | tecnologia  |
| 03/01 | Barcelona         | comença el judici del cas Millet                                                    | justícia    |
| 03/24 | Barcelona         | la direcció d'Unió Democràtica de Catalunya anuncia la dissolució del partit        | política    |
| 03/30 | Viquipèdia        | Viquiprojecte:Ficomic/2017                                                          | còmic       |
| 03/30 | Barcelona         | 35è Saló Internacional del Còmic                                                    | còmic       |
| 05/01 | València          | els col·lectius socials ocupen el Col·legi Major Lluís Vives                        | accions     |
| 05/13 | València          | XIX Saló del Manga                                                                  | còmic       |
| 05/26 | Tapineria         | VI Jornades del Còmic de València                                                   | còmic       |
| 05/28 | Barcelona         | últim concert de Raimon                                                             | música      |
| 06/29 | Catalunya         | s'aprova la Llei de reparació de les víctimes del franquisme                        | política    |
| 08/16 | Alcanar           | explosions de la urbanització Montecarlo                                            | successos   |
| 08/17 | Barcelona         | 16 morts i 152 ferits en un atemptat a la Rambla                                    | successos   |
| 08/18 | Cambrils          | un atemptat terrorista fa set ferits                                                | successos   |
| 10/01 | Catalunya         | referèndum sobre la independència de Catalunya                                      | política    |
| 10/27 | Catalunya         | el ple del Parlament aprova la declaració de la República Catalana                  | política    |
| 11/11 | Barcelona         | 750.000 assistents a la manifestació «Llibertat presos polítics. Som República»     | accions     |
| 11/18 | València          | 60.000 assistents a la manifestació per un finançament just                         | accions     |
| 12/02 | Barcelona         | 50.000 assistents al Concert per la llibertat                                       | accions     |
| 12/07 | Brussel·les       | 45.000 assistents a la manifestació Omplim Brussel·les                              | accions     |
| 12/21 | Catalunya         | C's guanya les eleccions, però el bloc independentista té majoria absoluta          | política    |
| 01/01 | ONU               | António Guterres esdevé Secretari General de les Nacions Unides                     | política    |
| 01/01 | Hollywood         | el rètol de Hollywood a Mount Lee amaneix modificat Hollyweed                       | accions     |
| 01/01 | Turquia           | atemptat d'Istanbul de cap d'any de 2017                                            | successos   |
| 01/02 | Iraq              | atemptat terrorista de Bagdad de gener de 2017                                      | successos   |
| 01/02 | Manaus            | motí al centre Anísio Jobim de gener de 2017                                        | successos   |
| 01/04 | Pacífic           | l'orca centenària Granny (J2) és declarada morta                                    | zoologia    |
| 01/17 | Estrasburg        | Antonio Tajani és elegit President del Parlament Europeu                            | política    |
| 01/17 | Abruços           | terratrémol d'Itàlia central de 2017 i allau de Rigopiano                           | catàstrofes |
| 01/19 | Banjul            | Yahya Jammeh claudica i Adama Barrow esdevé president de Gàmbia                     | política    |
| 01/20 | Washington DC     | investidura de Donald Trump com a 45é President dels Estats Units                   | política    |
| 01/29 | Ciutat de Quebec  | atemptat a la mesquita de Quebec de 2017                                            | successos   |
| 02/03 | Romania           | el govern anul·la el decret 13/2017 després de tres dies de protestes               | política    |
| 02/03 | Iquique           | Jocs Sud-americans de Platja del 2017                                               | deport      |
| 02/04 | Madrid            | XXXII Premis Goya                                                                   | cinema      |
| 02/26 | Los Angeles       | la 89a gala dels Oscar acaba amb un error en el lliurament al premi al millor film  | cinema      |
| 02/26 | hemisferi sud     | eclipsi solar anular                                                                | astronomia  |
| 03/03 | món               | comercialització de Nintendo Switch i Breath of the Wild                            | videojocs   |
| 03/07 | Internet          | WikiLeaks allibera el lligall Vault 7 de vigilància massiva de la CIA               | espionatge  |
| 03/08 | món               | aturada mundial amb motiu del dia internacional de les dones                        | accions     |
| 03/15 | Països Baixos     | el VVD de Mark Rutte guanya les eleccions legislatives                              | política    |
| 03/20 | Kourou            | moviment social del 2017 a la Guaiana Francesa                                      | política    |
| 03/22 | Londres           | atemptat de Westminster de 2017                                                     | successos   |
| 03/26 | Bulgària          | Boiko Boríssov (CDEB) guanya les eleccions legislatives búlgares de 2017            | política    |
| 04/03 | Sant Petersburg   | Atemptat del Metro de Sant Petersburg de 2017                                       | successos   |
| 04/20 | París             | atemptat dels Camps Elisis de 2017                                                  | successos   |
| 05/07 | França            | Emmanuel Macron guanya les eleccions presidencials franceses de 2017                | política    |
| 05/14 | Kíev              | Portugal guanya el 62é Eurovision i Espanya queda últim                             | política    |
| 05/22 | Manchester        | l'atemptat de Manchester de 2017 fa 22 morts i 119 ferits                           | successos   |
| 05/26 | Taormina          | el G7 no aconseguix que els EUA ratifiquen l'Acord de París sobre el canvi climàtic | política    |
| 06/03 | Londres           | atemptat de Londres de juny de 2017                                                 | successos   |
| 06/07 | Teheran           | un atemptat terrorista fa 23 morts i 52 ferits                                      | successos   |
| 06/08 | Regne Unit        | els Tories perden la majoria absoluta en les eleccions al Parlament                 | política    |
| 06/10 | Astanà            | inauguració de l'Exposició Universal de 2017                                        | cultura     |
| 06/11 | Puerto Rico       | referèndum sobre l'estatus de Puerto Rico de 2017                                   | política    |
| 06/18 | França            | la coalició En marche!/MoDem guanya les eleccions legislatives franceses de 2017    | política    |
| 06/21 | Romania           | el Primer Ministre Sorin Grindeanu és destituït després d'una moció de censura      | política    |
| 06/30 | Bundestag         | Alemanya legalitza el matrimoni homosexual                                          | política    |
| 08/07 | oceà Índic        | eclipsi lunar                                                                       | astronomia  |
| 08/09 | Mont-real         | 13é Wikimania                                                                       | cultura     |
| 08/12 | Charlottesville   | la manifestació Unite the Right acaba amb la mort d'una contramanifestant           | successos   |
| 08/18 | Turku             | un atemptat terrorista fa 2 morts i 9 ferits                                        | successos   |
| 08/19 | Taipei            | XXIX Universíada d'Estiu                                                            | deport      |
| 08/21 | Estats Units      | eclipsi solar total                                                                 | astronomia  |
| 09/07 | Chiapas           | un terratrémol de magnitud 8,2 fa 98 morts                                          | catàstrofes |
| 09/15 | Londres           | 30 ferits en un atemptat a l'estació de Parsons Green de 2017                       | successos   |
| 09/17 | Estat de Puebla   | un terratrémol de magnitud 7,1 fa 248 morts                                         | catàstrofes |
| 09/23 | Nova Zelanda      | eleccions generals neozelandeses de 2017                                            | política    |
| 09/24 | Alemanya          | la CDU guanya les eleccions federals alemanyes de 2017                              | política    |
| 09/24 | França            | eleccions senatorials franceses de 2017                                             | política    |
| 09/25 | Kurdistan Iraquià | el referèndum sobre la independència rep un 78% de participació                     | política    |
| 10/01 | Paradise          | 59 morts i 530 ferits per l'atac d'un tirador solitari                              | successos   |
| 10/13 | Portugalícia      | vora dos-cents incendis forestals provocats fan tres morts                          | catàstrofes |
| 10/14 | Mogadiscio        | 200 morts i vora 300 ferits en un bombardeig suïcida                                | successos   |
| 10/31 | Manhattan         | 8 morts i 11 ferits en un atemptat amb vehicle ariet                                | successos   |
| 11/05 | Comtat de Wilson  | un tiroteig a l'església de Sutherland Springs fa 26 morts i 30 ferits              | successos   |
| 11/12 | Kermanzah         | 474 morts i 9.388 ferits en un terratrémol de 7,3 en la frontera amb Iraq           | catàstrofes |
| 11/15 | Mar Argentina     | Desaparició de l'ARA San Juan (S-42), submarí argentí                               | successos   |
| 11/24 | al-Rawda          | 305 morts i 128 ferits en un atemptat a Bir al-Abed                                 | successos   |
| 11/26 | Hondures          | Juan Orlando Hernández guanya les eleccions generals d'Hondures de 2017             | política    |
| 12/10 | Còrsega           | Pè a Corsica guanya la segona volta de les eleccions territorials                   | política    |
| 12/11 | Manhattan         | 4 ferits en un atemptat a Port Authority Bus Terminal                               | successos   |
| 12/21 | Melbourne         | 19 ferits en l'atac a Melbourne de desembre de 2017                                 | successos   |
| 12/30 | Iran              | 3 morts i 6 ferits en les protestes iranianes de 2017                               | accions     |

### Art i arquitectura
| M/d      | Nom                                   | Activitat       | Origen         | E.  |
| -------- | ------------------------------------- | --------------- | -------------- | --- |
| 12/20    | Albert Abelló                         | polític         | tarragoní      | 57  |
| 12/12    | Antònia Aguiló i Pascual              | escultora       | lleidatana     | 89  |
| 01/07    | José Alcubierre                       | antifeixista    | barceloní      | 90  |
| 04/20    | Raimon Algueró i Fortuny              | religiós        | barceloní      | 85  |
| 07/14    | Josep Maria Aragonès                  | religiós        | barceloní      | 90  |
| 01/04    | Eugeni Arnal Torres                   | polític         | taverner       | 74  |
| 01/30    | Pere Artís i Benach                   | historiador     | llorencenc     | 76  |
| 12/09    | Andrés Astruells Femenia              | periodiste      | barceloní      | 71  |
| 05/10    | Josep Aznar                           | fotògraf        | català         | 59  |
| 01/29    | Doro Balaguer                         | pintor          | valencià       | 85  |
| 02/15    | Antoni Ballester i Nolla              | oceanògraf      | mont-rogenc    | 96  |
| 08/01    | Enric Bañeres                         | periodiste      | almenarenc     | 72  |
| 01/08    | José Luis Barcelona                   | periodista      | aragonés       | 84  |
| 09/11    | Montserrat Baró i Sans                | religiosa       | catalana       | 82  |
| 05/12    | Jesús Barrachina                      | empresari       | valencià       | 74  |
| 04/28    | Miguel Ángel Bastenier                | periodista      | barceloní      | 76  |
| 09/24    | Joan Batlles i Alerm                  | sacerdot        | garriguenc     | 100 |
| 08/03    | Josep Beulas i Recasens               | pintor          | colomenc       | 95  |
| 07/28    | José Beviá Pastor                     | polític         | santvicenter   | 83  |
| 01/12    | Eduard Blasco Ferrer                  | lingüiste       | barceloní      | 60  |
| 08/12    | Ramon Boixadós i Malé                 | empresari       | figuerenc      | 89  |
| 09/20    | Francesc Bonastre                     | musicòleg       | montblanquí    | 72  |
| 09/12    | Jacint Borràs                         | polític         | hospitalenc    | 84  |
| 01/10    | Paquita Bosch                         | escolta         | mallorquina    | 86  |
| 09/06    | Luis Andrés Bredlow                   | escriptor       | bàvar          | 59  |
| 05/20    | Pilar Cabot i Vila                    | escriptora      | vigatana       | 76  |
| 04/11    | Melquíades Calzado                    | historiador     | barceloní      | 93  |
| 03/16    | Francesc Camps                        | sardanista      | granollerí     | 82  |
| 06/01    | Carles Capdevila                      | periodista      | balenyanenc    | 51  |
| 03/14    | Bernat Capó i Garcia                  | escriptor       | benisser       | 88  |
| 08/06    | Josep Manel Casanova                  | futboliste      | barceloní      | 66  |
| 08/19    | Eduard Castellet                      | empresari       | barceloní      | 87  |
| 01/03    | Joan Cirera                           | actor           | manresà        | 74  |
| 02/15    | Josep Climent Barber                  | músic           | oliver         | 89  |
| 09/03    | Joan Colom i Altemir                  | fotògraf        | barceloní      | 96  |
| 02/14    | Javier Coma Sanpere                   | crític          | blanenc        | 77  |
| 04/24    | Xavier Corberó i Olivella             | escultor        | barceloní      | 81  |
| 03/03    | Bernardo Cortés Palomino              | músic           | andalús        | 82  |
| 07/09    | Amadeu Cuadrado                       | sardanista      | palamosí       | 83  |
| 12/19    | Manuel Cubeles Solé                   | coreògraf       | barceloní      | 96  |
| 06/14    | Jordi Curós i Ventura                 | pintor          | olotí          | 87  |
| 08/24    | Jordi Cuyàs i Gibert                  | artista         | mataroní       | 59  |
| 12/06    | Juan José Díaz Galiana                | futboliste      | castellà       | 68  |
| 09/17    | Antoni Domènech                       | filòsof         | barceloní      | 64  |
| 11/20    | Joan Carles Elvira i Husé             | monjo           | barceloní      | 61  |
| 02/21    | Neus Espresate i Xirau                | editora         | catalana       | 83  |
| 09/04    | Claudi Esteva i Fabregat              | antropòleg      | marsellés      | 98  |
| 20/10    | Núria Font                            | videoartista    | catalana       | 59  |
| 11/28    | Patrícia Gabancho                     | escriptora      | argentina      | 65  |
| 03/16    | Salvador Gabarró i Serra              | empresari       | santguimenc    | 81  |
| 05/13    | Antonio Galbis Domènech               | cuiner          | alcoià         | 84  |
| 05/01    | Edmon Garreta                         | monjo           | barceloní      | 96  |
| 03/17    | José Luis Garzón Fito                 | futboliste      | valencià       | 70  |
| 01/21    | Rikar Gil                             | actor           | barceloní      | 40  |
| 03/10    | Pere Godall i Gandia                  | músic           | tarragoní      | 96  |
| 08/18    | Vicenç Iturat Gil                     | ciclista        | xivertí        | 88  |
| 01/22    | Mike Lane                             | casteller       | irlandés       | 49  |
| 12/16    | Juan Lladró Dolz                      | empresari       | almasserí      | 91  |
| 04/02    | Jaume Llauradó i Gràcia               | directiu        | barceloní      | 73  |
| 01/29    | Vicent Llombart Rosa                  | polític         | valencià       | 68  |
| 10/05    | Gabriel Llompart Moragues             | historiador     | palmesà        | 90  |
| 03/19    | Antoni Llorens i Olivé                | productor       | cambrilenc     | 76  |
| 06/07    | Francesc Lucchetti i Farré            | actor           | barceloní      | 72  |
| 06/13    | Moisès Maicas                         | dramaturg       | mataroní       | 52  |
| 09/09    | Albert Mallofré                       | musicòleg       | vilanoví       | 90  |
| 01/28 \| | Macià Manera i Roscar                 | activista       | montuirer      | 51  |
| 01/11    | Laura Mansilla                        | futbolista      | valenciana     | 39  |
| 11/28    | Josep Martorell Codina                | arquitecte      | barceloní      | 91  |
| 08/12    | Oriol Maspons                         | fotògraf        | barceloní      | 84  |
| 06/30    | Ignasi Marroyo                        | fotògraf        | madrileny      | 89  |
| 07/03    | Damià Mollà Beneyto                   | sociòleg        | bocairentí     | 71  |
| 05/20    | Julio Martínez Blat                   | polític         | vinalesí       | 60  |
| 07/16    | Francesc Martínez de Foix             | activista       | barceloní      | 63  |
| 02/20    | Xavier Melgarejo i Draper             | pedagog         | barceloní      | 53  |
| 01/12    | Conrado Meseguer                      | pintor          | suecà          | 70  |
| 03/10    | Pere Mir i Puig                       | empresari       | català         | 97  |
| 02/12    | Sebastià Miralles                     | escultor        | vinarossenc    | 68  |
| 07/13    | Joaquim Molins i Amat                 | polític         | barceloní      | 72  |
| 03/22    | Agustí Montal i Costa                 | empresari       | barceloní      | 82  |
| 02/04    | Pere Montserrat i Recoder             | botànic         | mataroní       | 98  |
| 04/11    | Maximilià Morales Gómez               | polític         | barceloní      | 68  |
| 06/25    | Casimiro Molins Ribot                 | empresari       | barceloní      | 97  |
| 04/27    | Josep Maria Muntaner i Pasqual        | economista      | barceloní      | 78  |
| 10/17    | Manel Nadal i Oller                   | empresari       | cassanenc      | 94  |
| 01/23    | Maria Niubó i Prats                   | pintora         | badalonina     | 86  |
| 11/24    | Jaume Ortí Ruiz                       | empresari       | aldaier        | 70  |
| 01/04    | Jordi Pagans                          | pintor          | masnoví        | 84  |
| 06/27    | Antoni Palau i Vila                   | futboliste      | torrefarrerí   | 53  |
| 04/01    | Salvador Pàniker i Alemany            | filòsof         | barceloní      | 90  |
| 01/25    | Diego Parra Mestre                    | pilotari        | oliver         | 49  |
| 09/17    | Ricard Pedrals i Blanxart             | pedagog         | granollerí     | 97  |
| 04/09    | Francisco Pérez-Dolz                  | cineasta        | madrileny      | 94  |
| 01/17    | Maurici Pla                           | escriptor       | barceloní      | 57  |
| 04/25    | Aina Rado i Ferrando                  | política        | santanyinera   | 70  |
| 01/10    | Joan Rodés i Teixidor                 | hepatòleg       | barceloní      | 78  |
| 11/27    | José María Romero de Tejada           | jurista         | barceloní      | 69  |
| 07/24    | Joana Maria Roque                     | periodista      | palmesana      | 64  |
| 02/09    | André Salvat                          | militar         | pradenc        | 96  |
| 08/07    | Genís Samper Triedu                   | religiós        | mataroní       | 85  |
| 02/11    | Felipe Sánchez-Cuenca                 | polític         | madrileny      | 85  |
| 10/28    | Manuel Sanchis Martínez               | futboliste      | alberiqueny    | 79  |
| 12/04    | Carles Santos Ventura                 | músic           | vinarossenc    | 77  |
| 05/22    | Francesc Sanuy Gistau                 | polític         | barceloní      | 80  |
| 01/07    | Joan Segura i Gotsens                 | sardanista      | olesà          | 80  |
| 02/17    | Pere Serra i Vidal                    | carrosser       | barceloní      | 90  |
| 02/12    | Juan Soto Viñolo                      | periodista      | barceloní      | 83  |
| 12/26    | Joan Subirà i Rocamora                | escriptor       | vigatà         | 87  |
| 10/06    | Josep Subirats i Piñana               | polític         | tortosí        | 97  |
| 06/09    | Salvador Sunyer i Aimeric             | polític         | saltenc        | 93  |
| 07/10    | Magdalena Sureda Pascual              | empresària      | escalenca      | 93  |
| 01/03    | Vicent Talens Vera                    | artiste         | valencià       | 54  |
| 04/22    | Pere Tàpias                           | escriptor       | vilanoví       | 70  |
| 10/29    | Margarita Tintó i Sala                | historiadora    | granollerina   | 86  |
| 06/08    | Josep Torra i Ferrer                  | activista       | manresà        | 95  |
| 04/14    | Joan Torras Compte                    | polític         | igualadí       | 63  |
| 05/03    | Enric Tous i Carbó                    | arquitecte      | barceloní      | 91  |
| 08/19    | Joan Trayter                          | economista      | figuerenc      | 91  |
| 08/05    | Jesús Tuson Valls                     | filòleg         | valencià       | 78  |
| 12/15    | Ana María Vela Rubio                  | supercentenària | andalusa       | 116 |
| 02/01    | Pere Verdaguer i Juanola              | escriptor       | banyolí        | 87  |
| 02/02    | Josep Verde i Aldea                   | polític         | granollerí     | 88  |
| 02/11    | Frederic-Pau Verrié i Faget           | historiador     | gironí         | 96  |
| 05/25    | Emili Vicente i Vives                 | futboliste      | urgellés       | 52  |
| 11/14    | Vicent Vidal Miñana                   | cartelliste     | beniarjoter    | 58  |
| 12/28    | Lluís Virgili i Farrà                 | director        | manresà        | 92  |
| 11/11    | Francesc Viñas i Reixach              | activista       | barceloní      | 62  |
| 03/05    | Josep Xarles i Santaló                | activista       | gironí         | 83  |
| 07/26    | Ramon Xirau                           | escriptor       | barceloní      | 93  |
| 04/20    | Magdalena Abakanowicz                 | artista         | polonesa       | 86  |
| 02/18    | Omar Abdel-Rahman                     | teòleg          | egipci         | 78  |
| 01/18    | Peter Abrahams                        | escriptor       | sud-africà     | 97  |
| 10/29    | Muhal Richard Abrams                  | músic           | estatunidenc   | 87  |
| 03/29    | Aleksei Abrikóssov                    | físic           | moscovita      | 88  |
| 04/27    | Vito Acconci                          | artiste         | novaiorqués    | 77  |
| 01/13    | Gilberto Agustoni                     | cardenal        | suís           | 94  |
| 06/27    | Julián Aguirrezabal                   | ciclista        | basc           | 91  |
| 02/03    | Dritëro Agolli                        | escriptor       | albanés        | 85  |
| 08/19    | Brian W. Aldiss                       | escriptor       | anglés         | 92  |
| 06/27    | Geri Allen                            | músic           | estatunidenca  | 60  |
| 05/27    | Gregg Allman                          | músic           | estatunidenc   | 69  |
| 09/16    | Bautista Álvarez                      | polític         | gallec         | 84  |
| 10/13    | Mariano Álvarez Gómez                 | filòsof         | lleonés        | 82  |
| 02/02    | José Antonio Alonso Suárez            | polític         | castellà       | 56  |
| 03/18    | Tom Amberry                           | podòleg         | estatunidenc   | 94  |
| 12/03    | John Anderson                         | polític         | estatunidenc   | 95  |
| 11/16    | Mario Andrione                        | polític         | valldostà      | 85  |
| 01/09    | Joseta Anelli                         | maquisarda      | niçarda        | 93  |
| 07/26    | Paul Angerer                          | compositor      | vienés         | 90  |
| 01/12    | Giulio Angioni                        | antropòleg      | sard           | 77  |
| 05/15    | Karl-Otto Apel                        | filòsof         | Düsseldorf     | 95  |
| 02/18    | Víktor Arbékov                        | motociclista    | rus            | 74  |
| 11/19    | Esther Arizmendi                      | jurista         | madrilenya     | 61  |
| 07/23    | Reginald Arnold                       | ciclista        | australià      | 92  |
| 03/17    | Ion Arretxe                           | escriptor       | basc           | 52  |
| 02/21    | Kenneth Arrow                         | economiste      | novaiorqués    | 95  |
| 09/03    | John Ashbery                          | escriptor       | novaiorqués    | 90  |
| 04/01    | Alberto Assirelli                     | ciclista        | italà          | 80  |
| 01/01    | Tony Atkinson                         | economiste      | gal·lés        | 72  |
| 06/16    | John G. Avildsen                      | cineasta        | estatunidenc   | 81  |
| 08/18    | Alfonso Azpiri                        | dibuixant       | madrileny      | 70  |
| 07/13    | Charles Bachman                       | informàtic      | estatunidenc   | 92  |
| 12/28    | Ronald Baensch                        | ciclista        | australià      | 78  |
| 02/09    | Serge Baguet                          | ciclista        | flamenc        | 47  |
| 03/31    | Gilbert Baker                         | activiste       | estatunidenc   | 65  |
| 01/02    | René Ballet                           | escriptor       | arpità         | 88  |
| 10/29    | Dennis Banks                          | actor           | chippewa       | 80  |
| 03/12    | Luigi Barbarito                       | arquebisbe      | napolità       | 94  |
| 04/24    | Benjamin Barber                       | politòleg       | novaiorqués    | 77  |
| 10/18    | Gregory Baum                          | teòleg          | berlinés       | 94  |
| 01/09    | Zygmunt Bauman                        | sociòleg        | polonés        | 91  |
| 05/04    | William Baumol                        | economiste      | novaiorqués    | 95  |
| 04/05    | Attilio Benfatto                      | ciclista        | vènet          | 74  |
| 07/20    | Chester Bennington                    | cantant         | estatunidenc   | 41  |
| 11/20    | Peter Berling                         | cineasta        | prussià        | 83  |
| 09/08    | Pierre Bergé                          | empresari       | francés        | 86  |
| 01/02    | John Berger                           | crític d'art    | londinenc      | 90  |
| 06/27    | Peter L. Berger                       | sociòleg        | vienés         | 88  |
| 07/25    | Gretel Bergmann                       | atleta          | jueva          | 103 |
| 01/13    | Hans Berliner                         | escaquiste      | berlinés       | 87  |
| 11/24    | Ángel Berni                           | futboliste      | paraguaià      | 86  |
| 03/18    | Chuck Berry                           | músic           | estatunidenc   | 90  |
| 09/21    | Liliane Bettencourt                   | empresària      | parisenca      | 94  |
| 01/17    | Heinrich Bihler                       | lingüiste       | alemany        | 98  |
| 01/13    | William Peter Blatty                  | escriptor       | novaiorqués    | 89  |
| 07/12    | Chuck Blazer                          | directiu        | novaiorqués    | 72  |
| 07/19    | Miguel Blesa                          | directiu        | andalús        | 69  |
| 09/05    | Nicolaas Bloembergen                  | físic           | holandés       | 97  |
| 01/28    | Jean Bogaerts                         | ciclista        | flamenc        | 92  |
| 01/23    | Bimba Bosé                            | artista         | italoespanyola | 41  |
| 01/05    | Géori Boué                            | soprano         | tolosana       | 98  |
| 05/20    | Albert Bouvet                         | ciclista        | bretó          | 87  |
| 03/19    | Jimmy Breslin                         | periodiste      | novaiorqués    | 88  |
| 08/06    | Nicole Bricq                          | política        | occitana       | 70  |
| 02/16    | Dick Bruna                            | il·lustrador    | neerlandés     | 89  |
| 05/26    | Zbigniew Brzezinski                   | polític         | polonés        | 89  |
| 12/07    | Juan Luis Buñuel                      | cineasta        | parisenc       | 87  |
| 10/09    | Emmanuel Busto                        | ciclista        | occità         | 85  |
| 10/30    | Algimantas Butnorius                  | escaquiste      | lituà          | 70  |
| 09/06    | Carlo Caffarra                        | cardenal        | italià         | 79  |
| 10/09    | Armando Calderón Sol                  | polític         | salvadorenc    | 69  |
| 08/08    | Glen Campbell                         | músic           | estatunidenc   | 81  |
| 01/01    | Hilarion Capucci                      | arquebisbe      | siri           | 94  |
| 07/07    | Håkan Carlqvist                       | motociclista    | suec           | 63  |
| 10/16    | Daphne Caruana Galizia                | periodista      | maltesa        | 53  |
| 11/21    | David Cassidy                         | actor           | novaiorqués    | 67  |
| 03/02    | Gata Cattana                          | activista       | andalusa       | 25  |
| 01/16    | Eugene Cernan                         | astronauta      | estatunidenc   | 82  |
| 01/29    | Paloma Chamorro                       | periodista      | madrilenya     | 68  |
| 08/29    | Janine Charrat                        | ballarina       | arpitana       | 93  |
| 02/14    | Cipriano Chemello                     | ciclista        | vénet          | 71  |
| 01/02    | François Chérèque                     | sindicaliste    | francés        | 60  |
| 07/06    | Andrzej Chodubski                     | politòleg       | polonés        | 65  |
| 06/05    | Marcos Coll                           | futboliste      | colombià       | 81  |
| 02/21    | Desmond Connell                       | cardenal        | dublinés       | 90  |
| 01/26    | Mike Connors                          | actor           | californià     | 91  |
| 11/19    | Andrea Cordero Lanza di Montezemolo   | cardenal        | piemontés      | 92  |
| 05/17    | Chris Cornell                         | músic           | estatunidenc   | 52  |
| 01/22    | Giovanni Corrieri                     | ciclista        | sicilià        | 96  |
| 03/16    | James Cotton                          | músic           | estatunidenc   | 81  |
| 08/06    | Betty Cuthbert                        | atleta          | australiana    | 79  |
| 01/13    | Bernard D'Abrera                      | entomòleg       | australià      | 76  |
| 08/25    | Enzo Dara                             | cantant         | llombard       | 78  |
| 08/28    | Mireille Darc                         | actriu          | provençal      | 79  |
| 12/03    | Adam Darius                           | coreògraf       | novaiorqués    | 87  |
| 04/10    | Maria Helena da Rocha Pereira         | filòloga        | portuguesa     | 91  |
| 10/17    | Danielle Darrieux                     | actriu          | gascona        | 100 |
| 05/13    | Yanko Daučík Ciboch                   | futboliste      | txec           | 76  |
| 09/25    | Nora Marks Dauenhauer                 | escriptora      | tlingit        | 90  |
| 03/28    | Alícia de Borbó-Parma                 | aristòcrata     | vienesa        | 99  |
| 06/15    | Wilma Maria de Faria                  | política        | brasilera      | 72  |
| 11/11    | Chiquito de la Calzada                | humoriste       | malagueny      | 85  |
| 01/23    | Gertrudis de la Fuente                | bioquímica      | castellana     | 95  |
| 01/05    | Tullio De Mauro                       | lingüiste       | napolità       | 84  |
| 03/18    | Juan Miguel de Mora                   | brigadiste      | mexicà         | 96  |
| 09/26    | Barry Dennen                          | actor           | estatunidenc   | 79  |
| 09/09    | Velasio De Paolis                     | cardenal        | italià         | 81  |
| 12/05    | Miquel I de Romania                   | aristòcrata     | romanés        | 96  |
| 07/31    | Kepa del Hoyo                         | etarra          | extremeny      | 46  |
| 01/10    | Fernand Decanali                      | ciclista        | marsellés      | 91  |
| 03/07    | Hans Georg Dehmelt                    | físic           | saxó           | 94  |
| 06/03    | David Delfín                          | dissenyador     | andalús        | 46  |
| 04/26    | Jonathan Demme                        | cineasta        | novaiorqués    | 73  |
| 05/18    | Mihály Dés                            | escriptor       | hongarés       | 66  |
| 03/21    | Colin Dexter                          | escriptor       | anglés         | 86  |
| 06/19    | Ivan Dias                             | cardenal        | indi           | 81  |
| 11/11    | Carlos Dívar Blanco                   | magistrat       | andalús        | 75  |
| 10/24    | Fats Domino                           | músic           | estatunidenc   | 89  |
| 09/11    | James Patrick Donleavy                | escriptor       | novaiorqués    | 91  |
| 11/06    | Karin Dor                             | actriu          | alemanya       | 79  |
| 12/05    | Jean d'Ormesson                       | escriptor       | parisenc       | 92  |
| 06/01    | Tankred Dorst                         | escriptor       | alemany        | 91  |
| 02/20    | Mildred Dresselhaus                   | física          | estatunidenca  | 86  |
| 03/07    | Ronald Drever                         | físic           | escocés        | 85  |
| 06/21    | Iuri Drozdov                          | espia           | belarús        | 91  |
| 08/21    | Réjean Ducharme                       | escriptor       | quebequés      | 76  |
| 09/10    | Nancy Dupree                          | arqueòloga      | novaiorquesa   | 89  |
| 01/25    | Buchi Emecheta                        | escriptora      | nigeriana      | 72  |
| 04/23    | Phil Edwards                          | ciclista        | anglés         | 67  |
| 11/10    | Bernhard Eckstein                     | ciclista        | saxó           | 82  |
| 06/17    | Iván Fandiño                          | torero          | basc           | 36  |
| 05/23    | Stefano Farina                        | àrbitre         | piemontés      | 54  |
| 01/17    | Mario Fasino                          | polític         | sicilià        | 96  |
| 07/30    | Svetlana Fedosséieva                  | arqueòloga      | russa          | 80  |
| 01/19    | Miguel Ferrer                         | actor           | californià     | 61  |
| 11/29    | Jerry Fodor                           | filòsof         | novaiorqués    | 82  |
| 04/23    | Imre Földi                            | halterofiliste  | hongarés       | 78  |
| 10/18    | Eugenio Fontán Pérez                  | empresari       | sevillà        | 90  |
| 03/01    | Paula Fox                             | escriptora      | novaiorquesa   | 93  |
| 12/29    | Carmen Franco y Polo                  | aristòcrata     | espanyola      | 91  |
| 06/16    | Luciano Frosini                       | ciclista        | toscà          | 89  |
| 05/06    | Jesús Galdeano Portillo               | ciclista        | basc           | 85  |
| 08/14    | Abdelcarim Gal·lab                    | escriptor       | marroquí       | 97  |
| 07/18    | Max Gallo                             | escriptor       | niçard         | 85  |
| 01/15    | Luis Gámir Casares                    | polític         | castellà       | 74  |
| 02/04    | José María García de Andoin Pérez     | futboliste      | bilbaí         | 83  |
| 01/06    | José Luis García Rúa                  | anarquiste      | asturià        | 97  |
| 02/25    | Shifa Gardi                           | periodista      | kurda          | 30  |
| 02/26    | Eugene Garfield                       | lingüiste       | novaiorqués    | 91  |
| 01/17    | Pascal Garray                         | dibuixant       | való           | 51  |
| 01/08    | Nicolai Gedda                         | tenor           | suec           | 91  |
| 12/20    | Annie Goetzinger                      | artista         | parisenca      | 66  |
| 06/14    | Rob Gonsalves                         | artiste         | canadenc       | 57  |
| 11/16    | Belén González Peñalba                | etarra          | basca          | 59  |
| 04/03    | Sergio González Rodríguez             | periodiste      | mexicà         | 67  |
| 06/13    | Philip Gossett                        | musicòleg       | novaiorqués    | 75  |
| 12/28    | Sue Grafton                           | escriptora      | estatunidenca  | 77  |
| 08/01    | Ian Graham                            | antropòleg      | anglés         | 93  |
| 12/10    | Angry Grandpa                         | youtuber        | estatunidenc   | 67  |
| 05/19    | Stanley Greene                        | fotògraf        | novaiorqués    | 68  |
| 11/08    | Roger Grenier                         | escriptor       | normand        | 98  |
| 11/30    | Colin Groves                          | antropòleg      | londinenc      | 75  |
| 01/13    | Horacio Guarany                       | cantautor       | argentí        | 91  |
| 08/30    | Egon Günther                          | cineasta        | saxó           | 90  |
| 06/19    | Tabaré Hackenbruch                    | polític         | uruguaià       | 88  |
| 07/11    | Fikret Hakan                          | cineasta        | turc           | 83  |
| 01/26    | Barbara Hale                          | actriu          | estatunidenca  | 94  |
| 12/06    | Johnny Hallyday                       | cantant         | parisenc       | 74  |
| 10/13    | Pierre Hanon                          | futboliste      | belga          | 80  |
| 08/03    | Robert Hardy                          | actor           | anglés         | 91  |
| 03/26    | Joe Harris                            | dibuixant       | estatunidenc   | 89  |
| 11/23    | Anthony Harvey                        | cineasta        | londinenc      | 86  |
| 08/30    | Louise Hay                            | escriptora      | californiana   | 90  |
| 05/22    | Nicky Hayden                          | motociclista    | estatunidenc   | 35  |
| 09/27    | Hugh Hefner                           | playboy         | estatunidenc   | 91  |
| 07/22    | Fritz Hellwig                         | polític         | alemany        | 104 |
| 07/05    | Pierre Henry                          | compositor      | parisenc       | 89  |
| 11/15    | Françoise Héritier                    | antropòloga     | francesa       | 84  |
| 01/10    | Roman Herzog                          | polític         | bàvar          | 82  |
| 01/02    | Travis Hirschi                        | criminòleg      | estatunidenc   | 81  |
| 04/22    | William Hjortsberg                    | escriptor       | novaiorqués    | 76  |
| 03/09    | Howard Hodgkin                        | artiste         | londinenc      | 84  |
| 04/15    | Allan Holdsworth                      | músic           | anglés         | 70  |
| 01/10    | Clare Hollingworth                    | periodista      | anglesa        | 105 |
| 08/26    | Tobe Hooper                           | cineasta        | texà           | 74  |
| 12/29    | Johannes Hösle                        | filòleg         | alemany        | 88  |
| 01/23    | Dmitrò Hrabovski                      | ciclista        | ucraïnés       | 31  |
| 10/02    | Klaus Huber                           | compositor      | suís           | 92  |
| 11/21    | Valentin Huot                         | ciclista        | occità         | 88  |
| 01/25    | John Hurt                             | actor           | anglés         | 77  |
| 05/31    | Lubomir Húzar                         | religiós        | ucraïnés       | 84  |
| 11/22    | Dmitri Hvorostovski                   | baríton         | rus            | 55  |
| 04/01    | Ievgueni Ievtuixenko                  | escriptor       | rus            | 84  |
| 02/20    | Sofía Ímber                           | periodista      | moldava        | 92  |
| 06/30    | Darrall Imhoff                        | jugador         | californià     | 78  |
| 09/28    | Antonio Isasi-Isasmendi               | cineasta        | madrileny      | 90  |
| 10/18    | Ricardo Jamin Vidal                   | cardenal        | filipí         | 86  |
| 02/12    | Al Jarreau                            | cantant         | estatunidenc   | 76  |
| 11/30    | Alain Jessua                          | cineasta        | parisenc       | 85  |
| 02/13    | Kim Jong-nam                          | polític         | nord-coreà     | 46  |
| 03/02    | Çiğdem Kağıtçıbaşı                    | psicòloga       | turca          | 76  |
| 03/28    | Ahmed Kathrada                        | polític         | sud-africà     | 87  |
| 10/03    | Isabella Karle                        | química         | estatunidenca  | 95  |
| 01/23    | Gorden Kaye                           | actor           | anglés         | 75  |
| 03/23    | William Henry Keeler                  | cardenal        | texà           | 86  |
| 02/10    | Piet Keizer                           | futboliste      | holandés       | 73  |
| 12/28    | Divi Kervella                         | escriptor       | bretó          | 59  |
| 07/26    | Leo Kinnunen                          | automobiliste   | finés          | 73  |
| 06/16    | Helmut Kohl                           | polític         | alemany        | 87  |
| 05/12    | Mauno Koivisto                        | ex President    | finlandés      | 93  |
| 02/16    | Jannis Kounellis                      | artiste         | grec           | 80  |
| 03/03    | Raymond Kopaszewski                   | futboliste      | francés        | 85  |
| 11/16    | Franciszek Kornicki                   | aviador         | polonés        | 100 |
| 08/11    | Yisrael Kristal                       | confiter        | jueu           | 113 |
| 02/11    | Vassili Kudínov                       | handboliste     | rus            | 47  |
| 02/22    | Nikos Kúnduros                        | cineasta        | grec           | 90  |
| 05/22    | Víktor Kupréitxik                     | escaquiste      | belarús        | 67  |
| 03/01    | Yasuyuki Kuwahara                     | futboliste      | japonés        | 74  |
| 07/15    | Martin Landau                         | actor           | novaiorqués    | 89  |
| 12/20    | Bernard Francis Law                   | cardenal        | estatunidenc   | 86  |
| 12/16    | Sharon Laws                           | ciclista        | britànica      | 43  |
| 10/19    | Umberto Lenzi                         | cineasta        | toscà          | 86  |
| 01/31    | Deke Leonard                          | músic           | gal·lés        | 72  |
| 08/23    | Ronan Leprohon                        | polític         | bretó          | 78  |
| 03/      | Liévin Lerno                          | ciclista        | flamenc        | 90  |
| 08/20    | Jerry Lewis                           | actor           | estatunidenc   | 91  |
| 10/19    | Miguel Ángel Loayza                   | futboliste      | peruà          | 79  |
| 10/13    | William Lombardy                      | escaquiste      | novaiorqués    | 79  |
| 09/22    | Paavo Lonkila                         | esquiador       | finlandés      | 94  |
| 06/17    | Baldwin Lonsdale                      | polític         | vanuatià       | 67  |
| 01/02    | Mel López                             | polític         | filipí         | 81  |
| 01/08    | Francisco López Hernández             | escultor        | madrileny      | 84  |
| 09/24    | Kito Lorenc                           | escriptor       | saxó           | 79  |
| 12/22    | Jason Lowndes                         | ciclista        | australià      | 23  |
| 10/20    | Federico Luppi                        | actor           | argentí        | 81  |
| 03/05    | Jay Lynch                             | dibuixant       | estatunidenc   | 71  |
| 05/04    | Timo Mäkinen                          | automobiliste   | finlandés      | 79  |
| 07/02    | Volodímir Malaniuk                    | escaquiste      | ucraïnés       | 59  |
| 02/08    | Peter Mansfield                       | físic           | londinenc      | 83  |
| 11/19    | Charles Manson                        | criminal        | estatunidenc   | 83  |
| 12/04    | Manuel Marín González                 | polític         | castellà       | 68  |
| 06/21    | Steffi Martin                         | corredora       | saxona         | 54  |
| 08/13    | Basilio Martín Patino                 | cineasta        | castellà       | 86  |
| 07/08    | Elsa Martinelli                       | actriu          | toscana        | 82  |
| 10/03    | Francesco Martino                     | polític         | sicilià        | 80  |
| 06/22    | Quett Joni Masire                     | polític         | botswanés      | 91  |
| 07/24    | Naiyer Masud                          | escriptor       | indi           | 81  |
| 02/02    | Predrag Matvejević                    | escriptor       | bosni          | 84  |
| 10/06    | Ralphie May                           | actor           | estatunidenc   | 45  |
| 11/18    | José Manuel Maza Martín               | magistrat       | madrileny      | 66  |
| 03/22    | Marilyn McCord Adams                  | teòloga         | estatunidenca  | 73  |
| 03/21    | Martin McGuinness                     | polític         | irlandés       | 66  |
| 02/23    | Armin Medosch                         | artiste         | austriac       | 54  |
| 07/28    | Stein Mehren                          | escriptor       | noruec         | 82  |
| 07/05    | Joachim Meisner                       | cardenal        | alemany        | 83  |
| 10/01    | István Mészáros                       | filòsof         | hongarés       | 86  |
| 01/01    | Vladimir Mikhalkin                    | militar         | belarús        | 89  |
| 03/10    | Nikolai Minev                         | escaquiste      | búlgar         | 86  |
| 07/15    | Maryam Mirzakhani                     | matemàtica      | iraniana       | 40  |
| 08/20    | Nati Mistral                          | actriu          | madrilenya     | 88  |
| 05/29    | Konstantinos Mitsotakis               | polític         | grec           | 98  |
| 07/23    | Guennadi Moisséiev                    | motociclista    | rus            | 69  |
| 03/05    | Kurt Moll                             | cantant         | alemany        | 78  |
| 05/23    | Roger Moore                           | actor           | londinenc      | 89  |
| 02/12    | Quentin Moses                         | futboliste      | estatunidenc   | 33  |
| 04/15    | Emma Morano                           | supercentenària | piemontesa     | 117 |
| 05/17    | Rhodri Morgan                         | polític         | gal·lés        | 77  |
| 10/04    | Jesús Mosterín                        | filòsof         | basc           | 75  |
| 04/04    | George Mostow                         | matemàtic       | estatunidenc   | 93  |
| 04/03    | Luis Mari Mujika                      | escriptor       | basc           | 77  |
| 12/04    | Gabriela Morreale de Castro           | química         | milanesa       | 86  |
| 11/06    | Feliciano Muñoz Rivilla               | futboliste      | castellà       | 81  |
| 12/09    | Grant Munro                           | cineasta        | canadenc       | 94  |
| 03/13    | Hiroto Muraoka                        | futboliste      | japonés        | 85  |
| 04/12    | Charlie Murphy                        | actor           | novaiorqués    | 57  |
| 09/01    | Cormac Murphy-O'Connor                | arquebisbe      | anglés         | 85  |
| 02/08    | Mohamud Muse Hersi                    | polític         | somali         | 79  |
| 08/07    | Haruo Nakajima                        | actor           | japonés        | 88  |
| 02/28    | Eigil Nansen                          | arquitecte      | noruec         | 85  |
| 09/19    | Massimo Natili                        | automobiliste   | italià         | 82  |
| 07/05    | Joaquín Navarro-Valls                 | periodiste      | cartagener     | 80  |
| 11/23    | Carol Neblett                         | soprano         | californiana   | 71  |
| 01/02    | Yaakov Neeman                         | polític         | israelià       | 77  |
| 03/13    | Patrick Nève                          | automobiliste   | való           | 67  |
| 09/20    | John Nicholson                        | automobiliste   | neozelandés    | 75  |
| 04/22    | Attilio Nicora                        | cardenal        | llombard       | 80  |
| 08/03    | Ángel Nieto Roldán                    | motocicliste    | castellà       | 70  |
| 10/29    | Linda Nochlin                         | historiadora    | novaiorquesa   | 89  |
| 05/29    | Manuel Noriega                        | dictador        | panameny       | 83  |
| 06/30    | Barry Norman                          | crític          | londinenc      | 83  |
| 11/19    | Jana Novotná                          | tenista         | txeca          | 49  |
| 01/18    | María Nsué Angüe                      | escriptora      | equatoguineana | 71  |
| 06/27    | Mikael Nyqvist                        | actor           | suec           | 56  |
| 02/02    | Shunichiro Okano                      | futboliste      | japonés        | 85  |
| 03/08    | George Andrew Olah                    | químic          | hongarés       | 89  |
| 04/01    | Ángel Oliveros Jiménez                | futboliste      | andalús        | 75  |
| 02/24    | Vito Ortelli                          | ciclista        | italià         | 95  |
| 09/23    | Charles Thomas Osborne                | escriptor       | australià      | 89  |
| 12/18    | Georges Othily                        | polític         | guaianés       | 71  |
| 11/12    | Bernard Panafieu                      | cardenal        | francés        | 86  |
| 02/16    | Richard Pankhurst                     | historiador     | anglés         | 89  |
| 06/08    | Sam Panopoulos                        | cuiner          | grec           | 83  |
| 02/21    | Graciela Paraskevaídis                | compositora     | argentina      | 76  |
| 01/01    | Derek Parfit                          | filòsof         | anglés         | 74  |
| 04/05    | Tim Parnell                           | automobiliste   | anglés         | 84  |
| 03/27    | Robert G. Parr                        | físic           | estatunidenc   | 95  |
| 03/11    | Ángel Parra                           | cantautor       | xilé           | 73  |
| 03/06    | Eddy Pauwels                          | ciclista        | flamenc        | 81  |
| 02/25    | Bill Paxton                           | actor           | texà           | 61  |
| 08/03    | Alan Peckolick                        | dissenyador     | novaiorqués    | 76  |
| 03/24    | Leo Peelen                            | ciclista        | neerlandés     | 48  |
| 08/05    | Marcel·lí Perelló i Valls             | periodiste      | mexicà         | 73  |
| 07/23    | Waldir Peres de Arruda                | futboliste      | brasiler       | 66  |
| 02/08    | José Luis Pérez de Arteaga            | musicòleg       | madrileny      | 66  |
| 01/18    | Roberta Peters                        | soprano         | novaiorquesa   | 86  |
| 10/02    | Tom Petty                             | músic           | estatunidenc   | 66  |
| 08/10    | Ruth Pfau                             | religiosa       | saxona         | 87  |
| 10/21    | Max Pfister                           | filòleg         | suís           | 85  |
| 10/22    | Fernand Picot                         | ciclista        | bretó          | 87  |
| 01/06    | Ricardo Piglia                        | escriptor       | argentí        | 75  |
| 03/18    | Roger Pingeon                         | ciclista        | arpità         | 76  |
| 02/10    | Iuri Poiàrkov                         | voleiboliste    | ucraïnés       | 80  |
| 11/29    | Slobodan Praljak                      | genocida        | bosniocroat    | 72  |
| 10/05    | Giorgio Pressburger                   | dramaturg       | hongarés       | 80  |
| 01/04    | Georges Prêtre                        | director        | francés        | 92  |
| 03/03    | René Préval                           | polític         | haitià         | 74  |
| 01/10    | Gonzalo Puente Ojea                   | assagiste       | espanyol       | 92  |
| 05/09    | Qian Qichen                           | polític         | xinés          | 89  |
| 01/08    | Akbar Haixemi Rafsanjani              | polític         | iranià         | 82  |
| 07/05    | Irina Ratuixínskaia                   | escriptora      | russa          | 63  |
| 02/17    | Tom Regan                             | filòsof         | estatunidenc   | 78  |
| 12/07    | Steve Reevis                          | actor           | blackfoot      | 55  |
| 02/11    | Piet Rentmeester                      | ciclista        | zelandés       | 78  |
| 04/06    | Don Rickles                           | actor           | novaiorqués    | 90  |
| 07/09    | Paquita Rico                          | actriu          | sevillana      | 87  |
| 11/16    | Salvatore Riina                       | mafiós          | sicilià        | 87  |
| 01/27    | Emanuelle Riva                        | actriu          | francesa       | 89  |
| 10/09    | Jean Rochefort                        | actor           | parisenc       | 87  |
| 03/20    | David Rockefeller                     | banquer         | novaiorqués    | 101 |
| 06/23    | Stefano Rodotà                        | polític         | calabrés       | 84  |
| 07/15    | George A. Romero                      | cineasta        | novaiorqués    | 77  |
| 03/31    | James Rosenquist                      | artista         | estatunidenc   | 83  |
| 03/13    | Amy Krouse Rosenthal                  | escriptora      | estatunidenca  | 51  |
| 03/01    | David Rubinger                        | fotògraf        | israelià       | 92  |
| 09/27    | Zuzana Ruzicková                      | clavecinista    | txeca          | 90  |
| 12/04    | Ali Abdallah al-Salih                 | polític         | iemenita       | 75  |
| 01/28    | Kurt Sametreiter                      | militar         | vienés         | 94  |
| 05/21    | Jean E. Sammet                        | informàtica     | novaiorquesa   | 89  |
| 05/23    | José María Sánchez-Ventura Pascual    | polític         | saragossà      | 94  |
| 02/06    | Luis Pedro Santamarina                | ciclista        | basc           | 74  |
| 08/      | Iñaki Sarasketa                       | etarra          | basc           | 68  |
| 04/04    | Giovanni Sartori                      | politòleg       | florentí       | 99  |
| 03/22    | Daisuke Satō                          | escriptor       | japonés        | 52  |
| 03/13    | Ricard de Sayn-Wittgenstein-Berleburg | aristòcrata     | alemany        | 82  |
| 04/22    | Michele Scarponi                      | ciclista        | italià         | 37  |
| 12/01    | Fredy Schmidtke                       | ciclista        | alemany        | 56  |
| 11/14    | Jean-Pierre Schmitz                   | ciclista        | luxemburgués   | 85  |
| 10/28    | Willy Schroeders                      | ciclista        | flamenc        | 84  |
| 04/11    | Margit Schumann                       | corredora       | alemanya       | 64  |
| 02/12    | David Seals                           | escriptor       | huró           | 69  |
| 05/24    | Pierre Seron                          | dibuixant       | való           | 75  |
| 02/03    | Llorenç Servitje                      | empresari       | mexicà         | 98  |
| 07/27    | Sam Shepard                           | cineasta        | estatunidenc   | 73  |
| 12/05    | Jacques Simon                         | futboliste      | normand        | 76  |
| 04/17    | Carlos Slepoy                         | advocat         | bonaerenc      | 67  |
| 01/12    | Oliver Smithies                       | genetiste       | anglés         | 91  |
| 02/05    | Raymond Smullyan                      | matemàtic       | novaiorqués    | 97  |
| 01/07    | Mário Soares                          | ex president    | lisboeta       | 92  |
| 09/15    | Albert Speer (fill)                   | arquitecte      | berlinés       | 83  |
| 03/17    | Laurynas Stankevičius                 | polític         | lituà          | 81  |
| 09/15    | Harry Dean Stanton                    | actor           | estatunidenc   | 91  |
| 04/30    | Ueli Steck                            | alpiniste       | suís           | 40  |
| 08/11    | Gerhard Storch                        | paleontóleg     | alemany        | 77  |
| 03/27    | David Storey                          | escriptor       | anglés         | 83  |
| 07/03    | Solvi Stubing                         | actriu          | berlinesa      | 76  |
| 11/10    | Shyla Stylez                          | actriu porno    | canadenca      | 35  |
| 08/17    | Fadwa Suleiman                        | actriu          | siriana        | 47  |
| 03/10    | John Surtees                          | automobiliste   | anglés         | 83  |
| 11/18    | Naim Süleymanoğlu                     | halter          | turc           | 50  |
| 02/13    | Seijun Suzuki                         | cineasta        | japonés        | 93  |
| 10/03    | Jalal Talabani                        | polític         | kurd           | 83  |
| 02/11    | Jiro Taniguchi                        | mangaka         | japonés        | 69  |
| 05/30    | Stefano Tatai                         | escaquiste      | romà           | 79  |
| 06/02    | Jeffrey Tate                          | director        | anglés         | 74  |
| 04/13    | Robert William Taylor                 | informàtic      | texà           | 85  |
| 05/08    | Juan Carlos Tedesco                   | pedagog         | bonaerenc      | 73  |
| 08/05    | Dionigi Tettamanzi                    | cardenal        | italià         | 83  |
| 06/12    | Charles P. Thacker                    | informàtic      | californià     | 74  |
| 05/23    | Robert Thalmann                       | ciclista        | suís           | 68  |
| 05/06    | Hugh Thomas                           | historiador     | anglés         | 85  |
| 11/05    | Lothar Thoms                          | ciclista        | sòrab          | 61  |
| 10/20    | Mustapha Tlili                        | escriptor       | tunisià        | 80  |
| 02/07    | Tzvetan Todorov                       | filòsof         | búlgar         | 77  |
| 01/21    | Veljo Tormis                          | compositor      | estonià        | 86  |
| 09/12    | Xohana Torres                         | escriptora      | gallega        | 85  |
| 03/23    | Cino Tortorella                       | presentador     | lígur          | 89  |
| 06/05    | Jack Trout                            | economiste      | novaiorqués    | 82  |
| 01/01    | Talat Tunçalp                         | ciclista        | turc           | 97  |
| 01/25    | Mary Tyler Moore                      | actriu          | novaiorquesa   | 80  |
| 01/17    | Jacinto Urrestarazu                   | ciclista        | basc           | 80  |
| 04/22    | José Utrera Molina                    | polític         | malagueny      | 91  |
| 04/17    | Nicole Vandenbroeck                   | ciclista        | flamenca       | 70  |
| 10/05    | Eberhard van der Laan                 | polític         | holandés       | 62  |
| 09/10    | Grigórios Varfis                      | polític         | atenés         | 90  |
| 11/18    | Marta Vásquez                         | activista       | argentina      | 89  |
| 06/30    | Simone Veil                           | política        | niçarda        | 89  |
| 05/18    | Juan María Vidarte de Ugarte          | polític         | bilbaí         | 87  |
| 10/30    | Daniel Viglietti                      | cantautor       | uruguaià       | 78  |
| 02/20    | André Vlayen                          | ciclista        | flamenc        | 85  |
| 03/17    | Miloslav Vlk                          | cardenal        | txec           | 84  |
| 09/30    | Vladímir Voievodski                   | matemàtic       | moscovita      | 51  |
| 03/17    | Derek Walcott                         | escriptor       | saint-lucienc  | 87  |
| 02/06    | Roger Walkowiak                       | ciclista        | occità         | 89  |
| 03/10    | Robert James Waller                   | escriptor       | estatunidenc   | 77  |
| 05/28    | Graham Webb                           | ciclista        | anglès         | 73  |
| 11/08    | Josip Weber                           | futboliste      | croat          | 52  |
| 06/09    | Adam West                             | actor           | estatunidenc   | 88  |
| 01/31    | John Wetton                           | músic           | anglès         | 67  |
| 01/24    | Chuck Weyant                          | automobiliste   | estatunidenc   | 93  |
| 03/16    | Skip Williamson                       | dibuixant       | texà           | 72  |
| 09/10    | Len Wein                              | guioniste       | novaiorqués    | 69  |
| 09/12    | Edith Windsor                         | activista       | estatunidenca  | 88  |
| 08/15    | Stephen Wooldridge                    | ciclista        | australià      | 39  |
| 03/18    | Bernie Wrightson                      | dibuixant       | estatunidenc   | 68  |
| 05/20    | Natàlia Xakhovskaia                   | músic           | moscovita      | 85  |
| 07/13    | Liu Xiaobo                            | activiste       | xinés          | 61  |
| 01/14    | Zhou Youguang                         | lingüiste       | xinés          | 111 |
| 11/18    | Malcolm Young                         | músic           | escocés        | 64  |
| 09/06    | Lotfi Asker Zadeh                     | matemàtic       | azerbaidjanés  | 96  |
| 05/12    | Amotz Zahavi                          | biòleg          | israelià       | 89  |
| 10/18    | Issam Zahreddine                      | militar         | sirià          | 55  |
| 07/02    | Tatiana Zatulóvskaia                  | escaquista      | soviètica      | 81  |
| 03/06    | Alberto Zedda                         | musicòleg       | llombard       | 89  |

L'1 de març es feu públic el receptor del premi Pritzker («el Nobel d'arquitectura»), atorgat a l'estudi olotí RCR arquitectes i recollit el 20 de maig a Tòquio en presència d'Akihito, Emperador del Japó.
En el conflicte de les obres d'art entre l'Aragó i Catalunya, l'11 de desembre es realitzà el trasllat forçós de quaranta-quatre peces del Museu de Lleida Diocesà i Comarcal al monestir de Santa Maria de Sixena.
El 26 de gener, el Tribunal Suprem d'Espanya acceptà l'expedient de regulació d'ocupació que derivà en el tancament de Radiotelevisió Valenciana; la Corporació Valenciana de Mitjans de Comunicació espera poder mamprendre aquest any les emissions de la nova Radiotelevisió Valenciana, amb la data del tancament de Canal 9 (29 de novembre) com a dia d'inici. Mentrestant, el 23 de febrer Empar Marco fon proposta com a directora de la nova Corporació Valenciana de Mitjans de Comunicació i, una setmana després, ratificada per les Corts Valencianes amb els vots dels partits de l'Acord del Botànic. El 8 de març s'anuncià el nom del primer canal de televisió, À., triat per concurs públic entre huitanta-dos propostes.

### Cinema
| M/d   | Direcció                 | Títol                          | Gènere            |
| ----- | ------------------------ | ------------------------------ | ----------------- |
| 11/24 | Carlos Marqués-Marcet    | Terra ferma                    | tragicomèdia      |
| 07/07 | Roser Aguilar            | Brava                          | drama             |
| 06/09 | Joan Frank Charansonnet  | Pàtria                         | històrica         |
| 06/29 | Jaume Roures             | Las cloacas de Interior        | documental        |
| 01/20 | Carles Torras            | Callback                       | thriller          |
| 06/16 | Carla Simon              | Estiu 1993                     | drama             |
| 03/17 | Agustí Villaronga        | Incerta glòria                 | drama històric    |
| 01/20 | Maren Ade                | Toni Erdmann                   | comèdia dramàtica |
| 12/22 | Woody Allen              | Wonder Wheel                   |                   |
| 03/31 | Kelly Asbury             | Els Barrufets. El poble amagat | animació          |
| 06/23 | Michael Bay              | Transformers: The Last Knight  | mecha             |
| 03/03 | Danny Boyle              | T2 Trainspotting               |                   |
| 03/16 | Bill Condon              | Beauty and the Beast           | fantasia          |
| 06/16 | Brian Fee                | Cars 3                         | animació          |
| 02/10 | James Foley              | Fifty Shades Darker            | erotisme          |
| 01/20 | Florian Gallenberger     | Colonia                        |                   |
| 04/14 | F. Gary Gray             | The Fate of the Furious        |                   |
| 03/03 | Fernando González Molina | El guardián invisible          | misteri           |
| 05/13 | Seth Gordon              | Baywatch                       | comèdia           |
| 04/28 | James Gunn               | Guardians of the Galaxy Vol. 2 | space opera       |
| 03/24 | Dean Israelite           | Power Rangers                  | superheroic       |
| 01/27 | Barry Jenkins            | Moonlight                      |                   |
| 06/02 | Patty Jenkins            | Wonder Woman                   | superheroic       |
| 12/15 | Rian Johnson             | Star Wars: Els últims Jedi     | space opera       |
| 03/   | Terrence Malick          | Song to Song                   |                   |
| 03/03 | James Mangold            | Logan                          | superheroic       |
| 02/10 | Chris McKay              | The LEGO Batman Movie          | animació          |
| 05/26 | David Mochôd             | War Machine                    | sàtira            |
| 01/20 | Jeff Nichols             | Loving                         |                   |
| 07/21 | Cristopher Nolan         | Dunkirk                        | drama històric    |
| 04/28 | James Ponsoldt           | The Circle                     | ciència-ficció    |
| 05/26 | Roenberg                 | Pirates del Carib 5            | aventures         |
| 07/14 | Matt Reeves              | War for the Planet of the Apes | ciència-ficció    |
| 03/31 | Rupert Sanders           | Ghost in the Shell             | ciència-ficció    |
| 01/06 | Martin Scorsese          | Silence                        | drama històric    |
| 08/11 | Ridley Scott             | Alien: Covenant                | ciència-ficció    |
| 04/29 | Trey Edward Shults       | It Comes at Night              | terror psicològic |
| 10/13 | Steven Soderbergh        | Logan Lucky                    |                   |
| 05/21 | David Soren              | Capità Calçotets               | comèdia           |
| 10/06 | Denis Villeneuve         | Blade Runner 2049              | ciència-ficció    |
| 06/16 | Matthew Vaughn           | Kingsman: The Golden Circle    | espionatge        |
| 03/10 | Jordan Vogt-Roberts      | Kong: Skull Island             | fantasia          |
| 10/27 | Taika Waititi            | Thor: Ragnarok                 | superheroic       |
| 07/07 | Jon Watts                | Spider-man: Homecoming         | superheroic       |
| 01/27 | Justin Webster           | La fi d'ETA                    | documental        |

En el lliurament dels premis Globus d'Or, el musical La La Land guanyà els set als quals estava nominat i Elle se n'emportà dos; Meryl Streep rebé el premi honorífic Cecil B. DeMille i, durant el discurs, va criticar Donald Trump. La gala dels IX Premis Gaudí va reconéixer Un monstre em ve a veure amb vuit guardons i La propera pell amb tres, i l'actor Josep Maria Pou amb el premi honorífic. Sílvia Pérez Cruz dedicà el premi Goya a la millor cançó als desnonats durant la gala de lliurament dels XXXI Premis Goya. Quant als Premis César, Elle guanyà el de la millor pel·lícula, Isabelle Huppert el de millor actriu, Xavier Dolan el de direcció i George Clooney rebé el César d'honor.
Un dia abans de la gala dels Oscar es lliuraren els premis Golden Raspberry a les pitjors produccions: per primera volta, el Premi Razzie a la pitjor pel·lícula fon per a un documental, Hillary's America, com també els de pitjor actor, actriu i director; quant a ficció, Batman contra Superman: L'alba de la justícia (Batman v Superman: Dawn of Justice) també guanyà quatre «Razzies». La 89a cerimònia de lliurament dels Oscar, presentada per Jimmy Kimmel, fon memorable pel guardó a la millor pel·lícula, atorgat per error a La La Land —la qual no obstant això en guanyà sis, entre els quals els de millor actriu i millor director—, però que al remat havia obtés Moonlight; altres premiats foren Casey Affleck com a millor actor, Zootròpolis com a llarg animat, i Forushande, d'Asghar Farhadi, amb l'Oscar a la millor pel·lícula de parla no anglesa.
Del 2 al 5 de març tingué lloc la 21a edició d'Animac a Lleida, amb la projecció de dues-centes set peces, vint-i-set mil assistents i el premi a la trajectòria a Jordi Amorós.
Divendres 3 de març reobriren els antics cinemes Albatros de València, rebatejats com a Cinemes Albatexas pel director Ventura Pons, com a sales de reestrena a l'estil dels cinemes Texas barcelonins. El 20 de març començà a Formentera el rodatge del primer llargmetratge de Pau Durà com a director, amb José Sacristán, Jordi Sánchez i Nora Navas com a protagonistes.
El 16 de juliol la BBC anuncià el fitxatge de l'actriu Jodie Whittaker per al paper del Doctor Who. L'endemà, Costa-Gavras fou el primer cineasta en rebre el Premi Internacional Catalunya.
A més de sagues i seqüeles cinematogràfiques, estava prevista l'estrena de noves pel·lícules de directors consagrats com Ang Lee, Christopher Nolan, Darren Aronofsky, Richard Linklater, Woody Allen o Michael Haneke, l'adaptació de l'obra teatral M'esperaràs? i una sèrie d'animació per a Netflix sobre la saga de videojocs Castlevania, amb guió de Warren Ellis.

### Còmics
|       | del   | al                      | esdeveniment           | seu          |
| ----- | ----- | ----------------------- | ---------------------- | ------------ |
|       | 03/23 | 03/25                   | 4t Splash Sagunt       | Casal Jove   |
| 05/13 | 05/14 | 十九番目 Saló del Manga | Benimàmet              |              |
| 05/26 | 05/28 | VI Jornades del Còmic   | València               |              |
| 06/17 | 06/18 | VIII Expomanga          | Novelda                |              |
| 11/25 | 11/26 | 二十番目 Saló del Manga | Benimàmet              |              |
|       | 03/30 | 04/02                   | 35è Saló Internacional | Montjuïc     |
| 11/01 | 11/05 | 二三番目 Saló del Manga | Montjuïc               |              |
| 11/19 | 11/26 | X Setmana del Còmic     | Tarragona              |              |
|       | 10/25 | 10/29                   | Còmic Nostrum          | Palma        |
|       | 09/02 | 09/03                   | 1r JacaComic           | Jaca         |
| 09/08 | 09/09 | V Huescómic             | Osca                   |              |
| 12/15 | 12/17 | XVI Saló de Saragossa   | Auditori               |              |
|       | 11/25 | 11/26                   | IX Murcia se reManga   | Múrcia       |
| 05/13 | 05/13 | Día del Cómic Gratis    | Espanya                |              |
|       | 05/06 | 05/06                   | Free Comic Book Day    | Nord-Amèrica |
| 07/20 | 07/23 | San Diego Comic-Con     | Califòrnia             |              |

El 17 de gener morí als cinquanta-un anys el dibuixant való Pascal Garray (estudi Peyo).
El primer de febrer, Sento Llobell presentà la novel·la gràfica Dr. Uriel.
Del 30 de març al 2 d'abril, el 35 Saló rebé més de cent divuit mil visitants i atorgà el Gran Premi a Josep Maria Martín Saurí.
El 16 de març: mor als setanta-dos anys el dibuixant Skip Williamson, pioner del còmic underground.
17 de març: mor als cinquanta-dos anys l'autor basc Ion Arretxe.
18 de març: mor als seixanta-huit anys el dibuixant estatunidenc Bernie Wrightson, cocreador de la Cosa del Pantà.
24 de maig: mor als setanta-cinc anys l'autor való Pierre Seron Foal, creador de Les Petits Hommes.
18 d'agost: mor als setanta anys el dibuixant madrileny Alfonso Azpiri.
9 de setembre: la revista Tentacles deixa de publicar-se temporalment.
19 d'octubre: l'ambaixada espanyola de Bulgària cancel·la una conferència de Cels Piñol a Sofia.
31 d'octubre: el diari 20 Minutos despatxa al dibuixant Eneko Las Heras després de censurar el seu humor gràfic.
El 19 d'octubre es publicà l'àlbum Astèrix a Itàlia en vint llengües.
El XXIII Saló del Manga de Barcelona, celebrat entre l'1 i el 5 de novembre a Montjuïc, amplià la seua programació i l'espai comercial i rebé cent quaranta vuit-mil visitants: entre les activitats programades, es commemorà el centenari de l'anime i els vint-i-cinc anys de la publicació de Bola de Drac a Espanya.

### Literatura
Els autors andorrans Manel Gibert, Albert Villaró, Robert Pastor i Agustí Franch publicaren obra nova est any.
El 6 de gener l'editorial Destino lliurà els seus guardons anuals a Barcelona: la novel·la La fada negra guanya el 49è Premi Josep Pla, i La media vida el 73è Premi Nadal. El 17 de gener, Òmnium Cultural anuncià la concessió del Premi d'Honor de les Lletres Catalanes a Isabel-Clara Simó. El 25 de gener, el President de la Generalitat Valenciana inaugurà l'Espai Joan Fuster, als vint-i-cinc anys de la mort de l'escriptor. La cinquena edició del festival Tiana Negra homenatjà l'escriptor Antoni Serra i Bauçà.
El 21 de març, Urbà Lozano rebé el Premi Enric Valor de Novel·la en Valencià 2016 per Vindrà la mort i tindrà els teus ulls en una gala celebrada per primera vegada a Castalla, poble natal de Valor. El festival biennal Kosmopolis se celebrà del 22 al 26 al Centre de Cultura Contemporània de Barcelona al voltant de dos temes: el canvi i les «constel·lacions femenines».
La quinta edició de VLC Negra tingué lloc del 5 al 14 de maig a València i la Font de la Figuera. El xativí Xavier Aliaga guanyà el Premi Pin i Soler de narrativa.
El Premi Nobel de Literatura fon atorgat a Kazuo Ishiguro. Com cada 15 d'octubre, el lliurament del Premi Planeta de novel·la en castellà tingué lloc a Barcelona: el guanyador fou El fuego invisible; la finalista, Niebla en Tánger.

### Deport

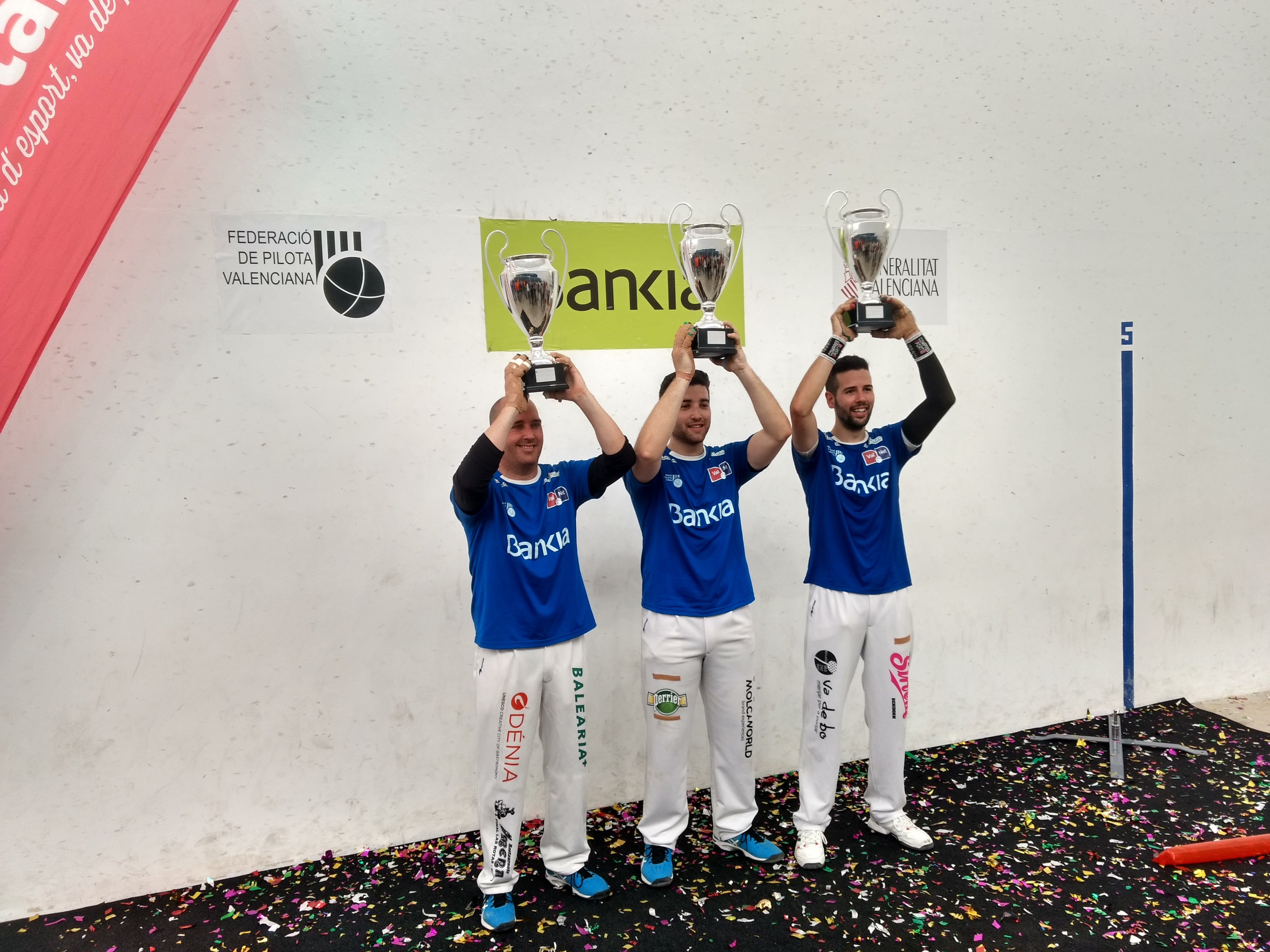
Escalaters campions de la Lliga

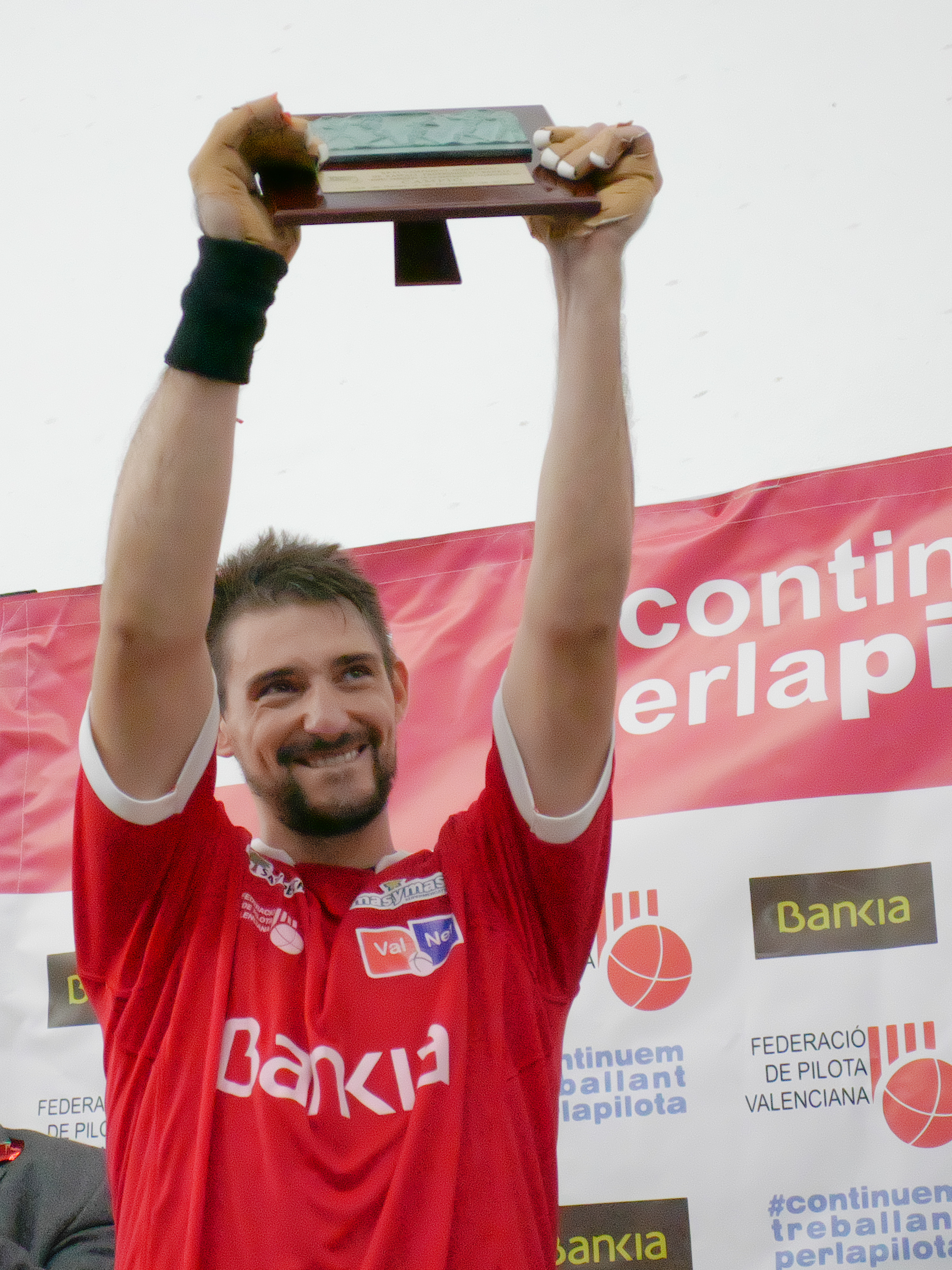
Soro III, campió individual

El 4 de gener, el ciclista picard Robert Marchand intentà superar el seu propi rècord de l'hora als cent cinc anys, però al remat va fer quatre quilòmetres menys que tres anys arrere. El 14 de gener, el BOE publicà l'eixida a subhasta de l'estadi Rico Pérez.
La temporada del 2017 de pilota valenciana començà amb tots els pilotaires professionals en l'atur mentre es buscava un acord per a tornar-los a contractar. El 13 de gener, el pilotari basc Aritz Lasa s'enfrontà a Adrián de Quart en una partida extraordinària al frontó del Puig. La XXVI Lliga Professional d'Escala i Corda començà el 10 de febrer al trinquet Salvador Sagols i acabà el 7 de maig a Pelayo amb la victòria de Pere Roc II, Fèlix i Monrabal sobre Soro III i Javi. La XXIV Lliga Professional de Raspall s'inicià el 24 de març al Genovés i acabà el 20 de maig a Oliva amb Moltó i Brisca campions i Pablo, Sanchis i Raül subcampions.
L'equip femení del SE AEM de Lleida guanyà la lliga en la seua catagoria contra equips masculins. Tom Dumoulin guanyà el Giro d'Itàlia 2017, que començà el 5 de maig a l'Alguer. El 27 de maig, l'alpinista Ferran Latorre feu el cim de l'Everest i esdevingué el primer català a coronar els catorze vuit mils; l'endemà, Kilian Jornet el feu per segona vegada en menys d'una setmana i sense oxigen, després de patir una gastroenteritis vírica; Núria Picas hagué d'abandonar per una pneumònia.
El 16 de juny, el València Basket Club guanyà la seua primera Lliga ACB de bàsquet en trenta-un anys d'història. Els pilotaris bascs Yoan Heguiabehere, Iker Espina i Maritxu Housset guanyaren en llurs categories el I Campionat Mundial de Frontball, disputat cap a la fi de juliol a Tepito (Ciutat de Mèxic). Durant l'any es retiraren els pilotaris bascs Abel Barriola i Martínez de Irujo, i els valencians Dani de Benavites i León del Genovés.
El 29 d'octubre, Soro III guanyà el XXXII Individual d'Escala i Corda en final inèdita contra Pere Roc II; una setmana després, el 4 de novembre Ian de Senyera guanyà el XXXI Individual de Raspall al bicampió vigent, Moltó. La Selecció Valenciana de Pilota es proclamà campiona absoluta del IX Mundial de Pilota a Mà de Colòmbia; una setmana després, Puchol II viatjà a Nova York per a jugar contra Timbo González.

### Música
Segons l'Enderrock, la quantitat de discs prevists per a 2017 era tan gran que les productores hagueren de pactar les dates de publicació per a no solapar-se. El 5 de gener, el grup de música xaloner Aspencat anuncià que farien una parada indefinida en acabar la gira d'aquest any. El 21 de gener, el compositor Salvador Brotons estrenà l'obra simfonicocoral Cantata de Randa a l'Auditori de Manacor.
Al febrer, la tretzena edició del festival Tastautors de Cardedeu programà Xavi Sarrià amb Feliu Ventura, Carles Belda amb Sanjosex i Quimi Portet. La vint-i-dosena temporada del Barnasants estigué dedicada al centenari del naixement de Violeta Parra i oferirà concerts de Claudia Crabuzza, Daniel Viglietti o Leo de Matamá. I el festival Hostes canvià d'ubicació al Teatre del Raval de Gandia, amb les actuacions de Sarrià i Ventura, La Fada Despistada, Aucell Cantaire, Deliri (grup), Roger Puig, Senior i el Cor Brutal, Bertomeu i Joana Gomila. Dissabte 11 de febrer, el Palau Sant Jordi acollí el festival multitudinari Casa nostra, casa vostra per a instar les institucions arran de la crisi dels refugiats a Europa amb l'actuació de Llach, Serrat o Sopa de Cabra, entre molts artistes, i vora setze mil assistents.
Els Premis Enderrock es lliuraren el 9 de març a l'Auditori de Girona amb les actuacions de Joan Miquel Oliver, Miqui Puig i Gertrudis amb Chambao, i homenatjarà el promotor Gay Mercader i els cinquanta anys de trajectòria de Maria del Mar Bonet. Sting presentà el disc 57th & 9th en concert al Sant Jordi Club dimarts 21 de març davant de quatre mil sis-centes persones.
Els gallecs Labregos do Tempo dos Sputniks es despediren l'1 d'abril amb un concert a Sant Jaume de Galícia. La cerimònia anual d'inclusió al Rock and Roll Hall of Fame homenatjà Electric Light Orchestra, Joan Baez, Journey, Nile Rodgers, Pearl Jam, Tupac Shakur i Yes. El 17 d'abril, el grup Korn mamprengué una gira per l'Amèrica del Sud amb Tye Trujillo —llavors un infant de dotze anys— en substitució del seu baixista habitual.
El cantant gascó Primaël Montgauzí guanyà el primer premi del Concurs de Cantautors amb la Veu Petita i actuà en el Petit Festival de Benicarló —junt amb Joan Rovira, Marc Parrot, Maria Faubel o Roger Puig— i en el XXI Cant al Ras —amb Pep Gimeno Botifarra i Toni de l'Hostal—. Durant tot maig, el cantautor xativí Raimon feu dotze concerts al Palau de la Música Catalana ans de retirar-se; en canvi, Paco Muñoz tornà als escenaris el 28 d'abril per a oferir una roda de presentació del disc Amics poetes.
La segona edició del festival Música i Lletra de Xàtiva se celebrà del 20 de maig al 17 de juny amb concerts d'Albert Pla i Diego Cortés, Mireia Vives i Borja Penalba i Ses i les Kol·lontai.
El Primavera Sound tingué lloc de dimecres 31 de maig a dissabte 3 de juny, amb Arcade Fire, Grace Jones, Mishima, el Petit de Cal Eril, Slayer, Teenage Fanclub i Van Morrison, entre molts altres artistes. L'1 de juny, el grup Baroness anuncià el fitxatge de la guitarrista Gina Gleason en substitució de Pete Adams.
En estiu, el Feslloch se celebrà del 6 al 8 de juliol amb Gener (grup), Manel (grup) i Zoo (grup), entre més artistes; del 13 al 16 de juliol tingué lloc 22é Festival Internacional de Benicàssim, amb Red Hot Chili Peppers, Foals i The Weeknd com a caps de cartell; diumenge 16 de juliol, Pepe Botifarra cantà, acompanyat per la seua rondalla (grup), en el Raspai; el 18 de juliol, U2 actuaren a l'Estadi Olímpic Lluís Companys dins de la giraThe Joshua Tree Tour 2017; la segona edició de l'Arrankapins del Grau de Castelló comptà amb Los Coronas i Miquel Gil; i, del 28 al 30, el Low Festival de Benidorm va rebre els Pixies, Franz Ferdinand, Mando Diao i Nada Surf.
L'agost, Cesk Freixas feu el concert de la XIII Trobada de Cançó d'Autor dels Països Catalans al seu poble, Sant Pere de Riudebitlles.
El 27 de setembre, The Rolling Stones també actuaren a l'Estadi Olímpic dins de la gira europea Stones – No filter.
La ràdio d'À. començà l'emissió en proves el 13 de novembre amb vint-i-quatre hores de música en valencià intercalades per falques; l'emissió de programes s'inicià dilluns 11 de desembre a les 10 del matí amb el magazín Al ras, conduït per Jèssica Crespo.
El 16 de novembre morí el cantant del grup King Changó, Blanquito Man, tres anys després de diagnosticar-li un càncer de colon.

### Premis Nobel
| Camp                  | Guardonats                                             |
| --------------------- | ------------------------------------------------------ |
| Física                | - Rainer Weiss - Barry Barish - Kip Thorne             |
| Química               | - Jacques Dubochet - Joachim Frank - Richard Henderson |
| Medicina o Fisiologia | - Jeffrey C. Hall - Michael Rosbash - Michael W. Young |
| Literatura            | - Kazuo Ishiguro                                       |
| Pau                   | - Campanya Internacional per Abolir les Armes Nuclears |
| Economia              | - Richard Thaler                                       |

### Política i revolució
El 3 de gener, el Consell d'Estat d'Espanya publicà un informe en el qual responsabilitzava el Ministeri de Defensa d'Espanya de l'accident del Iak-42 (2003): l'ambaixador d'Espanya al Regne Unit, Federico Trillo (Ministre de Defensa durant l'accident) hagué de dimitir per la pressió mediàtica i la ministra en el càrrec, Dolores de Cospedal, es va comprometre a tornar a investigar el cas.
- Discurs final d'Obama

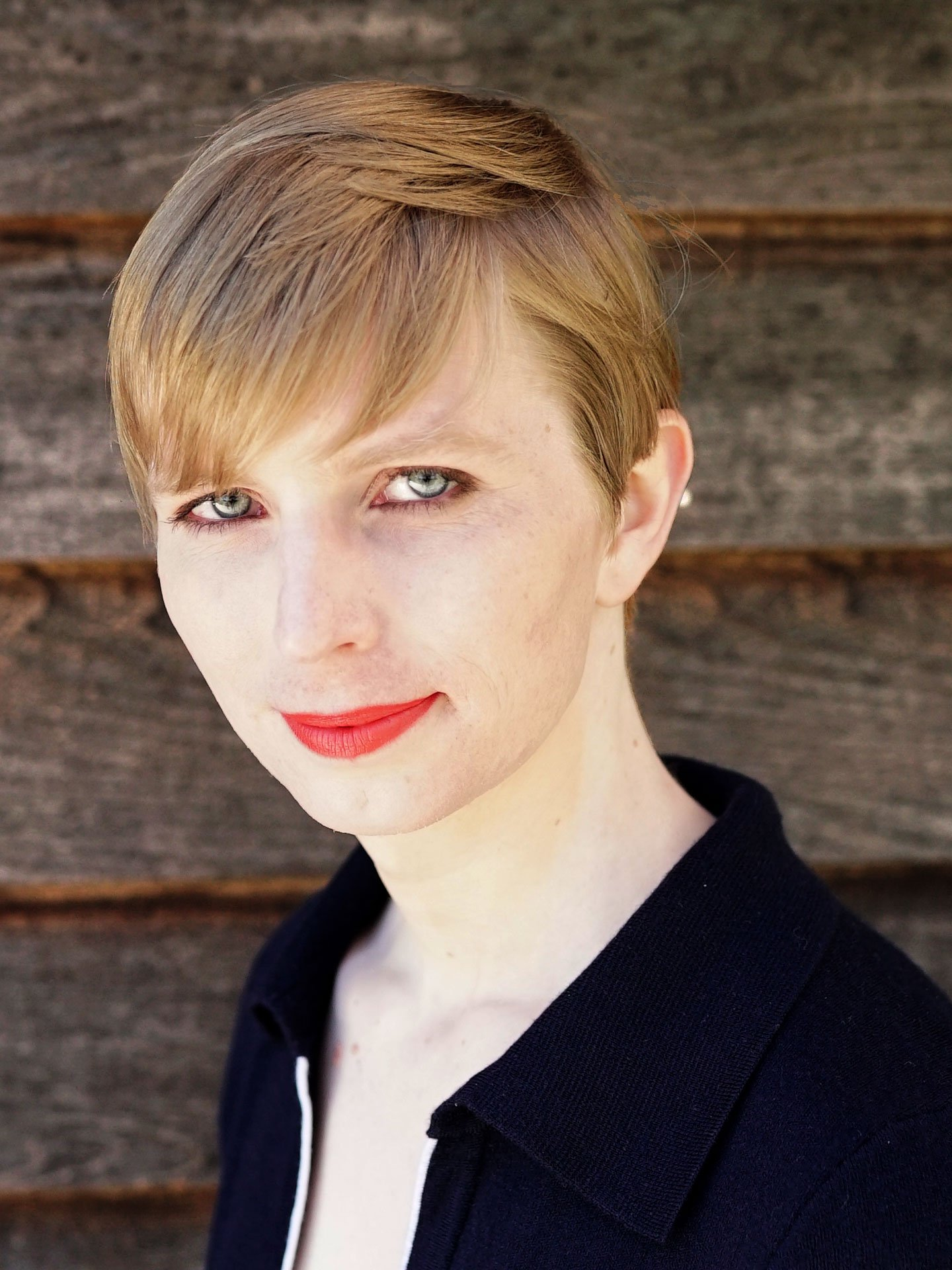
Manning en 2017

Cinc dies abans de deixar el càrrec, el president dels EUA Barack Obama commutà la condemna a l'exsoldat Chelsea Manning de trenta-cinc a set anys de presó per la filtració a Wikileaks; Mannings fon alliberada el 17 de maig. Abans, el republicà Donald Trump fon investit president enmig de nombroses protestes a tot el món, entre les quals la Marxa de les Dones.
El 24 de gener, el president de la Generalitat de Catalunya Carles Puigdemont va oferir una conferència al Parlament Europeu de Brussel·les per a explicar les raons del referèndum.
El 28 de març, la Primera Ministra del Regne Unit Theresa May signà la sol·licitud d'eixida de la Unió Europea, la qual fon lliurada oficialment al sendemà al President del Consell Europeu, Donald Tusk. El 18 d'abril anuncià la convocatòria d'eleccions anticipades, aprovada l'endemà pel parlament.
Diumenge 24 d'abril se celebrà la primera volta de les eleccions presidencials franceses de 2017, més disputades que les anteriors: quatre dels onze candidats (Macron, Le Pen, Fillon i Mélenchon) obtingueren més de set milions de vots cada un, però solament els dos primers passaren a la segona volta.

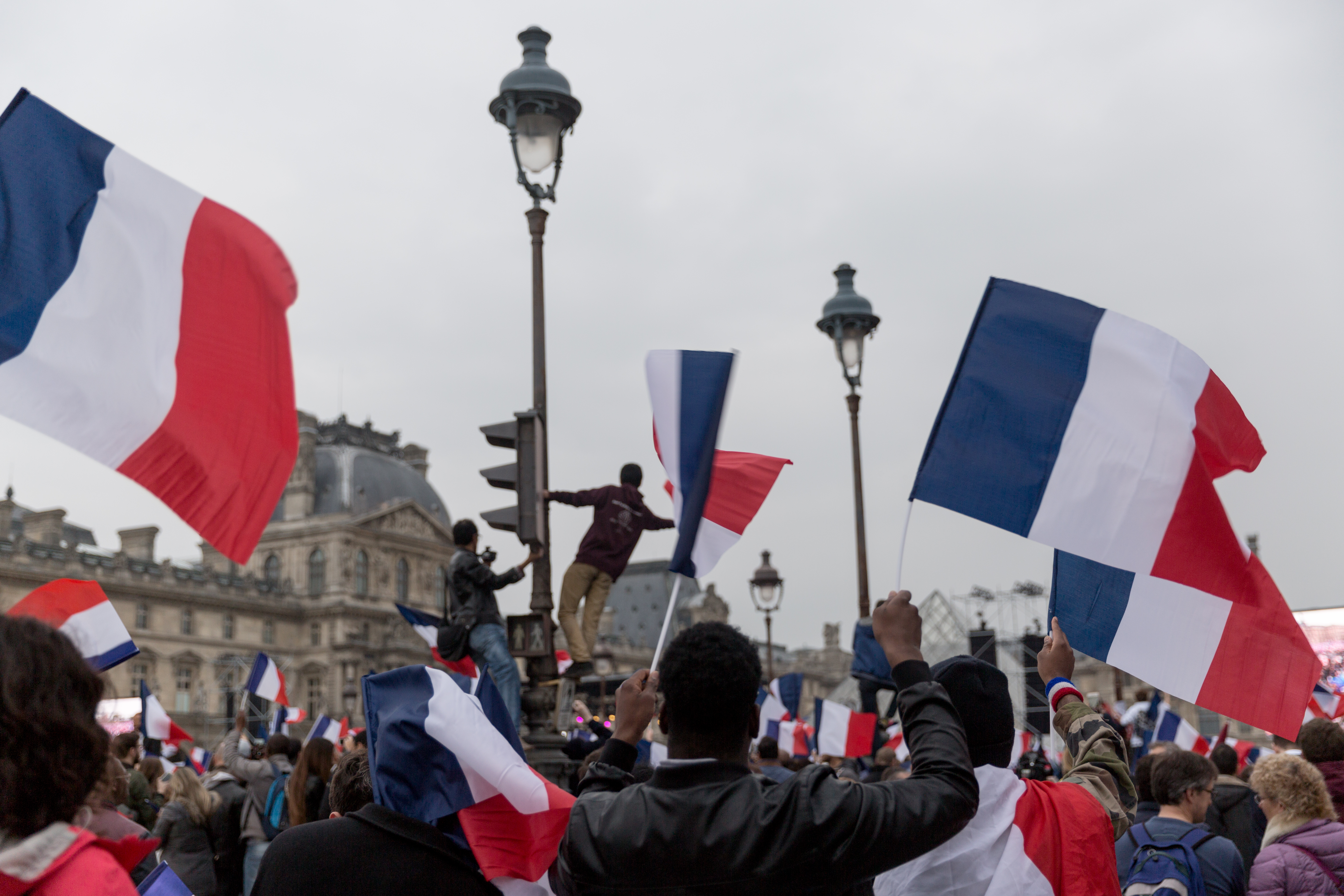
7 de maig a París

El 14 de maig Emmanuel Macron és investit finalment 25è President de la República francesa, després que a la segona volta del 7 de maig derrotés a Marine Le Pen amb el 66,10 % dels sufragis.
El 9 de juny, el president Puigdemont anuncià la data i la pregunta per al referèndum sobre la independència, previst per diumenge 1 d'octubre. La primera setmana de setembre, el Parlament de Catalunya aprovà la Llei del referèndum d'autodeterminació de Catalunya i la Llei de transitorietat jurídica i fundacional de la República en sengles sessions controvertides amb molt de ressò mediàtic, que provocaren un xoc de legalitats; dimecres 20, la intervenció de les finances de la Generalitat de Catalunya provocà mobilitzacions a Barcelona i altres ciutats en suport de les entitats i els càrrecs implicats.
El referèndum sobre la independència de Catalunya se celebrà malgrat l'oposició del Govern d'Espanya i el desplegament de la Guàrdia Civil i el Cos Nacional de Policia enviats a Catalunya, que deixaren centenars de ferits; el 10 d'octubre, el president Puigdemont instà el Parlament a suspendre la declaració d'independència a l'espera de mediació per a un diàleg amb l'Estat, el qual respongué amb l'execució de l'article 155 de la Constitució Espanyola de 1978, que preveu la intervenció d'una comunitat autònoma.
El 18 d'octubre 18 començà el 19è Congrés Nacional del Partit Comunista de la Xina, del qual eixí reforçat el líder Xi Jinping.
El 27 d'octubre, el ple del Parlament de Catalunya votà a favor de la independència, mentre el Senat d'Espanya aprovà l'ús del 155. L'executiu espanyol assumí el control de la Generalitat i convocà eleccions autonòmiques per al 21 de desembre, a les quals els partits sobiranistes Esquerra Republicana de Catalunya i Partit Demòcrata de Catalunya concorregueren per separat i amb llurs caps de llista en una situació insòlita: Oriol Junqueras (ERC) en presó preventiva i Puigdemont exiliat a Brussel·les. El resultat de les eleccions, guanyades per Ciutadans - Partit de la Ciutadania però sense possibilitat de formar govern i amb la majoria sobiranista en contra, afegí més incertesa al desenllaç del Procés.

### Tecnologia
Quant a fotografia, es comercialitzaren les càmeres digitals Leica M10, Lumix DMC-GH5, Olympus OM-D E-M1 Mark II, Pentax KP i Sony A9.

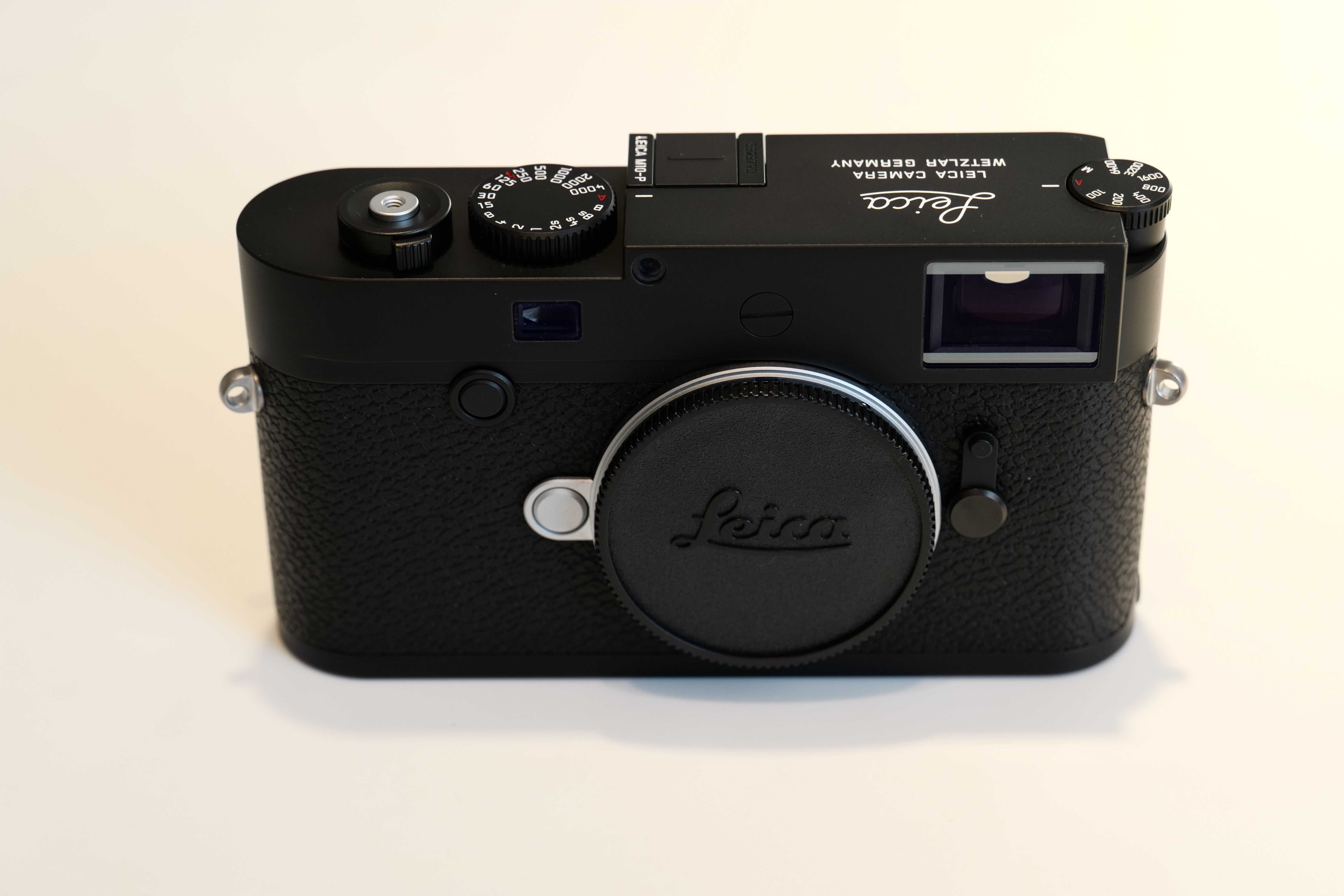
Leica M10-P
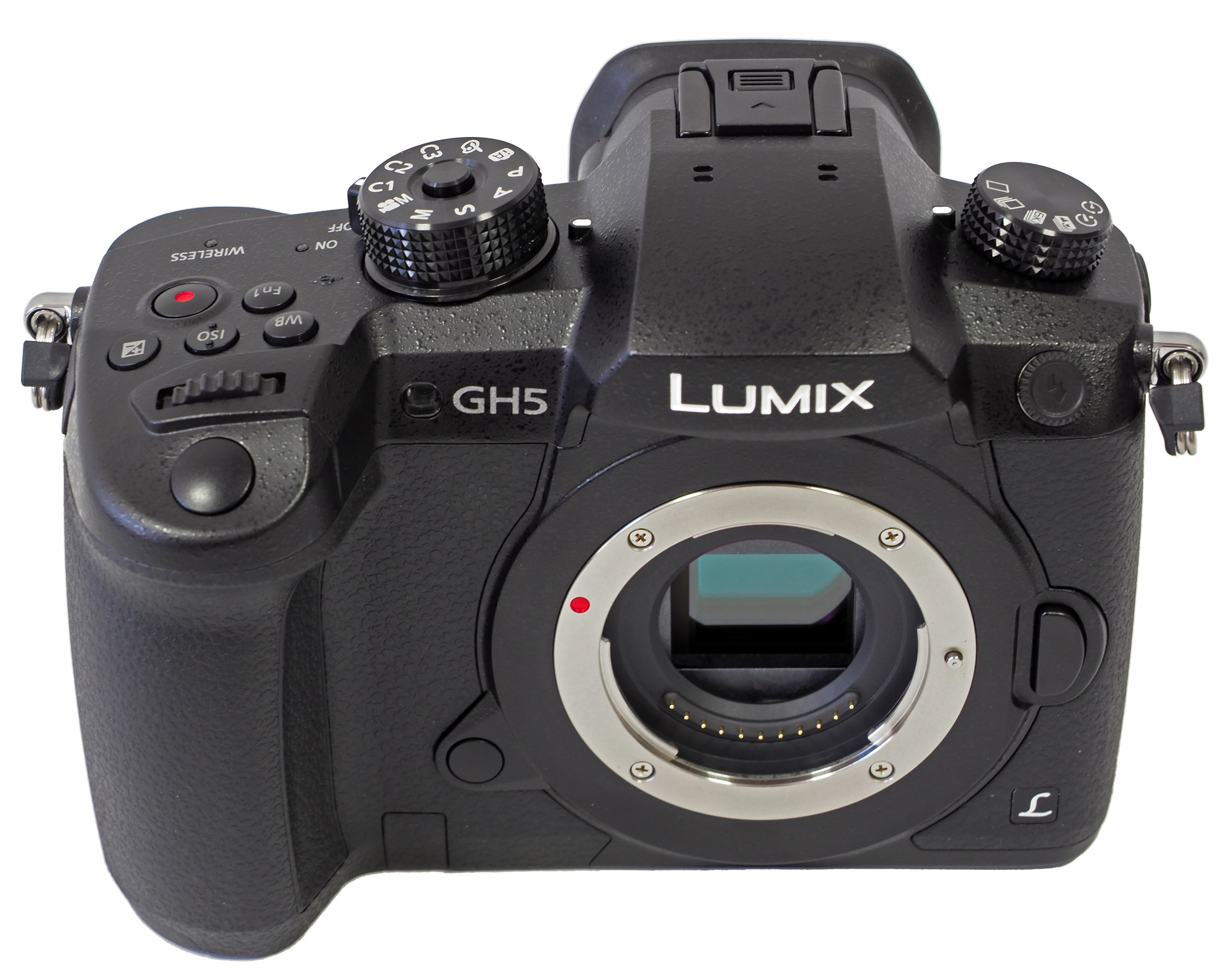
Lumix DC-GH5
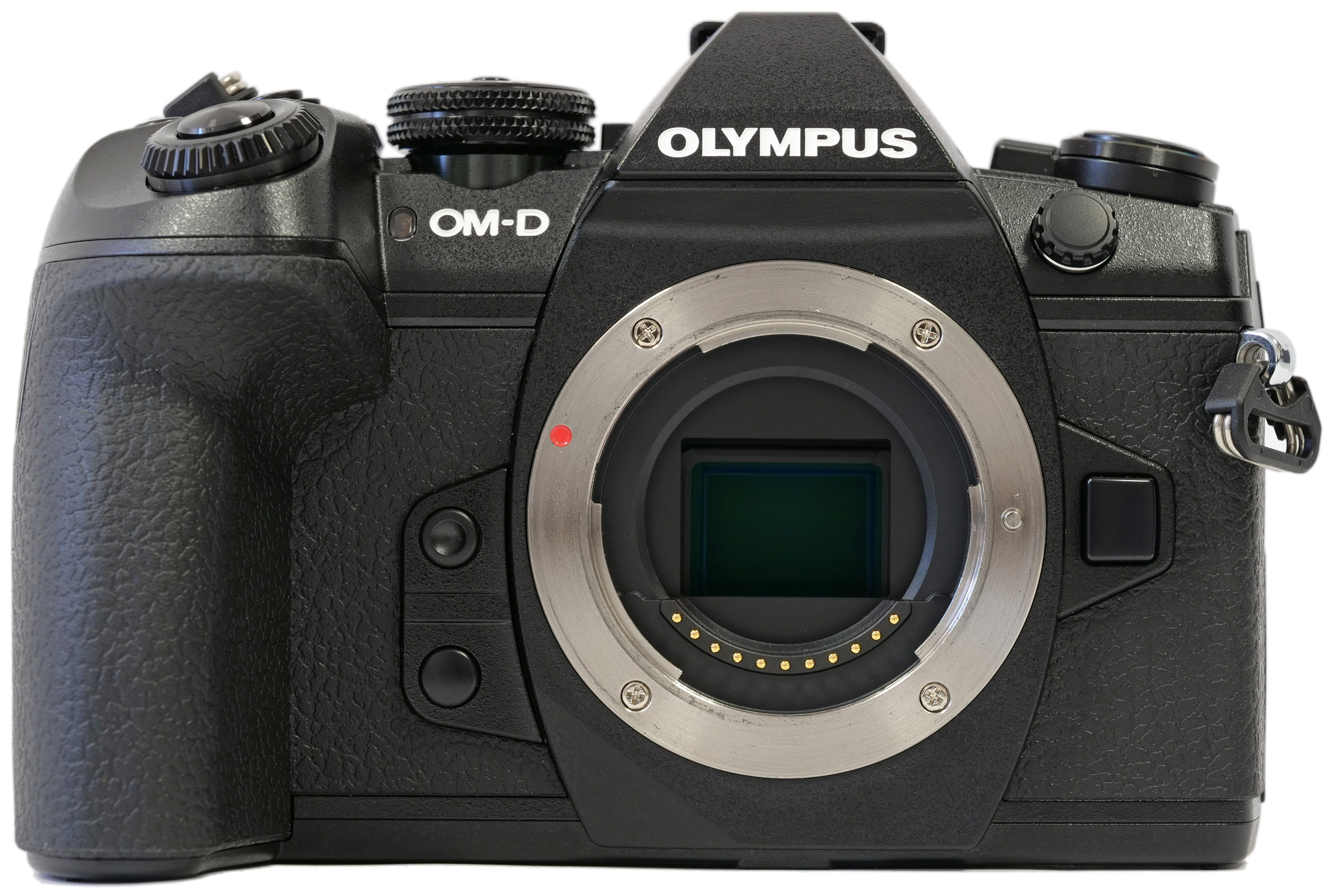
Olympus EM-1 Mk II
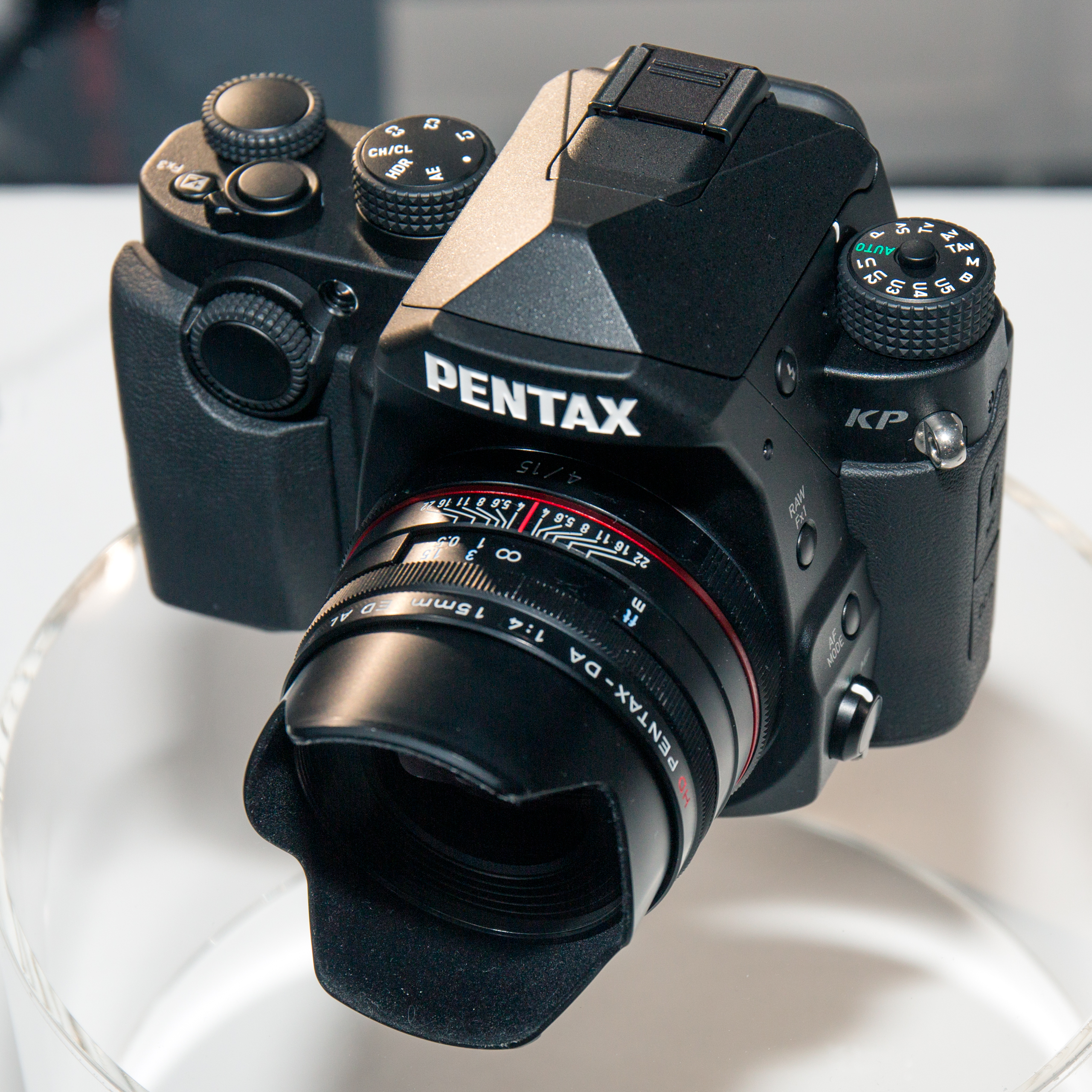
Pentax KP
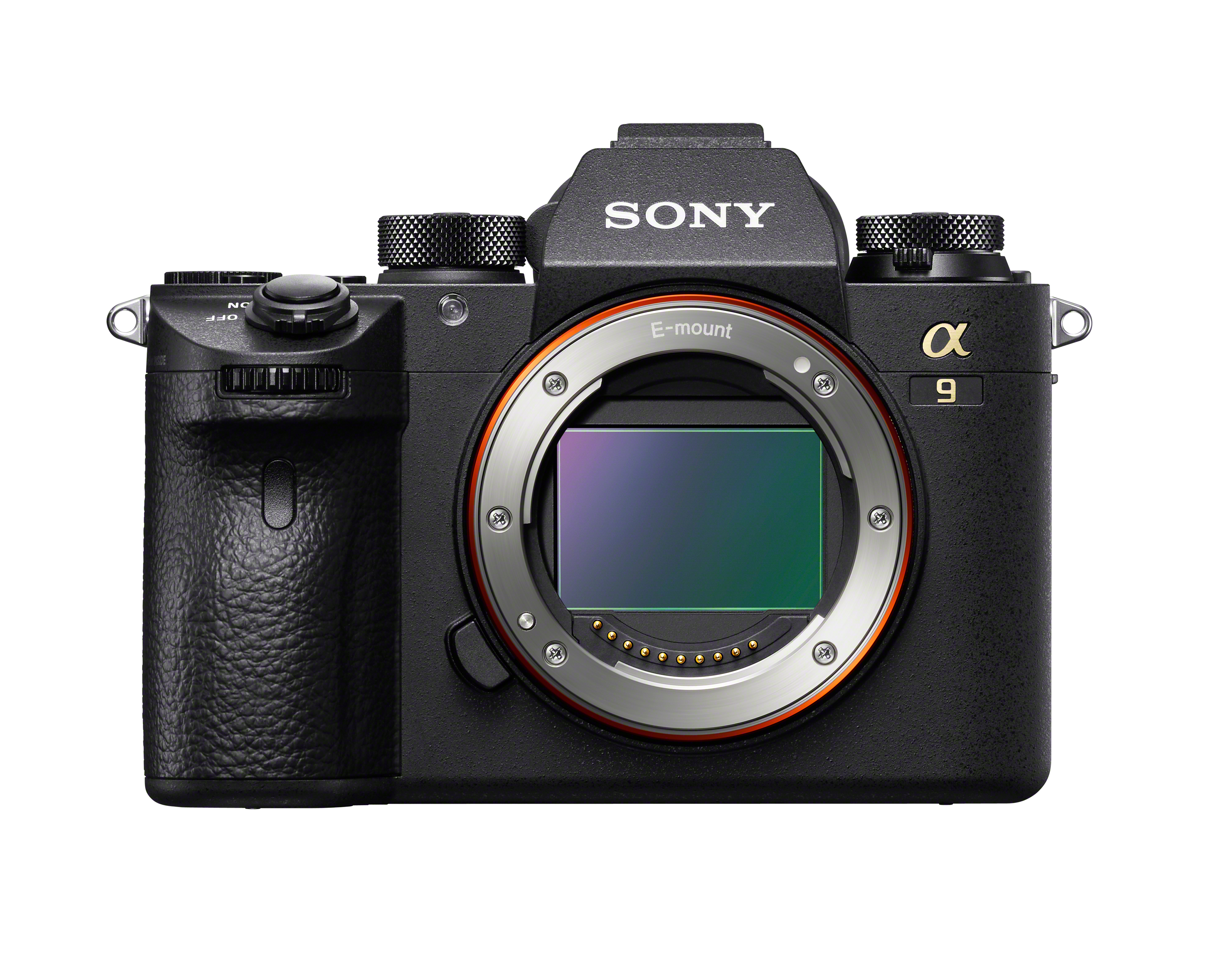
Sony α A9

El 30 de novembre, Lytro tancà el servici en línia d'«imàtgens vives».

### Videojocs
- 3mar  Switch, Wii U
- 3mar  Switch, Wii U

### Vols espacials
Categoria principal: 2017 en els vols espacials

## Naiximents
Les persones nascudes el 2017 faran 8 anys durant el 2025.
La cantant Beyoncé tingué la bessonada que esperava del seu marit Jay-Z, encara que la parella tardà en confirmar el natalici (12 de juny) i el nom dels bessons, bivitel·lins (Shawn i Bea). Així mateix, el futboliste Cristiano Ronaldo comprà dos bessons bivitel·lins, Eva i Mateo, nascuts el 8 de juny d'un ventre de lloguer en la Costa Oest dels Estats Units.
| M/d   | Nom               | Activitat   | Origen |
| ----- | ----------------- | ----------- | ------ |
| 08/31 | Gabriel de Suècia | aristòcrata | suec   |

## Necrològiques

### Països Catalans
- 26 de gener, Madridː Montserrat Julió i Nonell, actriu, directora teatral i escriptora catalana (n. 1929).[127]
- 1 de març, València, l'Horta: Alejandra Soler Gilabert, mestra valenciana durant la Segona República Espanyola.[128]
- 4 de març, Barcelona: Maria Teresa Ferrer i Mallol, historiadora medievalista catalana (n. 1940).[129]
- 23 de març, Berlín: Ingeborg Syllm-Rapoport, metgessa alemanya, neonatòloga, que defensà la tesi doctoral als 102 anys (n. 1912).[130]
- 24 de març, Vilagrassa (Urgell): Miquel Roger Casamada, compositor, docent i productor musical (n. 1954).[131]
- 7 d'abril, Madrid: Alicia Agut, actriu catalana (n. 1929).[132]
- 9 d'abril, Madrid: Carme Chacón, política catalana, fou ministra d'Habitatge i ministra de Defensa del govern espanyol (n.1971).[133]
- 3 de maig, Barcelona: Enric Tous i Carbó, arquitecte català (n. 1925).[134]
- 27 de maig, Badalona: Maria Escrihuela i Giró, poetessa i locutora de ràdio badalonina (n. 1917).[135]
- 1 de juny, Barcelona: Carles Capdevila i Plandiura, periodista català (n. 1965).[136]
- 4 de juny, Marràqueix, Marroc: Juan Goytisolo i Gay, escriptor i periodista català en castellà (n. 1931).[137]
- 13 de juny, Barcelona: Emma Maleras, ballarina i coreògrafa de dansa espanyola, concertista i professora de castanyoles (n. 1919).[138]
- 24 de juny, Madrid: Victòria Pujolar Amat, republicana i activista, primera veu en català de la clandestina Radio Pirenaica (m. 1921).[139]
- 24 de juliol, Palma: Joana Maria Roque Company fou una periodista mallorquina.[140]

- 10 d'agost, Barcelona, Xavier Benguerel i Godó, compositor català (n. 1931).[141]
- 29 d'agost, Perpinyà, Rosselló: Angélique Duchemin, boxejadora nord-catalana.[142]
- 3 de setembre, Barcelona: Joan Colom i Altemir  fou un fotògraf català (n. 1921).[143]
- 16 d'octubre, Barcelona: Maria Josepa Colom i Sambola, pintora i gravadora catalana (n. 1924).[144]
- 28 de novembre, Barcelona: Patrícia Gabancho i Ghielmetti, periodista i escriptora argentinocatalana (n. 1952).[145]
- 11 de desembre, Lleida: Antònia Aguiló i Pascual, escultora lleidatana (n. 1927).[146]
- 19 de desembre, La Garriga: Manuel Cubeles i Solé, coreògraf i promotor de la llengua i la cultura popular catalanes (n. 1920).[147]

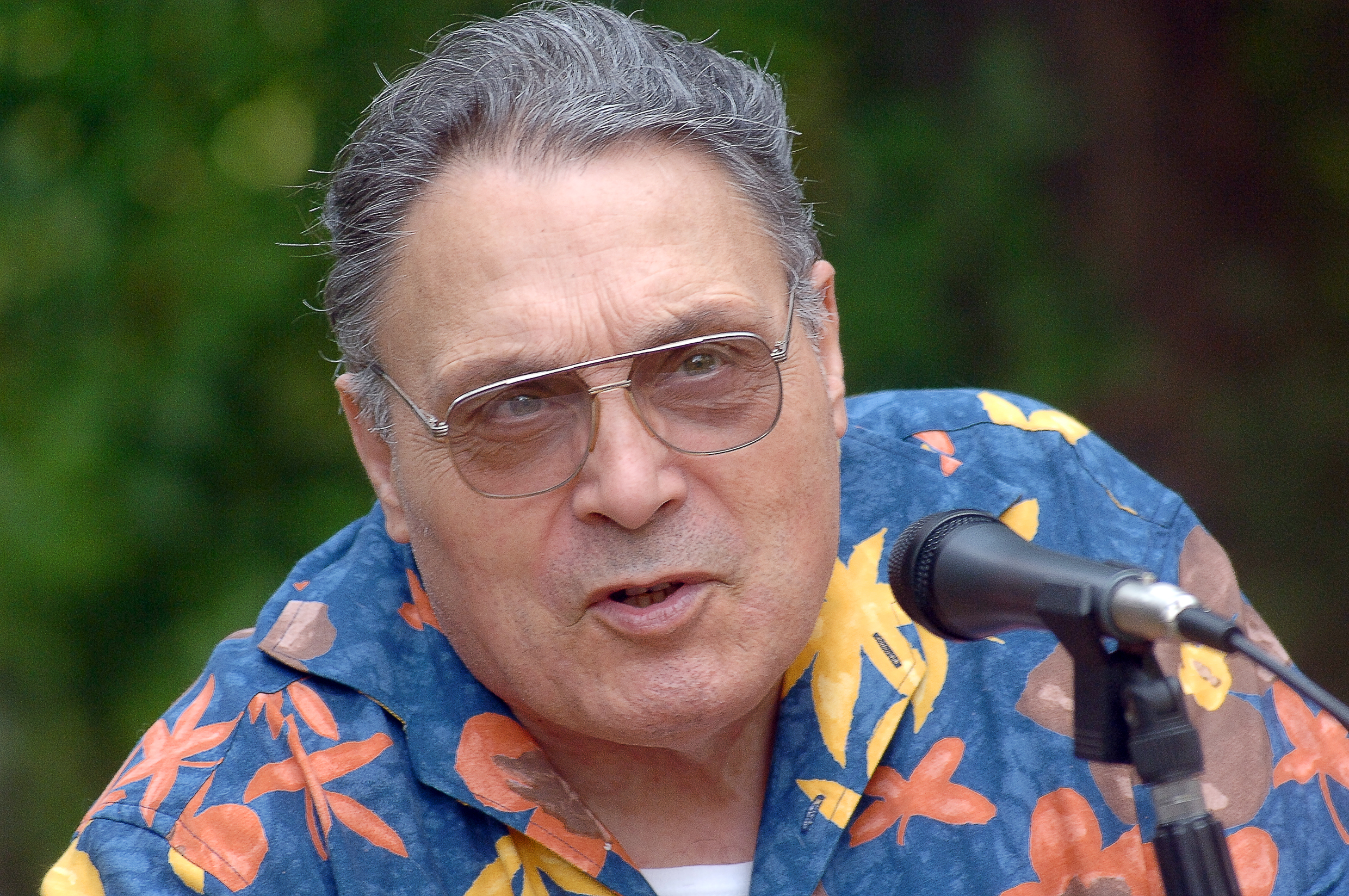
P. Verdaguer
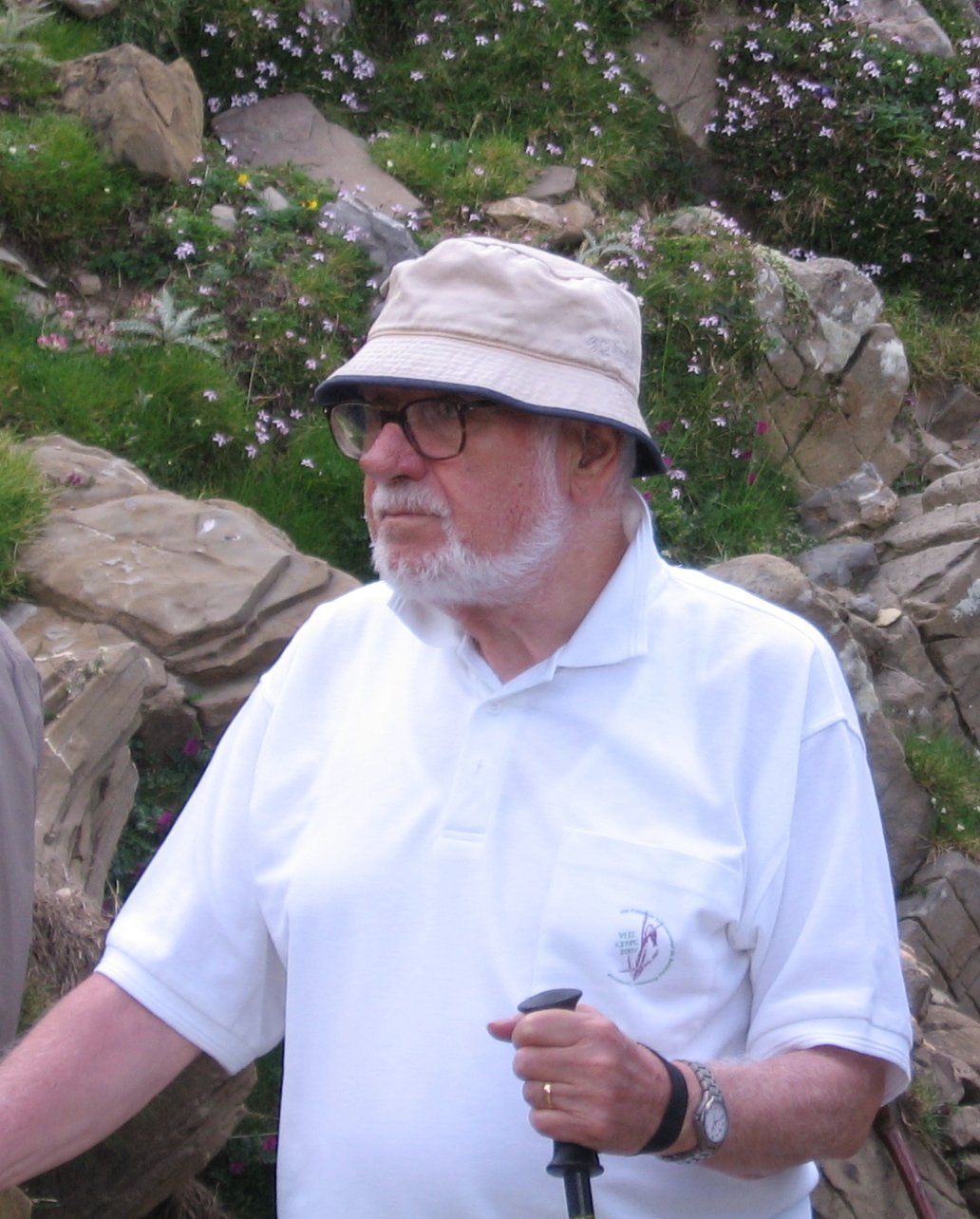
P. Montserrat
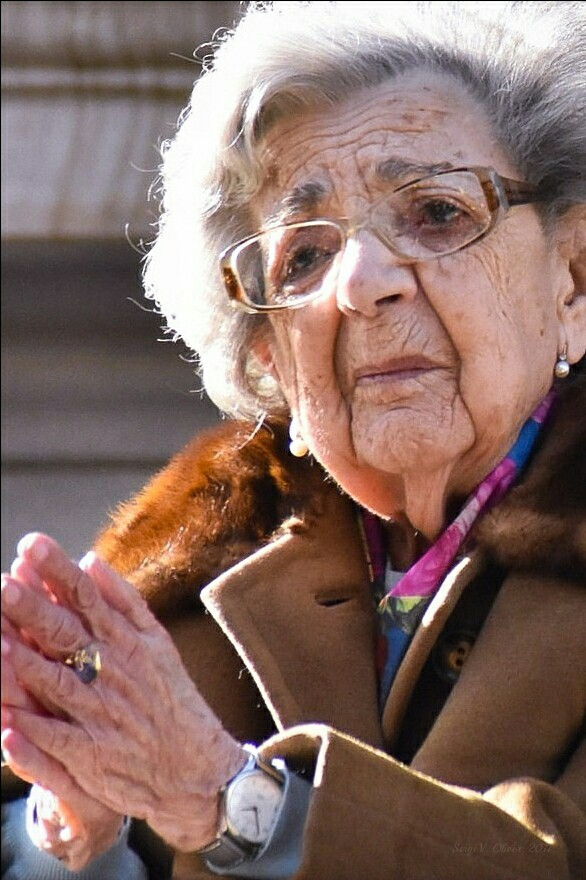
Alejandra Soler
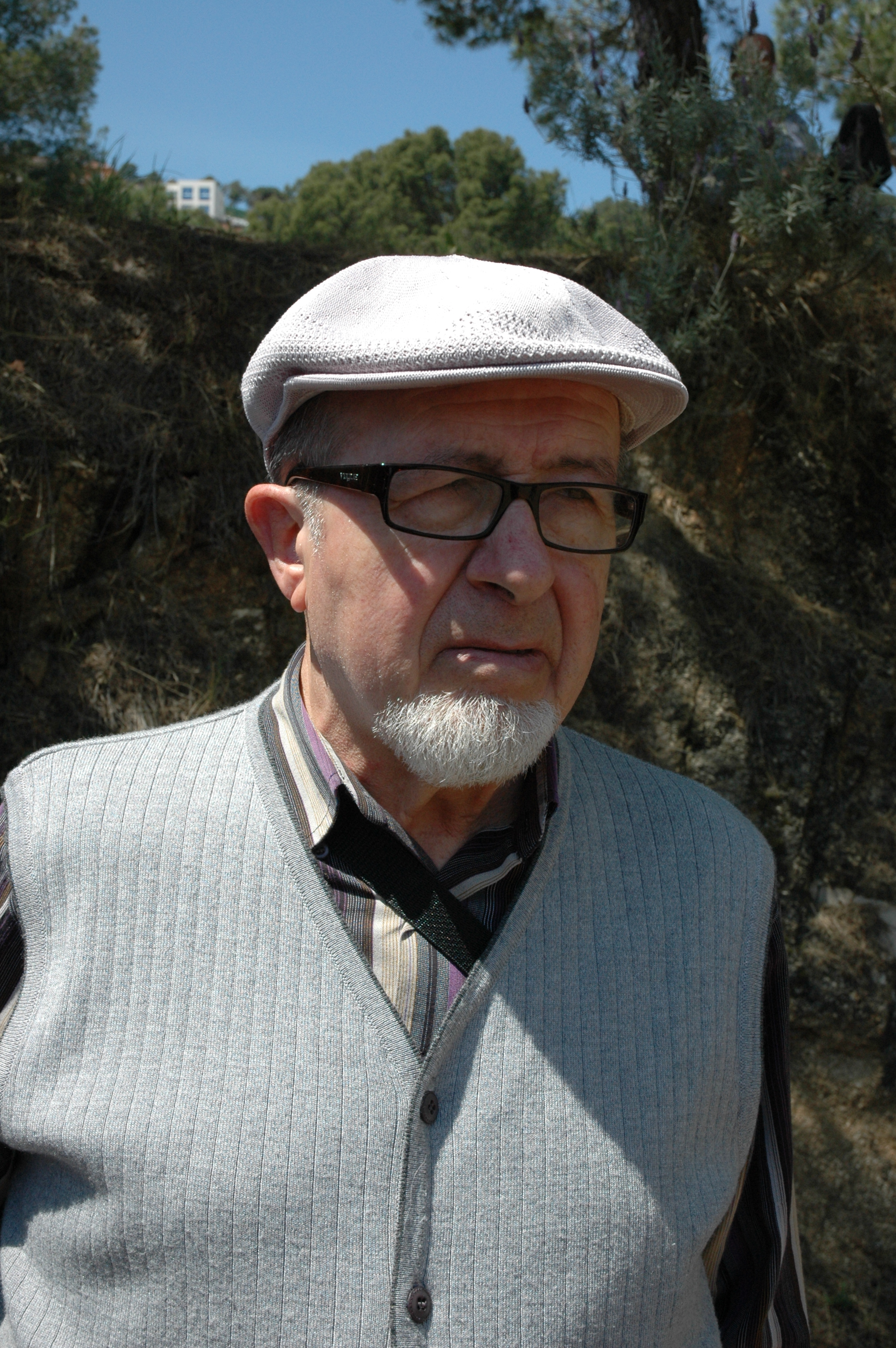
F. Camps
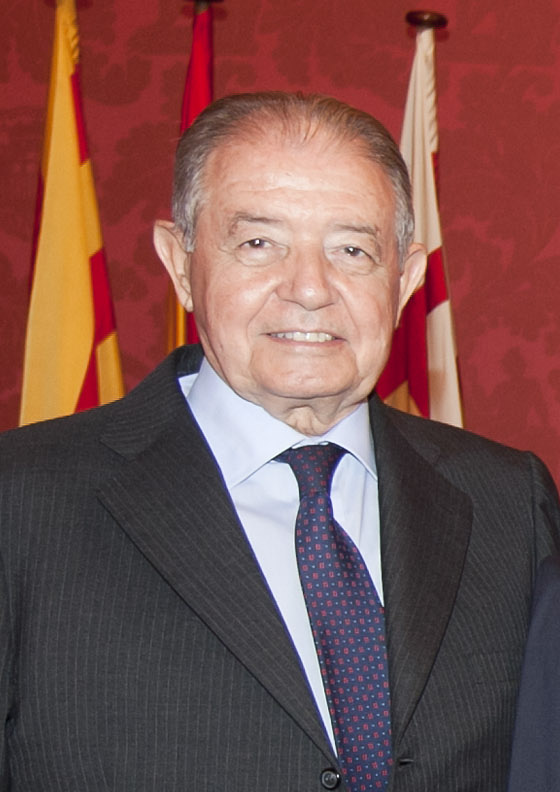
S. Gabarró
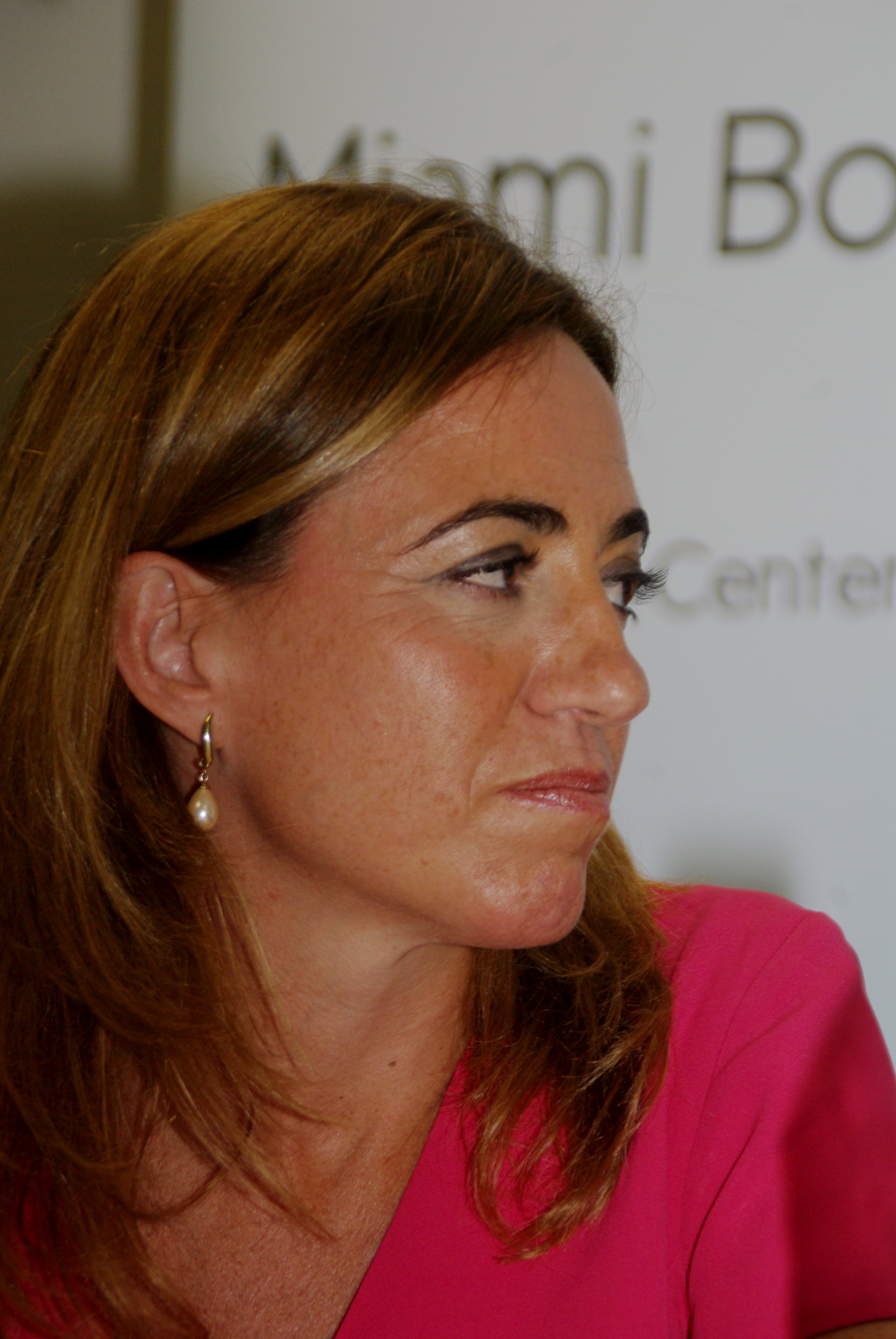
Carme Chacón
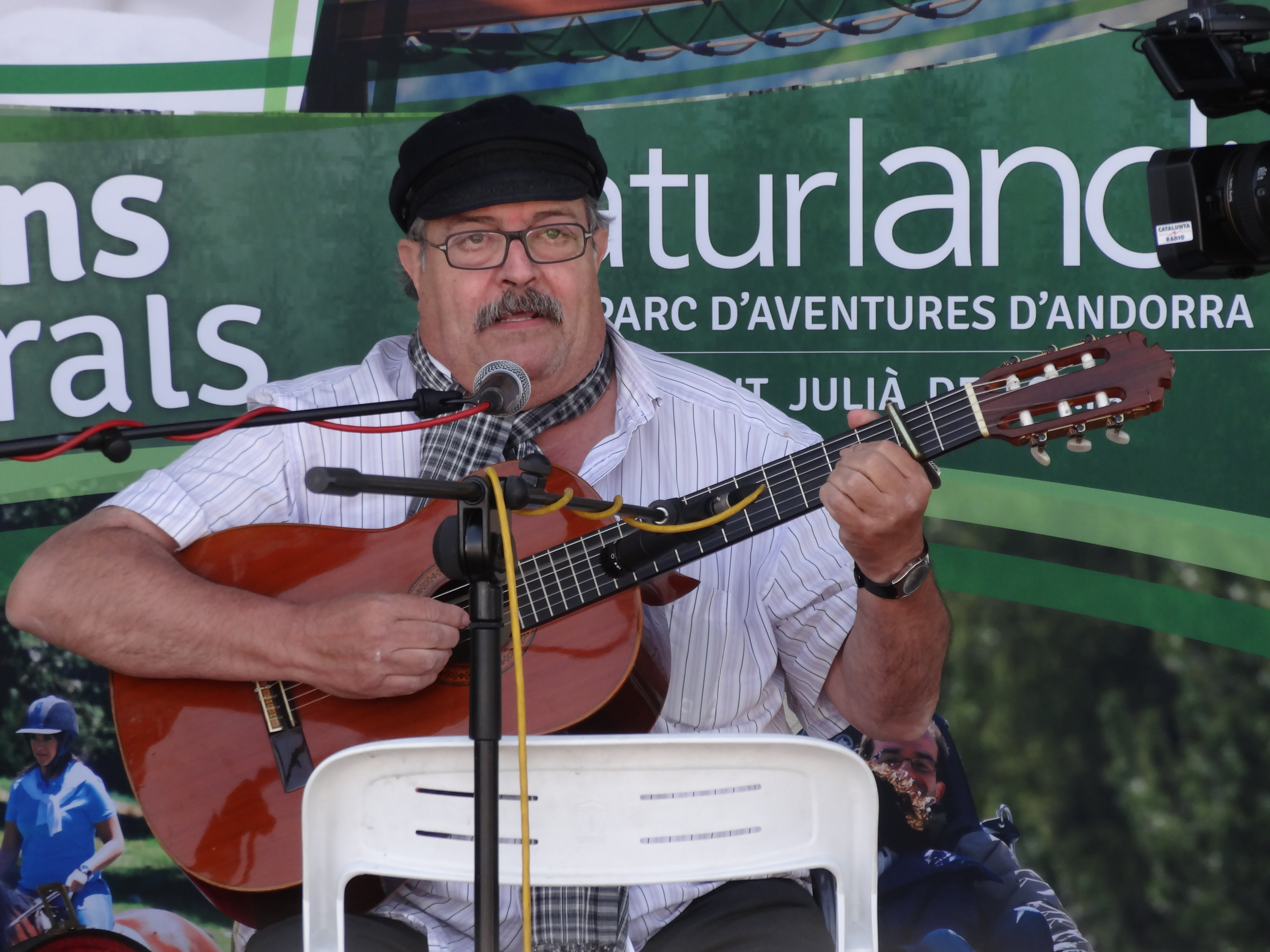
Pere Tàpias
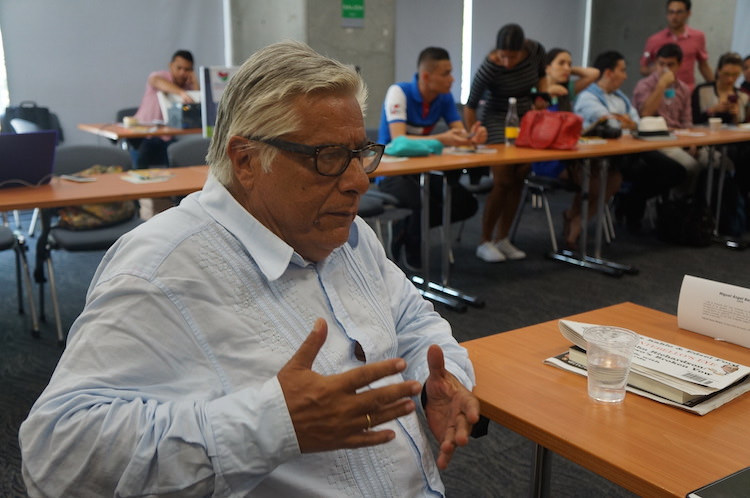
MA Bastenier
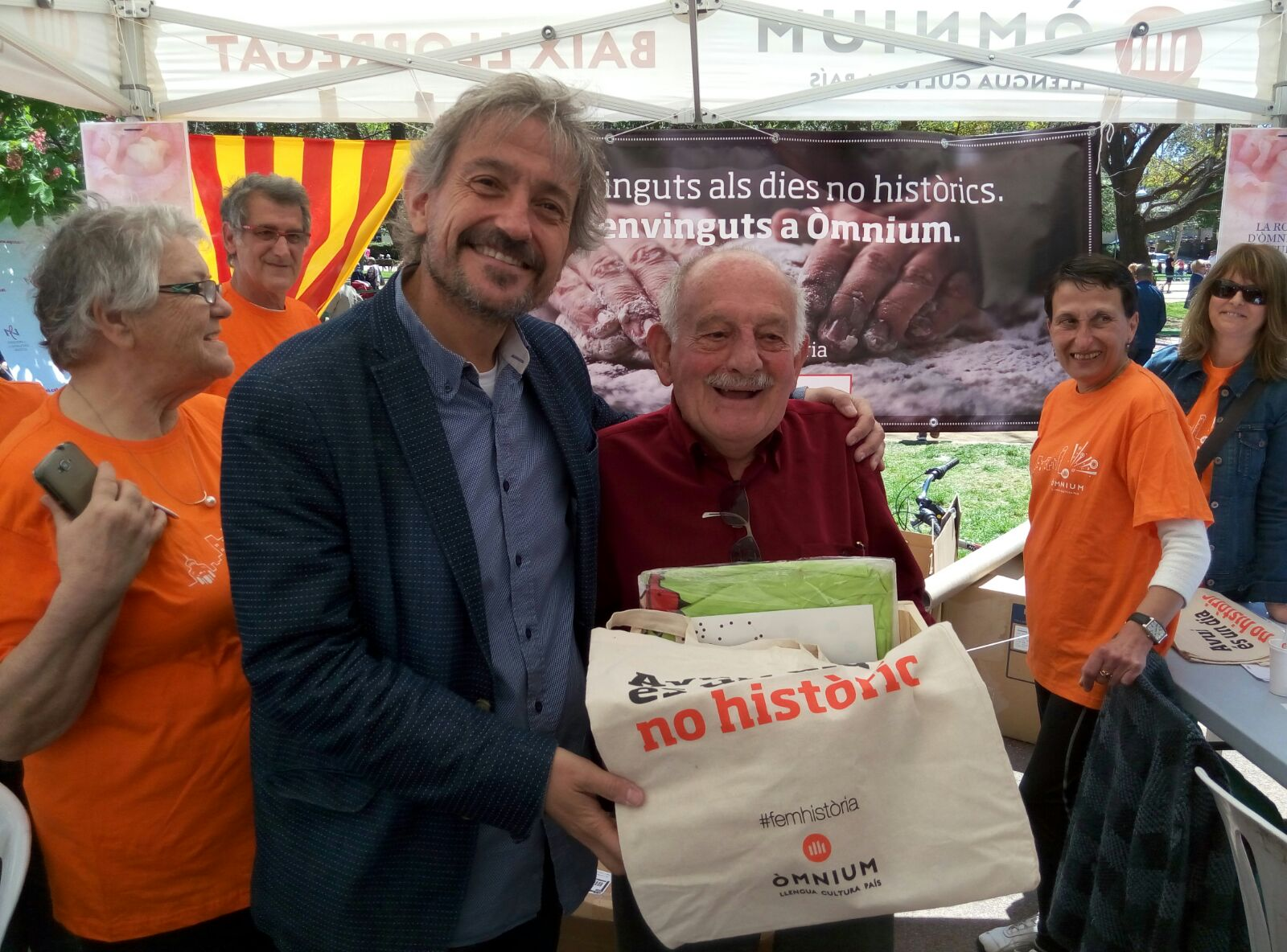
Carles Capdevila
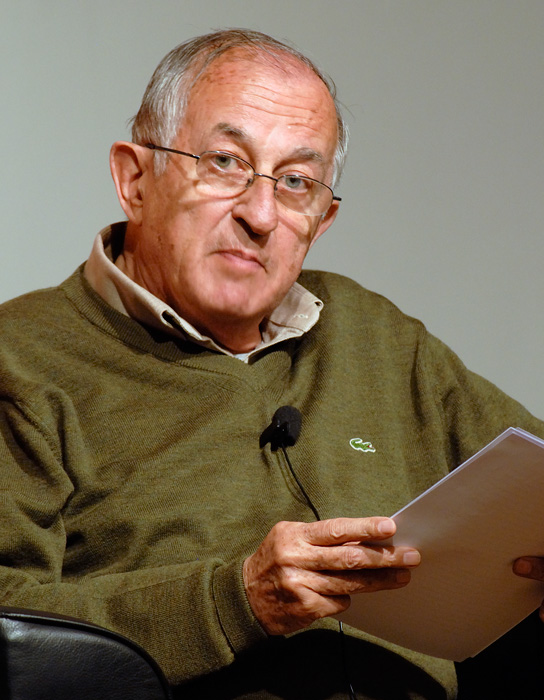
Juan Goytisolo
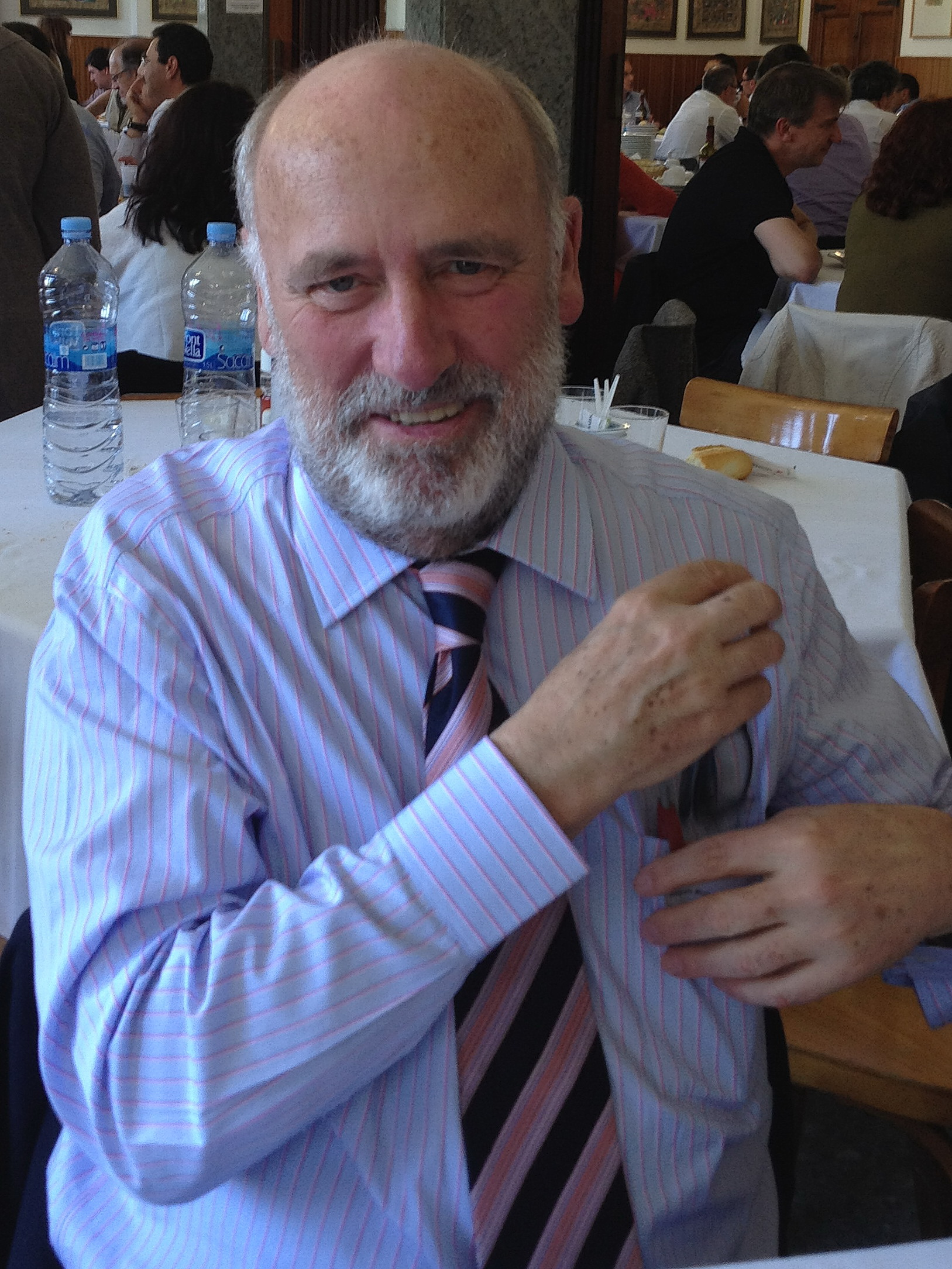
Joaquim Molins
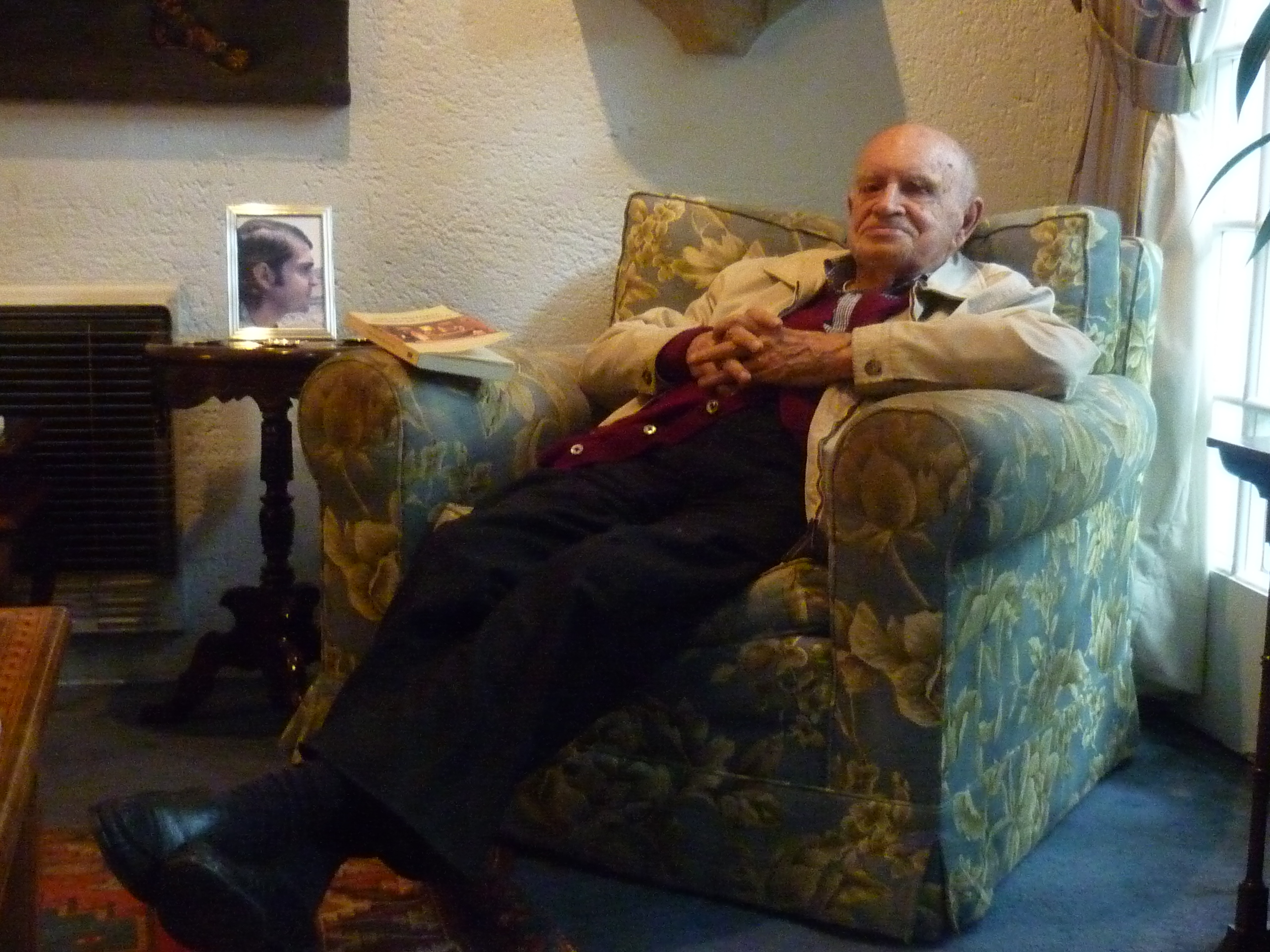
Ramon Xirau
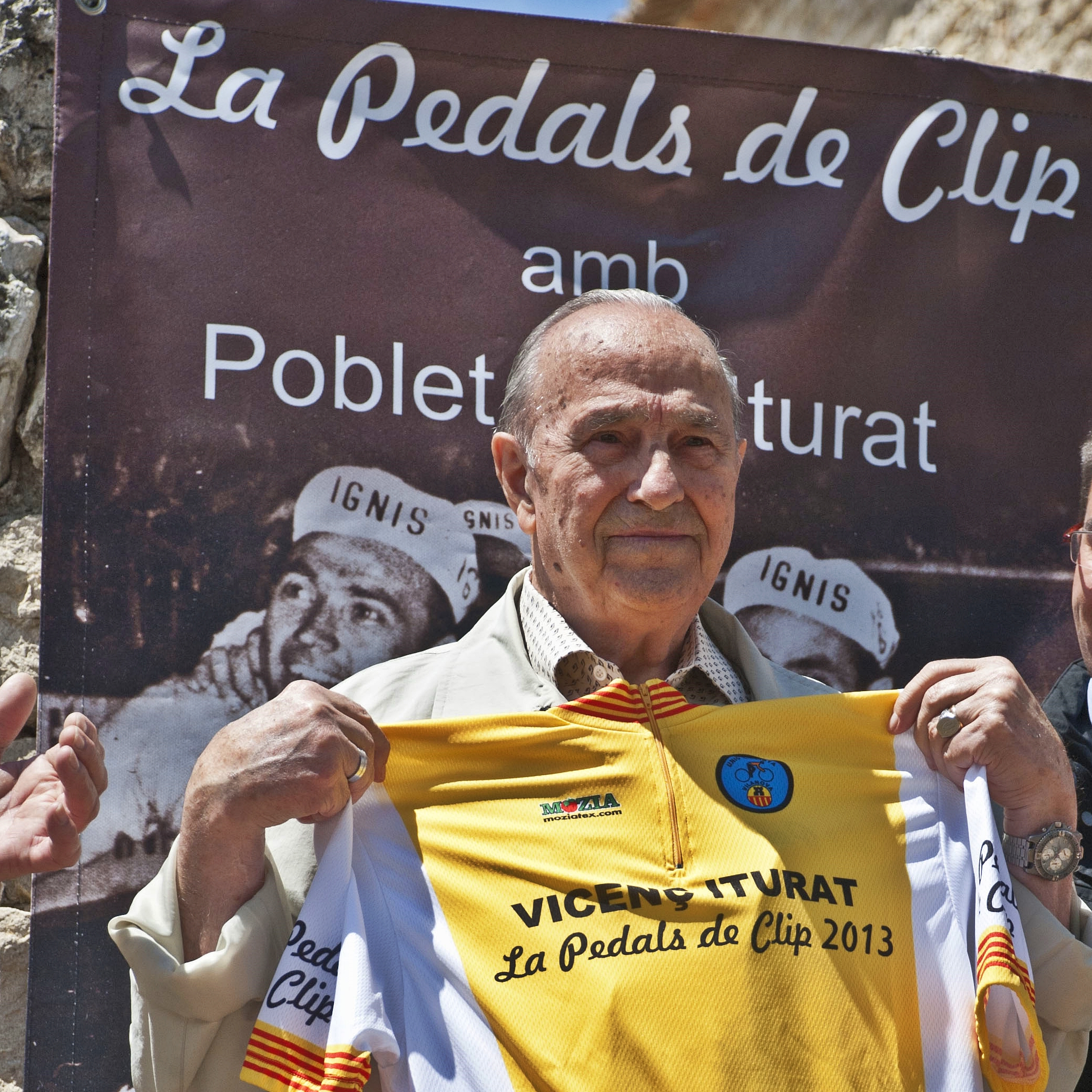
Vicenç Iturat
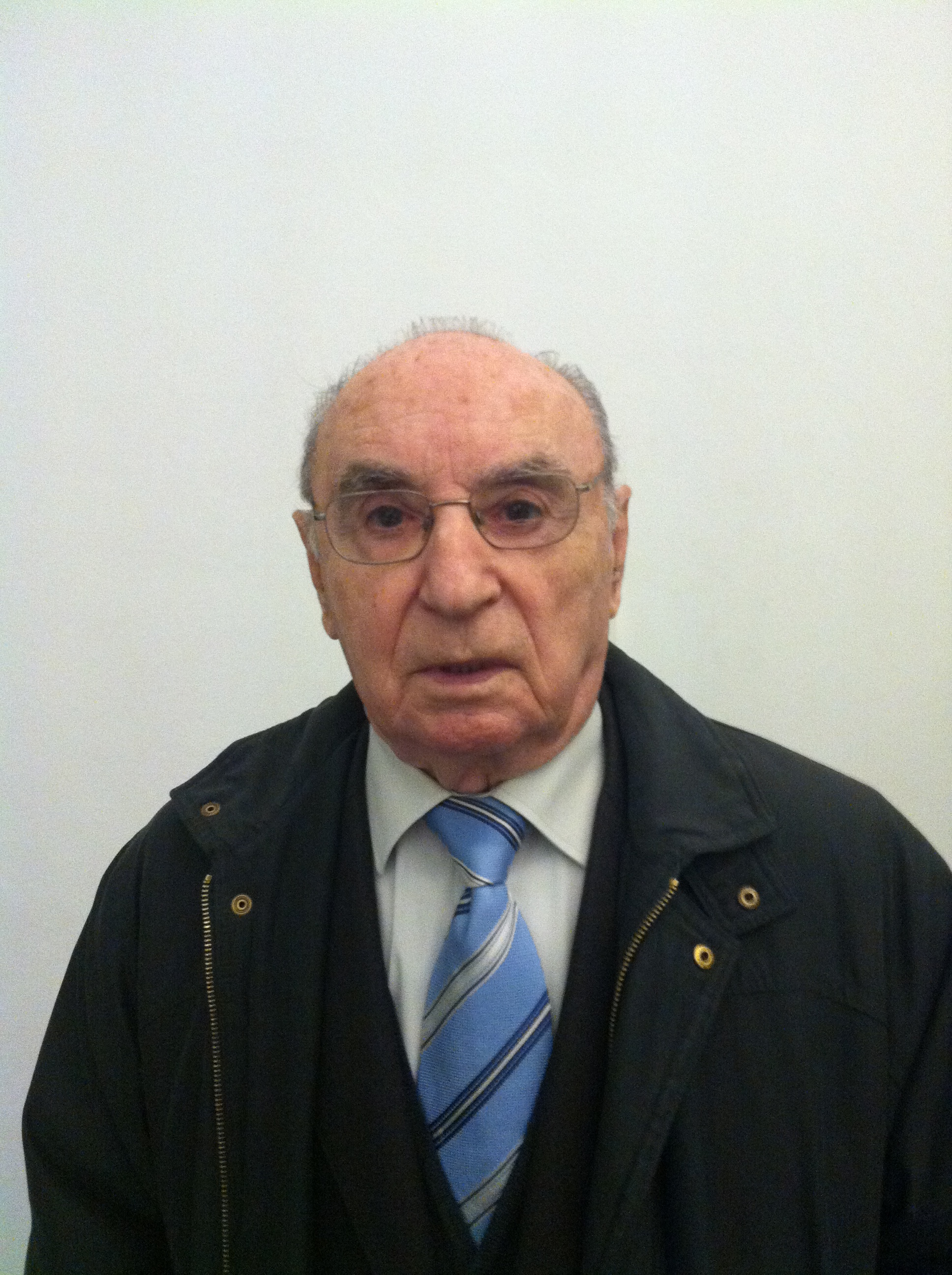
Joan Colom
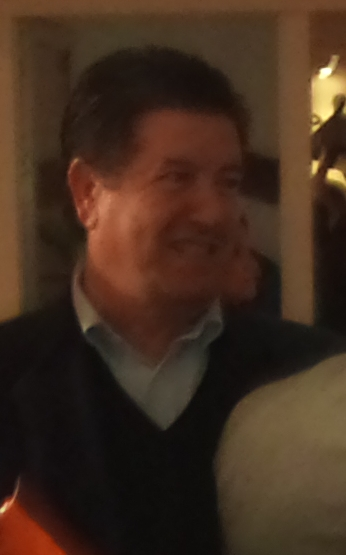
Jaume Ortí
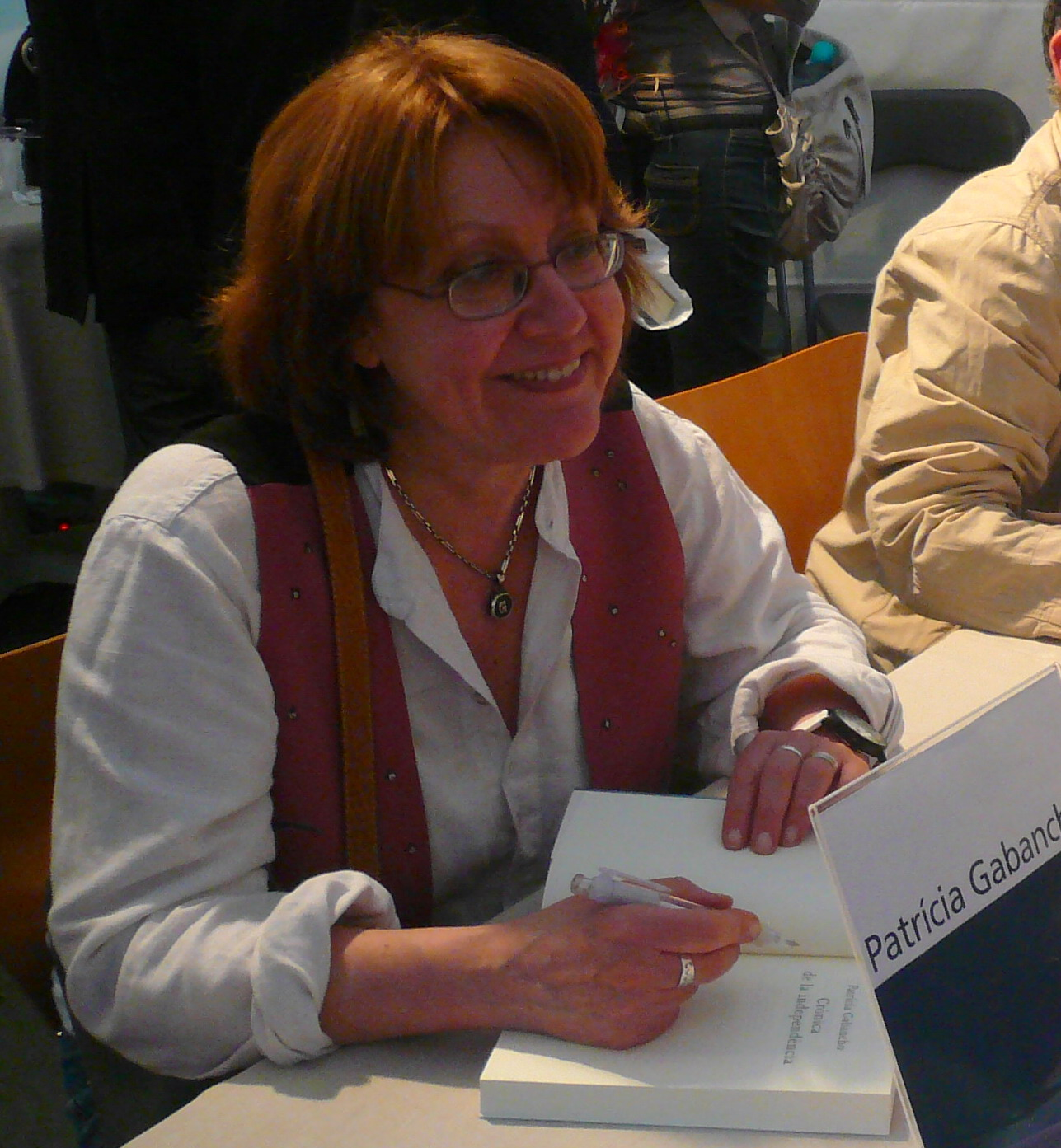
P. Gabancho
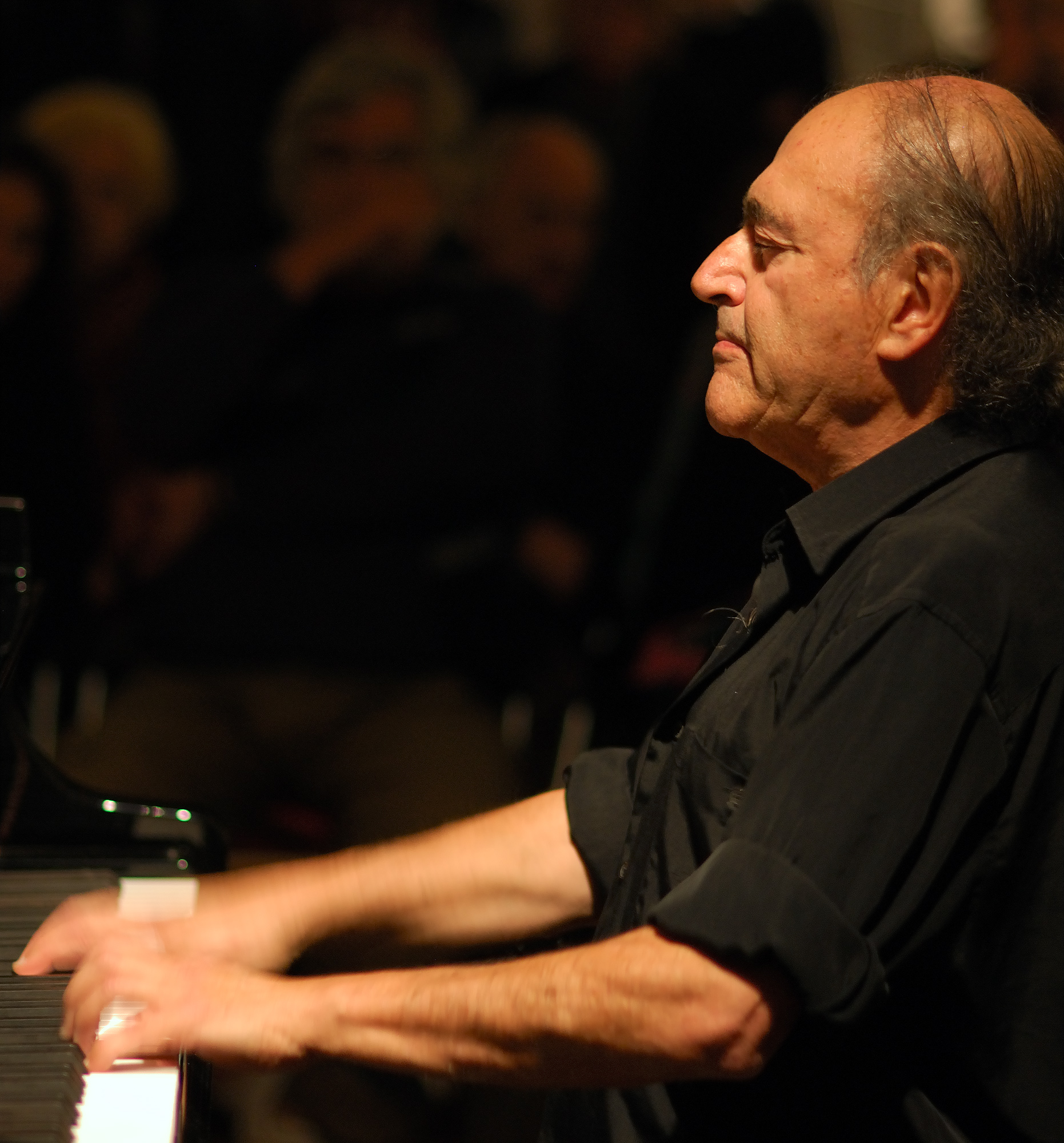
Carles Santos
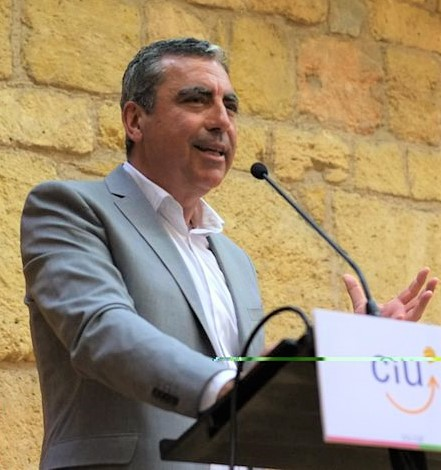
Albert Abelló

### Resta del món
- 21 de gener, Seattle: Erika Böhm-Vitense, astrònoma estatunidenca d'origen alemany.[148]
- 23 de gener - Madrid: Gertrudis de la Fuente, doctora en Farmàcia, pionera de la investigació bioquímica (n. 1921).[149]
- 25 de gener - Cromer, Regne Unit: John Hurt, actor anglès (n. 1940).[150]
- 27 de gener - París: Emmanuelle Riva, actriu de cinema i de teatre i poeta francesa (n. 1927).[151]
- 29 de gener - Madrid: Paloma Chamorro, periodista espanyola vinculada al moviment anomenat Moguda madrilenya (n. 1949).[152]
- 25 de febrer - Mossul: Shifa Gardi, periodista kurda d'origen iranià, morta durant la batalla de Mossul (2016-2017) (n. 1986).[153]
- 14 de març - La Corunya: Joaquina Dorado Pita, activista anarco-sindicalista, republicana i antifranquista (n. 1917).[154]
- 24 de març - Madrid: Paloma Gómez Borrero, periodista i escriptora espanyola (n. 1934).[155]
- 5 d'abril - Madrid: María Luisa Ozaita, pianista, clavecinista, musicòloga, directora i compositora basca (n. 1939).[156]
- 8 d'abril - San Donato Milanese: Rita Orlandi Malaspina, soprano operística italiana (n. 1937).[157]
- 15 d'abril - Pallanza: Emma Morano, supercentenària italiana que visqué 117 anys i 137 dies (n. 1899).[158]
- 20 d'abril -Varsòvia: Magdalena Abakanowicz, destacada escultora i artista tèxtil de l'escola polonesa del tapís (n. 1930).[159]
- 24 d'abril - Colònia: Agnes Giebel, soprano clàssica alemanya, especialista en la música de Bach (n. 1921).[160]
- 2 de maig - Grimsby, Lincolnshireː Norma Procter, contralt britànica (n. 1928).[161]
- 20 de maig - Jean E. Sammet, científica informàtica estatunidenca que desenvolupà els llenguatges FORMAC i COBOL (n. 1928).[162]
- 16 de juny:
  - Ludwigshafen, Alemanya: Helmut Kohl, polític alemany, canceller d'Alemanya entre els anys 1982 i 1998 (n. 1930).[163]
  - Los Angeles, Califòrnia (EUA): John G. Avildsen, director de cinema estatunidenc (n. 1935).[164]
- 30 de juny - París: Simone Veil, advocada i política francesa, ha estat ministra i presidenta del Parlament Europeu (n. 1927).[165]
- 8 de juliol - Roma: Elsa Martinelli, actriu italiana (n. 1935).[166]
- 14 de juliol - Stanford (USA): Maryam Mirzakhani, matemàtica iraniana, primera dona a guanyar la Medalla Fields.[167]
- 25 de juliol - Queens, Nova York: Gretel Bergmann, atleta jueva alemanya, vetada pels nazis en els JJOO de 1936 (n. 1914).[168]
- 29 de juliol - Poona (Índia): Eunice de Souza, poetessa, crítica literària i novel·lista contemporània índia en llengua anglesa.[169]
- 30 de juliol - Madrid: Malén Aznárez Torralvo, periodista espanyola (n. 1943).[170]
- 31 de juliol - París, França: Jeanne Moreau, actriu, directora de cinema i de teatre, guionista i escriptora francesa.[171]
- 5 d'agost -Triuggio, Itàlia: Dionigi Tettamanzi fou un cardenal italià de l'Església Catòlica (n. 1934).[172]
- 8 d'agost - Nova York, Cathleen Synge Morawetz, matemàtica canadenca-estatunidenca (n. 1923).[173]
- 11 d'agost - Madrid (Espanya): Teresa Marta Ruiz Penella, coneguda artísticament com a Terele Pávez, fou una actriu basca.[174]
- 18 d'agost - París, França: Mireille Darc fou una actriu provençal i model francesa.[175]
- 20 d'agost - Madrid (Espanya): Natividad Macho Álvarez, més coneguda com a Nati Mistral, fou una actriu i cantant espanyola.[176]
- 29 d'agost - París, França: Janine Charrat, ballarina, coreògrafa, i directora francesa.[177]
- 30 d'agost - Oxford: Marjorie Boulton, escriptora i poetessa britànica en anglès i en esperanto (n. 1924).[178]
- 1 de setembre - Londres, Anglaterra: Cormac Murphy-O'Connor, bisbe i cardenal anglès de l'Església Catòlica Romana (n. 1932).[179]
- 3 de setembre - Hudson, Nova York, Estats Units: John Ashbery fou un dels poetes estatunidencs més destacats de la segona meitat del segle xx (n. 1927).[180]
- 6 de setembre - Paris, França: Kate Millett, feminista, escriptora, educadora i artista estatunidenca (n. 1934).[181]
- 8 de setembre - Sant Romieg de Provença, França: Pierre Bergé, empresari i mecenes francès.[182]
- 11 de setembre -Mullingar, County Westmeath, Irlanda: James Patrick Donleavy, escriptor estatunidenc nacionalitzat irlandès (n. 1926).[183]
- 12 de setembre - Vigo: Xohana Torres, poeta, narradora i dramaturga gallega.[184]
- 24 de setembre - Issou: Gisèle Casadesus, actriu francesa, sòcia honorària de la Comédie Française (n. 1914).[185]
- 3 d'octubre - Alexandria, Virginia: Isabella Karle, físicoquímica, cristal·lògrafa i investigadora nord-americana (n. 1921). [186]
- 10 d'octubre - Salamanca: Ma Dolores Gómez Molleda, historiadora especialitzada en l'Espanya contemporània.[187]
- 16 d'octubre - Sliema, Malta: Daphne Caruana Galizia, periodista i blogger maltesa assassinada (n. 1964).[188]
- 17 d'octubre - Bois-le-Roi, França: Danielle Darrieux, actriu francesa i cantant francesa de llarga trajectòria (n. 1917).[189]
- 25 d'octubre - Las Palmas de Gran Canaria: Pinito del Oro, trapezista de circ, escriptora, empresària espanyola (n. 1931).[190]

- 6 de novembre:
  - Cosenza, Itàlia: Daniele Demma, actor de veu italià i actor de teatre (n. 1957)
  - Wiesbaden, Alemanya: Karin Dor, actriu alemanya (n. 1938)

- 18 de novembre - Buenos Aires: Marta Vásquez, activista argentina, presidenta de Madres de Plaza de Mayo LF (n.1927).[191]
- 4 de desembre - Madrid: Gabriela Morreale, química italoespanyola, una de les fundadores de l'endocrinologia a Espanya (n. 1930).[192]

A Espanya, al llarg de l'any moriren assassasinades cinquanta-cinc dones, víctimes de violència de gènere, a més de cinc menors.
- Z. Bauman
- John Berger
- Mário Soares
- García Rua
- Bimba Bosé
- Emanuelle R.
- John Wetton
- R. Walkowiak
- T. Todorov
- G. de la Fuente
- M. Muse Hersi
- Piet Keizer
- Iuri Poiàrkov
- Jiro Taniguchi
- Al Jarreau
- Tom Regan
- Abdel-Rahman
- Sofía Ímber
- A. Medosch
- Bill Paxton
- E. Garfield
- D. Rubinger
- René Préval
- Jay Lynch
- Oláh György
- John Surtees
- Ángel Parra
- Ricard S.W.B.
- A.K. Rosenthal
- James Cotton

- Derek Walcott
- Chuck Berry
- Roger Pingeon
- Jimmy Breslin
- M. McCord A.
- M McGuinness
- W.H. Keeler
- P. Gómez
- A. Abrikóssov
- Gilbert Baker
- J. Rosenquist
- I. Ievtuixenko
- S. González
- G. Sartori
- Don Rickles
- Bob Taylor
- A. Holdsworth
- Carlos Slepoy
- M. Abakanowicz
- M. Scarponi
- Attilio Nicora
- B. Barber
- J. Demme
- Ueli Steck
- JC Tedesco
- Qian Qichen
- M. Koivisto
- Amotz Zahavi
- Chris Cornell
- Rhodri Morgan

- Albert Bouvet
- Nicky Hayden
- Roger Moore
- S. Farina
- Z. Brzezinski
- Gregg Allman
- David Delfín
- K. Mitsotakis
- Adam West
- Chuck Thacker
- Wilma de Faria
- B. Lonsdale
- Iván Fandiño
- T. Hackenbruch
- Ivan Dias
- Stefano Rodotà
- Mikael Nyqvist
- Simone Veil
- Geri Allen
- V. Malaniuk
- J. Meisner
- J. Navarro-Valls
- Pierre Henry
- A. Chodubski
- Martin Landau
- M. Mirzakhani
- G. A. Romero
- Miguel Blesa

- C. Bennington
- Max Gallo
- Jeanne Moreau
- Sam Shepard
- D. Tettamanzi
- Nicole Bricq
- Glen Campbell
- Yisrael Kristal
- Gerhard Storch
- A. Gal·lab
- F. Suleiman
- Alfonso Azpiri
- Jerry Lewis
- Brian Aldiss
- Tobe Hooper
- Mireille Darc
- Louise Hay
- Egon Günther
- Murphy-O'Connor
- John Ashbery
- N. Bloembergen
- Lofti A. Zadeh
- Carlo Caffarra
- Pierre Bergé
- Len Wein
- Nancy Dupree
- Edith Windsor
- Albert Speer
- H. D. Stanton
- B. Álvarez

- G. Casadesus
- Kito Lorenc
- N. Dauenhauer
- Hugh Hefner
- Isasi-Isasmendi
- V. Voievodski
- Tom Petty
- Klaus Huber
- Jalal Talabani
- Isabella Karle
- Jesús Mosterín
- E. van der Laan
- G. Pressburger
- Ralphie May
- Jean Rochefort
- Ricardo Vidal
- Umberto Lenzi
- Federico Luppi
- Fats Domino
- Nowa Cumig
- D. Viglietti
- M. Abrams
- A. Butnorius
- Karin Dor
- Roger Grenier
- Shyla Stylez
- Carlos Dívar
- B. Panafieu
- J.P. Schmitz

- F. Héritier
- Malcolm Young
- Marta Vásquez
- Charles Manson
- Jana Novotná
- Peter Berling
- David Cassidy
- D Hvorostovski
- S. Praljak
- Jerry Fodor
- Colin Groves
- John Anderson
- Adam Darius
- A.A. al-Salih
- Manuel Marín
- Miquel I
- J. Hallyday
- J. d'Ormesson
- Angry Grandpa
- A. Goetzinger
- Jason Lowndes
- Sue Grafton

## 2017 en la ficció
En la novel·la Harry Potter i les relíquies de la Mort, l'epíleg transcorre set anys després de la narració principal: l'1 de setembre 2017.
En l'adaptació cinematogràfica de Harry Potter i les relíquies de la Mort - Part 2 i les pel·lícules Cherry 2000 i Perseguit (ambdós de 1987), Fortress (1992), Barb Wire (1996), Click (2006), Terminator Genisys (2015) o Nerve (2015), l'argument també té lloc l'any 2017. En Oblivion (2013), ambientada el 2077, els personatges fan referència a 2017 com l'any d'un cataclisme.